# Wirtschaft Kubas
Die Wirtschaft Kubas ist eine weitgehend vom bürokratisch-autoritären Staat kontrollierte sozialistische Planwirtschaft. Bei Joint Ventures von kubanischen Staatsbetrieben mit ausländischen Firmen hält der Staat in der Regel die Mehrheit von mindestens 51 Prozent. Des Weiteren existiert ein signifikanter Privatsektor in Form von kleinen Selbständigen und Genossenschaften in einer reglementierten Zahl von Berufen. Kapitalinvestitionen sind beschränkt und bedürfen der Genehmigung der Regierung. Die kubanische Regierung legt einen Großteil der Preise fest und bestimmt die Waren, die über das stark subventionierte Rationierungssystem für die Bevölkerung zur Verfügung stehen.

## Wirtschaftsgeschichte

### Wirtschaftliche Entwicklung bis zur Unabhängigkeit
Als Christoph Kolumbus 1492 die Insel entdeckte, lebten dort rund 200.000 Eingeborene, Ciboney und Taínos. Die Ciboney lebten hauptsächlich von Fischerei, während die Taínos meist Maniok (Yuca), Mais und Tabak anbauten. Rund 50 Jahre später war die indigene Population aufgrund von Massenmord durch die Konquistadoren als auch durch von denen eingeschleppte Krankheiten auf rund 4000 dezimiert worden.
Die Spanier unterwarfen die Insel ursprünglich auf der Suche nach Gold und Silber. Wegen seiner günstigen geostrategischen Lage und der leicht zu verteidigenden, großen natürlichen Bucht wurde der Hafen Havannas zur Drehscheibe der spanischen Eroberung Amerikas und war damals der größte Wirtschaftsfaktor Kubas.
Ab dem 17. Jahrhundert erlebte der Tabakanbau seine erste Blütezeit und ab der zweiten Hälfte des 18. Jahrhunderts begann der Zuckerrohranbau. Erstmals kam die Bezeichnung „Perle der Karibik“ auf. Zu verdanken war dies einer rund ein Jahr dauernden Besetzung Havannas durch Großbritannien im Jahre 1762. Die Briten erzwangen die Öffnung Kubas für eigene ökonomische Interessen. So kamen erstmals rund 4000 Sklaven an, die zur Feldarbeit eingesetzt wurden. Es folgten in den kommenden einhundert Jahren 750.000 weitere meist westafrikanische Sklaven, wodurch die halbe Insel quasi in eine einzige Zuckerrohrplantage verwandelt wurde.
Nach der Französischen Revolution und dem darauf folgenden Sklavenaufstand in Haiti nebst Unabhängigkeit des Landes kamen zahlreiche französische Bauern nach Kuba, die entsprechendes „Know-how“ und Kapital mitbrachten, um der Zuckerproduktion zu einem weiteren Aufschwung zu verhelfen. Der Zuckerexport stieg in Folge exponentiell. Betrug er im Jahre 1790 um die 15.000 Tonnen, steigerte er sich bis 1868 um das 50-fache. 1837 wurde entlang der Zuckerplantagen die erste Eisenbahnstrecke Lateinamerikas gebaut, noch vor dem Mutterland Spanien, und um 1840 war Kuba größter Zuckerexporteur der Welt.
Mitte des 19. Jahrhunderts kam es zu ersten Unruhen gegen die spanische Krone. Die in Kuba geborenen Nachfahren spanischer Beamter und Gutsbesitzer, die Kreolen, begehrten wegen hoher Steuern und Abgaben für das Mutterland auf. Auch kam es zu Sklavenaufständen, was zunächst noch vereinigend zwischen den Kreolen und der spanischen Krone wirkte. Der Sklavenhandel wurde zwar schon 1817 in einem Vertrag zwischen Spanien und Großbritannien verboten, wirklich zum Erliegen kam er erst um 1865 mit der Niederlage der Südstaatler im Amerikanischen Bürgerkrieg. Zwar wurden als Ersatz rund 150.000 chinesische Kontraktarbeiter angeworben, jedoch wuchs der ökonomische Druck auf eine Loslösung der kubanischen Kolonie vom spanischen Mutterland. Die Kreolen versuchten zunächst, Spanien zu Reformen und zu größerer Autonomie zu bewegen, was nicht zum Erfolg führte.
Kuba gelang es trotzdem, bis 1870 zu den einkommensstarken Ländern Lateinamerikas aufzuschließen.
Die USA versuchten schon 1823, kurz nachdem sie Florida unter militärischem Druck den Spaniern abgekauft hatten, auch Kuba zu erwerben, was jedoch trotz zeitweise erheblicher gebotener Summen nicht von Erfolg gekrönt war. Wirtschaftlich wuchs der Einfluss der Vereinigten Staaten dennoch beträchtlich, wodurch sie bald Kubas wichtigster Handelspartner wurden. Während das Mutterland Spanien im Jahre 1890 nur Waren im Wert von sieben Millionen Pesos einführte, betrug der Exportwert in die USA 61 Millionen Pesos.

### Von der Unabhängigkeit bis zur Revolution
Bis zur Erlangung der formalen Unabhängigkeit 1902 befand sich Kuba unter US-amerikanischer Militärverwaltung. Die internationale Neuorientierung der Handels- und Investitionsbeziehungen brachte für Kuba in der Folge eine Phase starker wirtschaftlicher Entwicklung. Der Weltmarktpreis für Zucker stieg bis 1920 auf ein Rekordniveau und sein Anteil am kubanischen Export betrug zu dieser Zeit 92 Prozent. Als kurz darauf der Weltmarktpreis des Zuckers einbrach, bot sich für US-amerikanische Investoren eine weitere Gelegenheit, sich günstig in Kuba einzukaufen. Zwischen 1911 und 1924 versechsfachten sich die US-amerikanischen Investitionen in Kuba. Die ökonomische Dominanz des großen Nachbarn im Norden zeigte sich unter anderem darin, dass 1915 gut 83 Prozent der Importe aus den USA kamen.
Die ökonomische Krise bedeutete ein Erstarken der Gewerkschaften und der Unabhängigkeitsbewegung gegenüber der US-Hegemonie. 1925 bildete sich ein erster Gewerkschaftsdachverband aus 128 Einzelgewerkschaften mit rund 200.000 Mitgliedern.
Der 1924 gewählte Präsident Gerardo Machado versprach „Ehrlichkeit, Straßen und Schulen“ und ließ die als Carretera Central bekannte Schnellstraße bauen, die Havanna mit Santiago de Cuba verbindet. Nachdem 1929 die Weltwirtschaftskrise ausgebrochen war, sorgte dies auch in Kuba aufgrund der einbrechenden Exporte zu Unruhen. Machado verlor sowohl bei der kubanischen Mittel- und Oberschicht als auch bei den USA an Vertrauen und musste 1933 ins Exil gehen.
Während der ersten Präsidentschaft Fulgencio Batistas 1940–1944 erlebte die kubanische Wirtschaft vor dem Hintergrund des Zweiten Weltkriegs einen Aufschwung. Der Zuckerpreis schnellte in die Höhe, da bedeutende europäische und asiatische Produzenten wegfielen. Zwischen 1940 und 1944 verdoppelte sich der Wert von Kubas Zuckerexport.
Auch nach dem Ende des Zweiten Weltkrieges blieb der Zuckerpreis hoch, Kubas wirtschaftliche Aussichten waren demzufolge günstig. Jedoch konnten die nachfolgenden Präsidenten daraus kein Kapital schlagen. Es erfolgte keinerlei wirtschaftliche Diversifizierung. Die Abhängigkeit vom Zuckerexport blieb unverändert hoch (48 Prozent der kubanischen Exporte 1948).
In den 1950er Jahren war Kuba wirtschaftlich ein moderner Staat mit einer lebendigen Hauptstadt Havanna. Neben der Haupteinnahmequelle Zucker florierte der Tourismus. Das Pro-Kopf-Einkommen war mit 374 US$ nach Venezuela das zweithöchste in Lateinamerika. Es war doppelt so hoch wie im lateinamerikanischen Durchschnitt, betrug allerdings nur ein Fünftel von dem der USA. Die Infrastruktur war auf dem modernsten Stand der Technik. Es kam 1957 ein Fernseher auf 25 Einwohner, auf 38 Einwohner kam ein Telefon und auf jeden 40. kam ein Auto. Die kubanische Mittel- und Oberschicht hatte die US-amerikanischen Lebens- und Konsumgewohnheiten übernommen. Außerdem war Kuba nun doch auf dem besten Weg, seine Wirtschaft erfolgreich weg von der Zucker-Monokultur zu diversifizieren. Der Tourismus galt als zweite „Zafra“ und es gab signifikante eigene Industrie.
Die Regierungen ab Mitte der 1940er Jahre galten jedoch als extrem korrupt, was sich in Batistas zweiter Amtszeit noch verstärkte. Speziell Havanna galt als von der US-amerikanischen Mafia stark unterwandert, deren Einfluss sich weiter ausbreitete. US-Unternehmen kontrollierten einen Großteil der strategisch wichtigen Wirtschaftsbereiche. Es gab ein großes Einkommensgefälle: Die 40 Prozent Ärmsten trugen 1953 mit 6,5 % zum Volkseinkommen bei, das der 10 % Reichsten lag bei 39 %, wobei der lateinamerikanische Durchschnitt hier bei über 50 % lag. Speziell auf dem Land herrschte bittere Armut. 49 Prozent der arbeitsfähigen Bevölkerung fanden nur zehn Wochen im Jahr oder weniger eine bezahlte Arbeit. Davon waren 82 Prozent Frauen. In den armen, ländlichen Bevölkerungsschichten konzentrierte sich der Erwerb fast ausschließlich auf die Zuckerernte und infolge des geringen und unsicheren Einkommens herrschten oftmals primitive Wohnverhältnisse und schlechte hygienische Bedingungen. Insbesondere Kinder litten häufig unter Parasitenbefall, der mitunter tödlich endete. Außerdem war das Schulwesen auf dem Land durch mangelnde Finanzierung oder Organisation unterentwickelt.

### 1959 bis 1970

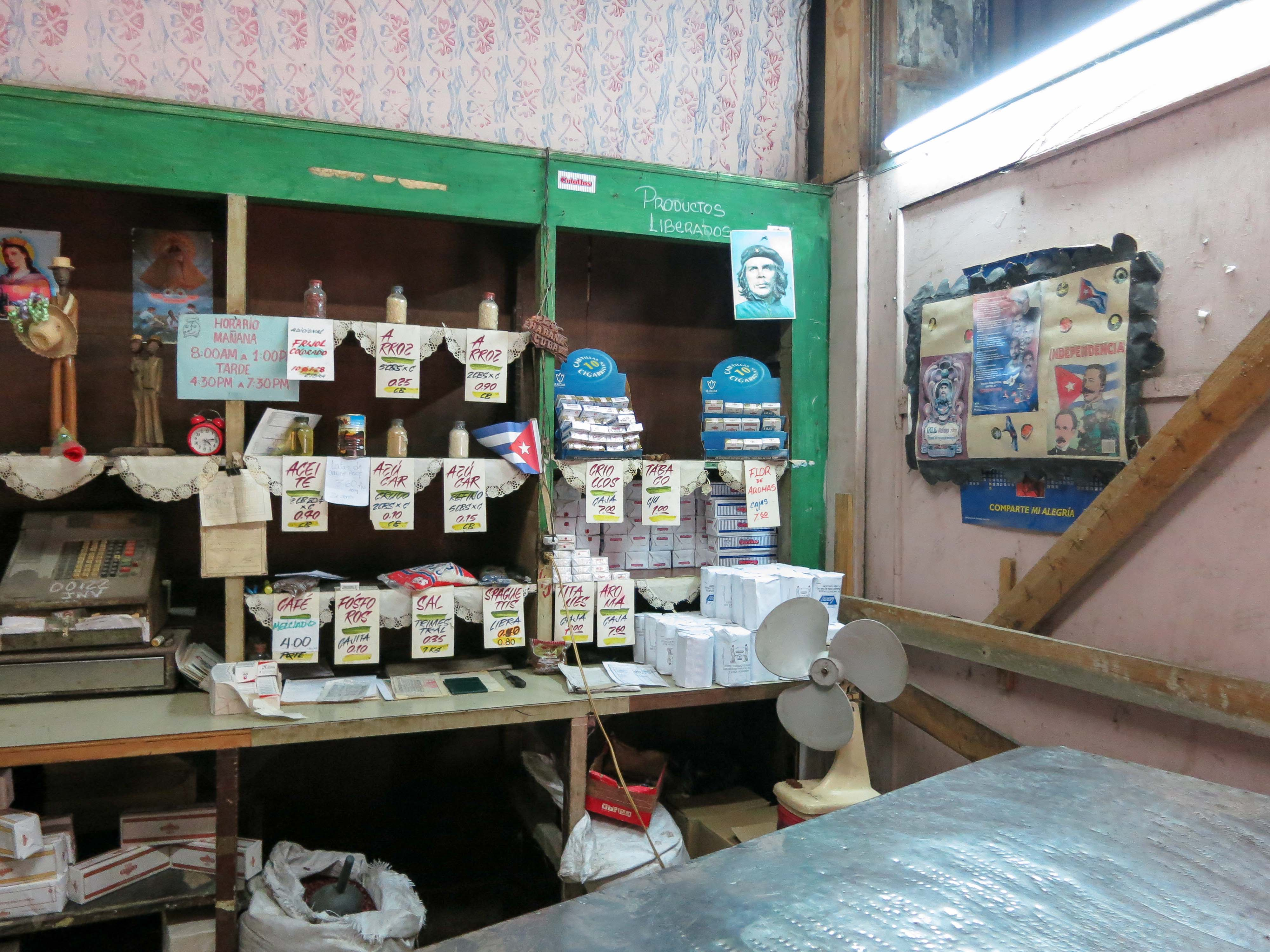
Eine Bodega in Havanna, in der subventionierte Lebensmittel auf Bezugsschein (Libreta) angeboten werden.

Nach der Kubanischen Revolution 1959 gab es Einigkeit zwischen Fidel Castro und Che Guevara über eine rasche Umsetzung zentraler sozialer Reformen. Laut Castro sei die Revolution „weder kapitalistisch noch kommunistisch. Denn der Kapitalismus gibt den Menschen preis, der Kommunismus mit seinen totalitären Vorstellungen opfert seine Rechte.“ Gemäß der ersten Analysen der Revolutionäre bestand eine große Abhängigkeit vom Zuckerexport, was man mit einer raschen Industrialisierung und Diversifizierung der Landwirtschaft zu erreichen dachte. Che Guevara wollte dadurch jährliche Wachstumsraten von 20 Prozent erreichen.
Die Umstellung der exportorientierten Landwirtschaft auf den Lebensmittelanbau für den einheimischen Bedarf scheiterte jedoch. Die Koordination erwies sich als unzureichend. Gleichzeitig wurde die Zuckerproduktion vernachlässigt, wodurch die Ernte bis 1963 insgesamt um 23 Prozent und die Zuckerproduktion gar um 40 Prozent sank. Das frührevolutionäre Kuba stand vor seiner ersten Liquiditätskrise. Durch Rationierung von Konsumgütern versuchte Kubas neue Regierung erstmals, weiterhin liquide Mittel für geplante Investitionen bereitzustellen. Dieses 1962 eingeführte Rationierungssystem in Kuba mit einem Rationierungsbüchlein namens Libreta („Zuteilungsheft, das zum Kauf rationierter Waren berechtigt“) begleitet die Kubaner bis heute, die Rationen werden stetig reduziert und selbst diese können immer weniger garantiert bereitgestellt werden.
Mitte 1960 verschlechterten sich die Beziehungen zu den USA rapide, mit weitreichenden Folgen für die Wirtschaft. Im US-Besitz befindliche Ölraffinerien weigerten sich, aus der Sowjetunion geliefertes Erdöl zu verarbeiten, woraufhin Castro diese verstaatlichen ließ. Die US-Regierung kürzte Kubas Zuckerabnahmequote, Kuba enteignete weitere US-Firmen, woraufhin die US-Regierung die Zuckerquote komplett strich. Die Sowjetunion erklärte sich bereit, die ursprüngliche Zuckerquote komplett zu übernehmen. Im August 1960 wurden sämtliche US-amerikanische industriellen und landwirtschaftlichen Großbetriebe enteignet. Im Oktober gleichen Jahres folgten dann auch rein kubanische Unternehmen, weil sie angeblich die Revolution sabotiert hätten. Am 19. Oktober wurden seitens der USA sämtliche Exporte nach Kuba, mit Ausnahme von Medikamenten und Lebensmitteln, eingestellt. Später wurden diese Ausnahmen jedoch gestrichen. Es trat ein allgemeines Handelsembargo in Kraft, das mit zusätzlichen Verschärfungen seitdem gültig ist.
Zum Ende des Jahres 1960 waren sämtliche größeren Wirtschaftsbetriebe in Industrie, Landwirtschaft, Handel und Bankwesen enteignet. Der Sozialismus, obwohl noch nicht offiziell ausgerufen, war im Begriff, die dominierende Wirtschaftsform zu werden.
Infolge dieser Enteignungspolitik wanderten viele Angehörige der alten Mittel- und Oberschicht in die USA aus. Zwar erleichterte sich die kubanische Regierung damit um potentielle politische Gegner, jedoch war die Auswanderungswelle mit einem erheblichen Braindrain verbunden. Zwar meinte die offizielle Regierungspropaganda, man könne diese Ökonomen, Techniker und Ingenieure „problemlos mit revolutionärem Willen und Opferbereitschaft“ ersetzen. Die Nickelmine in Moa beispielsweise stand jedoch jahrelang wegen Fachkräftemangels still.
Ab 1964 räumte die Sowjetunion Handelsvergünstigungen und Festpreise für Kubas Zucker ein, weshalb man der Zuckerindustrie wieder eine höhere Priorität gab. Man sah die Konzentration auf den Zucker plötzlich nicht mehr als Ursache für historische Abhängigkeiten an, sondern im Gegenteil als Chance, entsprechendes Volkseinkommen zu erwirtschaften.
Der Arbeitslohn wurde vereinheitlicht. Er war nun nicht mehr abhängig von Qualität und Quantität der geleisteten Arbeit. Auch die Höhe der Qualifikation spielte kaum noch eine Rolle. Materielle Anreize galten, ganz im Sinne Che Guevaras, als „kapitalistisch“. Vielmehr sollten moralische Arbeitsanreize eingesetzt werden. Gleichzeitig wurde die Palette kostenloser Dienstleistungen erweitert. So waren beispielsweise Nahverkehr, Strom, Elektrizität und Telefon kostenfrei. Die Folge war ein starkes Absinken der Arbeitsproduktivität und eine allgemeine Verschärfung der Versorgungskrise. Zu einem generellen Fernbleiben von der Arbeit und Totalausfällen kam es dabei jedoch nicht.
In der Landwirtschaft versuchte man sich an der Züchtung eines tropentauglichen Hochleistungsrindes. Dazu versuchte man das heimische Zebu-Rind mit dem aus der Sowjetunion importierten Holstein-Rind zu kreuzen. Dieser Versuch erwies sich als gigantischer Fehlschlag, der sich noch heute negativ auf die Fleisch- und Milchproduktion Kubas auswirkt.
Im Jahre 1965 begann mit der Gründung der Kommunistischen Partei Kubas eine theoretische Diskussion. Dabei standen sich zwei wesentliche Positionen gegenüber: zum einen die Vertreter einer Zentralverwaltungswirtschaft in Reinform, in der das ganze Land als eine einzige Fabrik betrachtet wird. Geld-Ware-Beziehungen sollten keinerlei Rolle spielen. Das zweite Lager plädierte für Teilautonomie der Betriebe, Lohnanreize und wirtschaftliche Rechnungsführung. Schließlich setzten sich die Vertreter der radikalen Planwirtschaft durch. Infolgedessen wurden bis 1968 nahezu sämtliche bis dahin noch vorhandene Privatbetriebe, meist Handwerker, verstaatlicht. Der folgende, extensive Einsatz von Arbeitskräften und fehlende Kostenkontrolle führten Kuba Ende der 1960er Jahre in eine weitere Wirtschaftskrise.
Besserung sollte 1970 die sogenannte „Gran Zafra“ (große Zuckerernte) bringen. Die kubanische Regierung hatte für die Zuckerrohrernte dieses Jahres ein Rekordziel von zehn Millionen Tonnen ausgegeben. Die gesamte kubanische Wirtschaft wurde darauf ausgerichtet, dieses Ziel zu erreichen, gleichwohl verfehlte die tatsächliche Ernte das Ziel um 1,5 Millionen Tonnen. Und obwohl letztlich eine Rekordernte eingefahren, wenn auch das eigentliche Ziel verfehlt wurde, richtete dieser Aktionismus schweren Schaden in der kubanischen Volkswirtschaft an.

### Phase des sowjetischen Wirtschaftsmodells

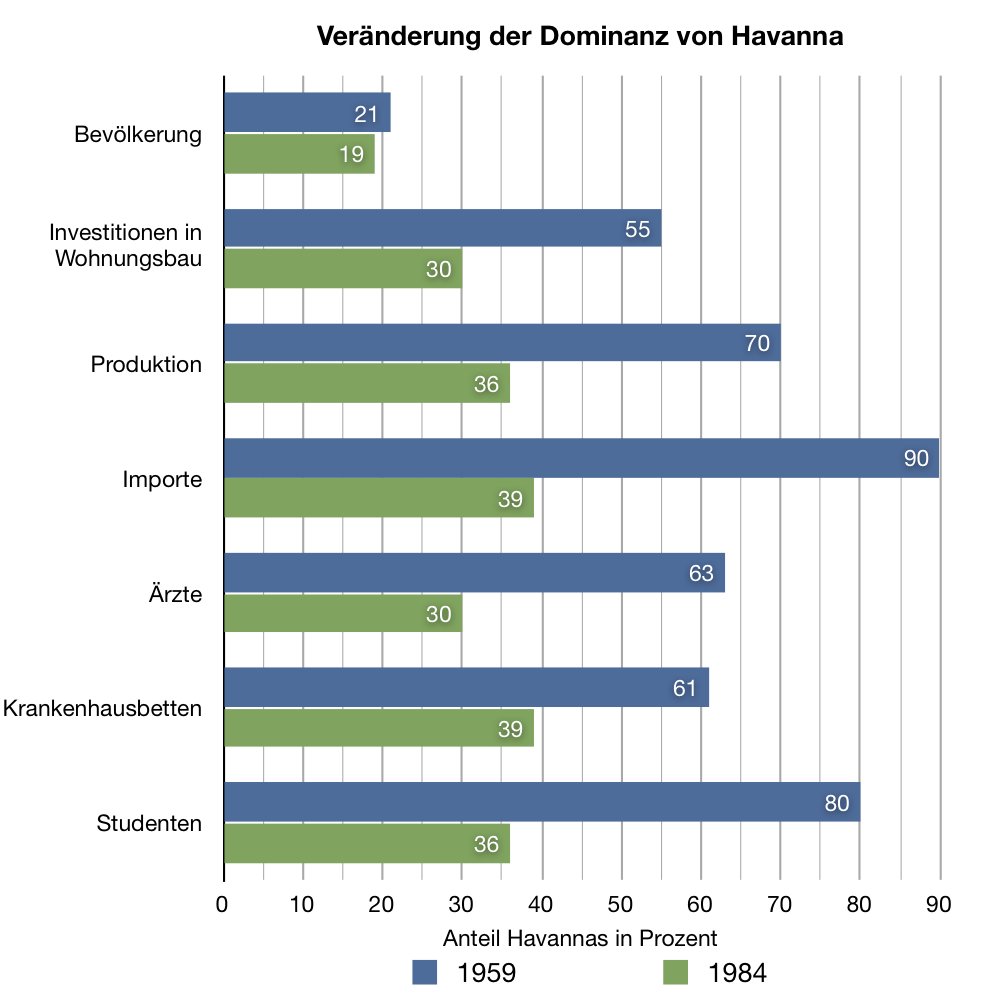
Dominanz Havannas 1959 und 1984 in verschiedenen Bereichen.

Das Scheitern der Experimentierphase der 1960er Jahre, einer Art Kriegskommunismus, der mit der Gran Zafra seinen Abschluss fand, führte nun zur kompletten Übernahme des sowjetischen Wirtschaftsmodells. Das Leistungsprinzip hielt teilweise wieder Einzug. 1972 trat Kuba dem Rat für gegenseitige Wirtschaftshilfe (RGW – auch als „Comecon“ bekannt) bei. Kuba musste sich von vielen liebgewordenen Dogmen verabschieden, jedoch bedeutete der „neue Realismus“ einen nachhaltigen wirtschaftlichen Aufschwung. 1975 wurden diese Maßnahmen auf dem I. Parteikongress der Kommunistischen Partei Kubas (PCC) abgesegnet. Politisch begann die sogenannte „graue Dekade“ mit der Übernahme des sowjetischen Wirtschaftsmodells. Offene Debatte oder Kritik waren wie in den sozialistischen Bruderstaaten nicht erwünscht und wurden restriktiv unterdrückt.
Von ungefähr 1976 an begann die Konsolidierung der eingeleiteten Maßnahmen. Es kam zu einem relativ stabilen Wirtschaftswachstum von rund 3,5 Prozent jährlich. Ziel der Wirtschaftspolitik war auch, die vor der Revolution vorherrschende Dominanz Havannas im politischen und sozialen Gefüge des Landes zu reduzieren und den unterschiedlichen Entwicklungsstand der verschiedenen Provinzen anzugleichen. Hierzu wurde die Industrie insbesondere in den Provinzhauptstädten ausgebaut und Infrastrukturprojekte wie z. B. die Farola begonnen. Im Rahmen der Arbeitsteilung innerhalb des RGWs war Kuba insbesondere für den Export von Rohstoffen verantwortlich. Außerdem wurde es als Zentrum der Schwerindustrie ausgebaut. Die Produktivität in Industrie und Landwirtschaft nahm stetig ab. Erst Anfang der 1980er Jahre erreichte der Pro-Kopf-Ausstoß der kubanischen Landwirtschaft wieder vorrevolutionäres Niveau.
Ab 1980 wuchs die kubanische Wirtschaft noch schneller. Es wurden Raten von durchschnittlich sieben Prozent erreicht. Durch die Eröffnung von Parallelmärkten, wo die Kubaner zu leicht höheren als den offiziellen staatlichen Preisen ihre Grundversorgung ergänzen konnten, erreichten zum ersten Mal die Konsumnachfrage und das Güterangebot ein, wenn auch schwaches, Gleichgewicht. Die Kubaner nannten sie „Jahre der fetten Kuh“, und das Versprechen der Revolution auf ein besseres Leben schien sich erstmals einzulösen. Jedoch konnte die Binnenproduktion der steigenden Nachfrage nicht mithalten. Immer mehr Güter mussten importiert werden. Durch fallende Weltmarktpreise des Zuckers vergrößerte sich das Außenhandelsdefizit zusätzlich, das sich 1985 auf ein Drittel der Importe summierte und zu einer drastischen Abnahme der Währungsreserven führte.
Da das Wachstum in den vergangenen Jahren nicht durch Steigerung der Arbeitsproduktivität, sondern im Gegenteil ausschließlich durch extensive Produktionserweiterungen erreicht wurde, fiel Kuba in eine weitere Liquiditätskrise. Die Nachteile des zentralverwalteten Wirtschaftsmodells sowjetischen Typus' wurden auch in Kuba überdeutlich.

### Krise vor dem Absturz
Obwohl die erste Phase des kubanischen Sozialismus mit seiner praktischen Abschaffung von Unterernährung, Massenarbeitslosigkeit und großer Einkommensunterschiede auf einem Kontinent, wo sie als eine der größten weltweit gelten, und dem Aufbau eines einigermaßen effizienten Bildungs- und Gesundheitssystems durchaus bemerkenswerte Erfolge zeigte, offenbarte sich spätestens mit Beginn der 1980er Jahre die Schwäche in der Entwicklung aller sozialistischer Staaten: Um die gleichen Ergebnisse zu erzielen, mussten immer mehr Mittel aufgewendet werden.
Hinzu kam, dass die Führung der Sowjetunion, die selbst mit wirtschaftlichen Problemen zu kämpfen hatte, wachsenden Reformdruck auf Havanna ausübte und die Kuba gewährten effektiven Subventionen ab Mitte der 1980er Jahre schrittweise einschränkte: Als wichtigste Maßnahme passte Moskau die Konditionen für den Tauschhandel zwischen Erdöl und Zucker an, die bisher zugunsten Kubas weit vom Weltmarktpreis abgewichen waren. Der berechnete Vorzugspreis für sowjetisches Erdöl wurde erhöht und gleichzeitig der Preis für den im Gegenzug erhaltenen kubanischen Zucker gesenkt. Da Kuba einen großen Teil seiner Deviseneinnahmen durch den Wiederverkauf eines Teils des importierten Erdöls auf dem Weltmarkt erzielte, geriet die Wirtschaft des Landes in eine ernste Krise. Verstärkt wurde der negative Effekt durch den Ölpreisverfall und den sinkenden Dollarkurs.
Der III. Parteikongress der PCC 1986 musste sich mit den Auswirkungen der aktuellen Rezession auseinandersetzen. Das bisher praktizierte sowjetische Wirtschaftsmodell wurde nun als „ökonomistisch und merkantilistisch“ kritisiert. Es wurde erkannt, dass zur Verbesserung der wirtschaftlichen Leistungsfähigkeit des Landes ein intensives, qualitatives Wachstum notwendig wäre. Marktorientierten Lösungsansätzen wie Dezentralisierung und betrieblicher Autonomie wurde dabei jedoch eine klare Absage erteilt.
Stattdessen besann man sich, auch im klaren Gegensatz zur kurz zuvor in der Sowjetunion durch den damaligen Staatsratsvorsitzenden Michail Gorbatschow eingeleiteten Perestroika, mit der Reaktivierung der idealistischen Konzepte Che Guevaras und seinem „Neuen Menschen“ auf pure Ideologie. Man setzte auf Mobilisierung der Massen, moralische Appelle und Entbürokratisierungskampagnen. Castro verkündete auf dem Parteikongress die Kampagne der sogenannten „rectificación de errores y tendencias negativas“ (Berichtigung von Fehlern und negativen Tendenzen). Freie Bauernmärkte wurden wegen angeblicher „neokapitalistischer Systemzersetzung“ verboten, obwohl deren Anteil am Einzelhandelsumsatz gerade mal ein Prozent betrug. Auch anderes im geringen Maße vorhandenes Kleingewerbe wurde stark reduziert.
Als weiterer Schritt wurde die staatliche Wirtschaftslenkung rezentralisiert und direkt dem Exekutivausschuss des Ministerrates unterstellt. Land- und Bauwirtschaft wurden teilweise militarisiert. Castro forderte die Rückbesinnung auf „die wahren sozialistischen Werte“ ein.
Parallel zu den binnenwirtschaftlichen Veränderungen stellte die Regierung Castro auch ihre Wirtschaftsbeziehungen zum nichtsozialistischen Ausland um: 1982 war ein Gesetz zur Ermöglichung von Joint Ventures mit bis zu 49-prozentiger Unternehmensbeteiligung ausländischer Investoren verabschiedet worden, das Kapital aus Kanada, Westeuropa und Japan anlocken sollte. Außerdem wurde der seit der Revolution bisher negativ assoziierte internationale Tourismus ab Mitte der 1980er Jahre als neue Devisenquelle gefördert. 1986 brach die kubanische Regierung zudem die Bedienung ihrer Auslandsschulden ab.
Die wirtschaftlichen Ziele dieser „Korrektur von Fehlern“ wurden jedoch klar verfehlt. Nach einem Minus von 3,7 Prozent im Jahre 1987 konnte man zwar 1989 wieder das Produktionsniveau von 1985 erreichen, jedoch war dies weiterhin ausschließlich durch rein extensive Wachstumsmaßnahmen zu erreichen. Das Haushaltsdefizit stieg auf neue Rekordhöhen. Unproduktive Betriebe mussten verstärkt subventioniert werden. Die Abwesenheit am Arbeitsplatz stieg und die Arbeitsproduktivität sank weiter.

### Wirtschaftskrise ab 1990
Mit dem Zusammenbruch des Ostblocks verschlechterten sich die Rahmenbedingungen Kubas rapide. Noch 1989 wickelte Kuba 85 Prozent des Außenhandels mit den damaligen Bruderstaaten ab. Aufgrund von Subventionen war die Abhängigkeit von Importen hoch.
Ab 1990 brach der Außenhandel Kubas ein. Innerhalb von drei Jahren verlor das Land drei Viertel seiner Exporte, nahezu alle Kreditgeber sowie den größten Teil dessen, was zur Aufrechterhaltung der Binnenwirtschaft notwendig war. Auch das wiedervereinigte Deutschland fühlte sich nicht an die von der DDR eingegangenen vertraglichen Verpflichtungen gebunden. Die einheimische Wirtschaft war hochgradig unproduktiv. Sie war auf den Export weniger Rohstoffe wie Zucker oder Nickel spezialisiert und ohne Importe nicht überlebensfähig. Zusätzlich verschärften die USA mit dem Torricelli Act 1992 das Embargo gegen das Land.
Im Januar 1990 rief Fidel Castro die sogenannte „periodo especial en tiempos de paz“ (Sonderperiode in Friedenszeiten) aus, ein einer „Kriegswirtschaft mit zentralem Kommando und totaler Rationierung“ gleichendes Notstandsprogramm ohne größere Kompromisse hinsichtlich einer Marktwirtschaft. Deshalb wurde auf dem Parteikongress der PCC vom Oktober 1991 eine Doppelstrategie beschlossen. Die Wirtschaft wurde in einen Devisen- und einen Nicht-Devisensektor aufgeteilt. Gefördert wurden alte Devisenbringer, wie der Nickelabbau sowie der neu geschaffene Tourismus-Sektor. Ebenfalls zum neuen Devisensektor gehören Biotechnologie und Telekommunikation. Um die vorhandenen Ressourcen auf die alten und neuen Devisenbringer zu konzentrieren und diese fit für den Weltmarkt zu machen, wurde der Rest der nationalen Produktion sowie der Konsum der Bevölkerung radikal heruntergefahren. Gleichzeitig wurde 1992 per Verfassungsänderung der US-Dollar als Zweitwährung zugelassen. Auch Privateigentum war ab sofort wieder legal, um Joint Ventures mit ausländischen Unternehmen zu ermöglichen.
Obwohl sich im neuen Dollarsektor schnell kleinere Erfolge erzielen ließen, erlebte die Binnenwirtschaft einen Absturz. Die Industrieproduktion nahm bis Ende 1993 um 80 Prozent ab. Auch die Landwirtschaft verfügte nur noch über 20 Prozent der Maschinen und Düngemittel. Man versuchte die landwirtschaftliche Produktion zwar per Massenmobilisierungen am Laufen zu erhalten, jedoch erwies es sich als unmöglich, fehlendes Material durch mehr menschliche Arbeitskraft zu ersetzen. Demzufolge fiel die Zuckerernte bis 1995 um 60 Prozent auf den niedrigsten Wert seit 50 Jahren. Das BIP fiel zwischen 1990 und 1993 um 54 Prozent.
Trotz aller Probleme versuchte Kubas Regierung die als vorbildlich geltende Sozialpolitik aufrechtzuerhalten. Es gab Arbeitsplatzgarantien zur Vermeidung von Massenarbeitslosigkeit. Auch das kostenlose Bildungs- und Gesundheitssystem wurde nicht angetastet. Die Bevölkerung musste jedoch erhebliche Einbußen in der Lebensmittelversorgung hinnehmen, womit auch Hunger und Elend wieder nach Kuba zurückkehrten. Auch die Aufrechterhaltung der Sozialstandards erwies sich auf der anderen Seite als kontraproduktiv, erzeugten sie doch ein riesiges Haushaltsdefizit. Der Staat versorgte die Bevölkerung mit Geld, für das es aber im Land nichts zu kaufen gab. Einzig der Schwarzmarkt blühte. Dort gaben die Kubaner 1993 rund zwei Drittel ihres Einkommens aus. Der US-Dollar stellte die einzige Möglichkeit dar, an hochwertige Güter zu kommen, weswegen er sich schnell zur heimlichen Leitwährung entwickelte und die kubanische Währung drastisch an Wert verlor.
Da einerseits der neue Devisensektor viel zu schmal für einen tragenden wirtschaftlichen Aufschwung war und der Staatshaushalt nicht noch stärker belastet werden konnte, man aber andererseits der Bevölkerung keine weiteren drastischen Einschnitte des Lebensstandards zumuten konnte, ohne soziale Unruhen zu provozieren (zu denen es mit dem Maleconazo im Sommer 1994 später dennoch kommen sollte) wurden die rund zwei Millionen im Ausland lebenden Kubaner als neue Devisenquelle auserkoren. Ab 1993 durfte auch der einfache Kubaner straffrei US-Dollar besitzen und sich per Überweisungen aus dem Ausland zusätzliche Einkommensquellen erschließen. Der Staat schöpfte diese Devisen durch überhöhte Preise in den „Dollarläden“ ab, die bisher nur Diplomaten und Ausländern vorbehalten waren. Zwar konnte dadurch eine Liquiditätskrise noch einmal abgewendet werden, jedoch musste der Staat sein Egalitätsprinzip aufgeben.
Dem US-Dollar als Zweitwährung folgten weitere binnenwirtschaftliche Reformen. So wurden Ende 1993 rund 200 selbständige Tätigkeiten im Dienstleistungs- und Kleingewerbebereich zugelassen. Dort durften jedoch nur Familienmitglieder, aber keine Angestellten beschäftigt werden. In der Landwirtschaft wurde ein Großteil der überdimensionierten Staatsfarmen dezentralisiert und in neue Eigentumsformen überführt. Das entstaatlichte Land wurde an selbstverwaltete Kooperativen übertragen. Im Herbst 1994 wurde außerdem erstmals eine Fiskalpolitik eingeführt. Über höhere Preise, Subventionskürzungen und Steuereinnahmen versuchte man die Geldmenge zu verringern und die Staatseinnahmen zu erhöhen. Außerdem wurden die erst 1986 verbotenen freien Bauernmärkte wieder erlaubt. 1995 folgte die allgemeine Zulassung ausländischer Joint-Ventures in der gesamten Wirtschaft mit Ausnahme des Gesundheits-, Bildungs- und Militärbereichs. Die Zahl der Gemeinschaftsunternehmen erhöhte sich von 10 (1987) auf 374 (Anfang 2000).
Als Ergebnis dieser Maßnahmen stabilisierte sich die Wirtschaft. 1996 kam es zu einem BIP-Wachstum von 7,8 Prozent. Im Tourismusbereich verdoppelten sich zwischen 1992 und 1996 sowohl die Anzahl der nach Kuba reisenden Touristen als auch die Bruttoeinnahmen aus dem Tourismus. Auch die Nickelproduktion konnte durch ausländische Investitionen gesteigert werden.

### Nach der Krise

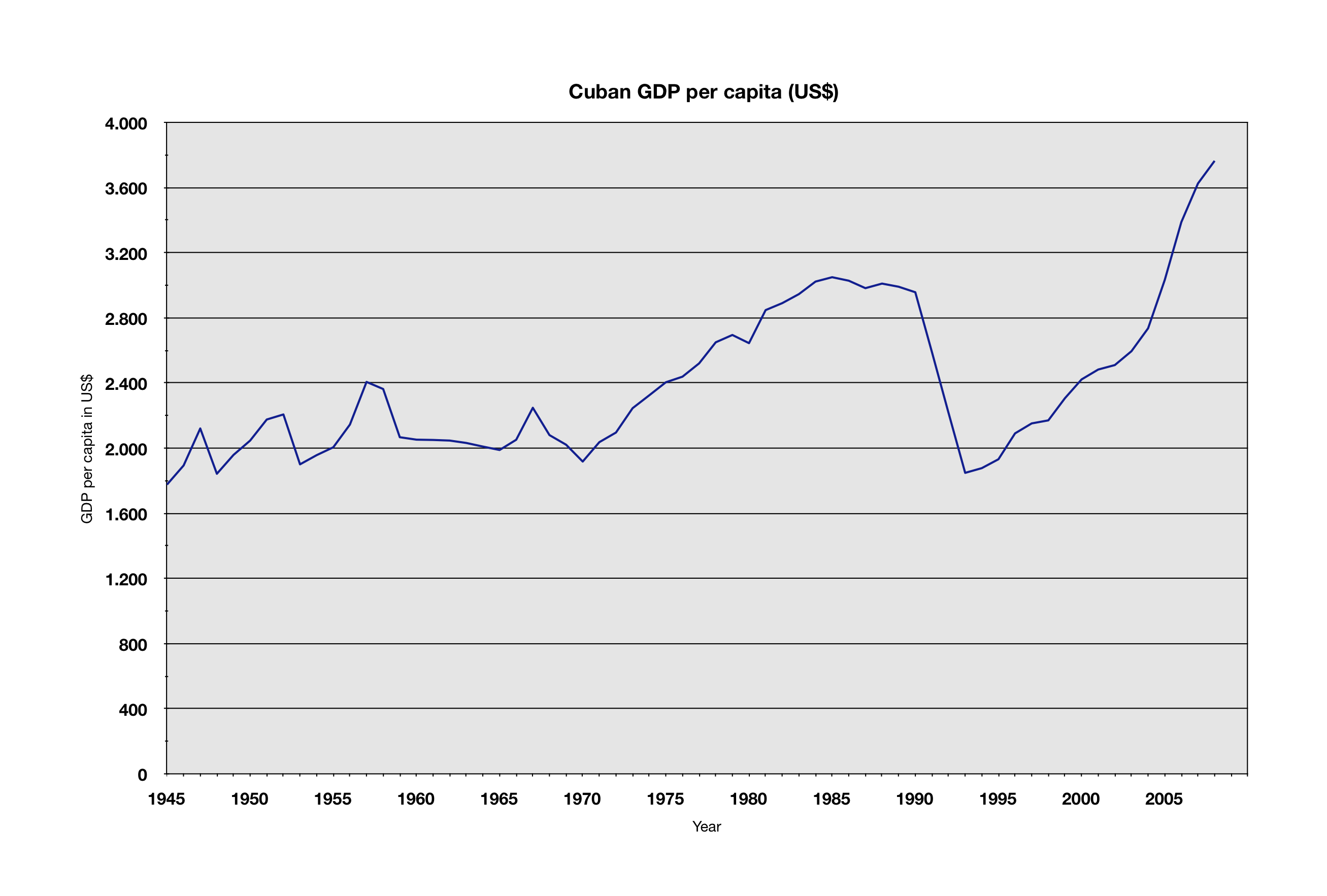
Historische Entwicklung des BIP pro Kopf von Kuba (1945–2008). Die Berechnungsmethode des kubanischen BIPs wurde 2005 einseitig geändert, sodass seitdem keine internationale Vergleichbarkeit mehr besteht.

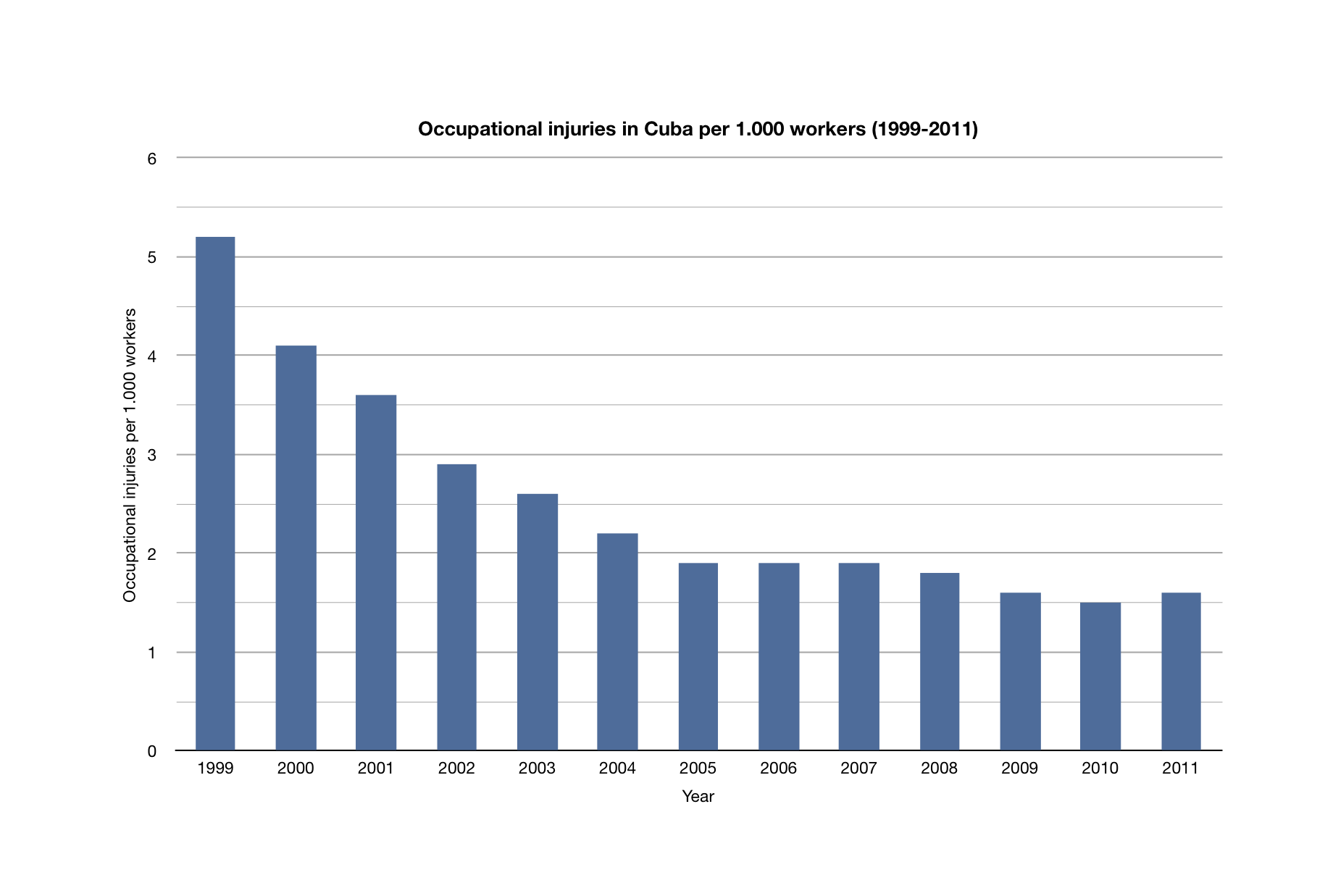
Arbeitsunfälle in Kuba pro 1.000 Arbeiter (1999–2011)

Mit der zunehmenden Erholung von Kubas Wirtschaft, internationale Beobachter sahen Kuba damals schon als neuen karibischen Tiger, erlahmte der Reformeifer der kubanischen Regierung. Zwar wurde die sogenannte „periodo especial“ bis heute offiziell nicht als beendet erklärt, jedoch begann die kubanische Regierung mit Beschluss des V. Parteikongresses der PCC von 1996 die Reformen der Binnenökonomie praktisch wieder auszusetzen. Man konzentrierte sich stattdessen ausschließlich auf den Weltmarkt. Im Binnensektor wurden frühere Liberalisierungen dagegen zurückgenommen. Der Privatsektor mit seinem Kleingewerbe, in dem gut 40 Prozent der Erwerbstätigen offiziell oder informell tätig waren, wurde wieder abgewürgt. Mindestens ein Drittel der Geschäfte musste wegen massiver Steuererhöhungen bis zum Jahr 2000 entweder aufgeben oder wurde in die Illegalität abgedrängt. Landwirtschaft und Zuckerindustrie, ehemalige Schlüsselsektoren der kubanischen Wirtschaft, „dümpelten vor sich hin und trockneten langsam aus“. Kuba musste weiterhin einen Großteil seiner Lebensmittel aus dem Ausland importieren. Mit Buchungstricks versuchte man außerdem das Haushaltsdefizit als „nicht so schlimm“ darzustellen. Es betrug 1999 offiziell gerade mal 2,4 Prozent des Bruttoinlandsprodukts.
Mit dem Überstehen der Krise stand nicht mehr die Öffnung der Wirtschaft in Richtung Marktwirtschaft im Vordergrund, sondern die „Perfektionierung des Sozialismus“. Eine etwas unerwartete Hilfe kam aus Venezuela, wo Hugo Chávez 1998 die Präsidentschaftswahlen gewann und mit der Bolivarischen Revolution eine grundlegende Umgestaltung des dort etablierten Zweiparteiensystems begann. Mit seiner Radikalisierung im Inneren begann sich die Chávez-Regierung zunehmend an Kuba anzunähern. Die zunehmende Steigerung des Ölpreises erlaubte es Venezuela, Kuba sämtliches benötigte Öl zu liefern. Im Gegenzug sandte Kuba Zigtausende an Ärzten, Lehrern und anderem Fachpersonal nach Venezuela, um die dortigen sozialen Missionen wie Barrio Adentro oder die Operación Milagro zu unterstützen.
Letztendlich dürften die hohen offiziellen Wachstumsraten seit der Jahrtausendwende hauptsächlich den hohen Subventionen aus Venezuela und dem bis 2008 hohen Nickelpreis geschuldet sein. Im privaten Konsum der Kubaner kam das Wirtschaftswachstum kaum an. Die Bruttoanlageinvestitionen schrumpften zwischen den Jahren 1987 und 2007 um 47 Prozent. 2006 lag die Quote bei 13,5 Prozent des BIPs und damit deutlich unter dem lateinamerikanischen Durchschnitt von 20 Prozent und nur bei rund der Hälfte derer des Jahres 1989. Kubanische Ökonomen halten mindestens die doppelte Investitionsquote für notwendig.
Auf Grund veralteter Generatoren aus der Sowjetära kam es in großen Teilen Kubas regelmäßig zu lang anhaltenden Stromausfällen. Um diesem Problem zu begegnen, wurde auf geringeren Stromverbrauch und energiesparende Leuchtmittel Wert gelegt. Kuba erhöhte die Anzahl von Solar- und Windkraftwerken. Allerdings wurde diese Entwicklung aufgrund der durch die Hurrikane Dennis und Wilma verursachten Schäden erschwert, die etwa die Hälfte der Stromproduktion in den betroffenen Gebieten in Mitleidenschaft zogen. 2007 konnte das Land eigenen Angaben zufolge den nationalen Strombedarf aus eigener Produktion decken.
2004 wurde der US-Dollar wieder aus der offiziellen kubanischen Wirtschaft verbannt. Zwar war es weiterhin legal, ihn zu besitzen, bezahlen konnte man jedoch nur noch mit dem sogenannten konvertiblen Peso (CUC). Er war zunächst im Verhältnis 1:1 an den US-Dollar gebunden. Außerdem gelang es, die eigentliche einheimische Währung, den Peso cubano (CUP), so zu stabilisieren, dass dessen Wert inzwischen lediglich zwischen 20 und 30 Pesos pro Peso Convertible schwankt. 2005 änderte Kuba die Berechnungsmethode seines Bruttoinlandsproduktes, sodass es international kaum noch vergleichbar ist. Die offiziellen Wachstumsraten sind deshalb in der Realität wohl niedriger zu bewerten.

### Amtszeit von Raúl Castro
Nachdem Raúl Castro von seinem Bruder Fidel 2006 wegen dessen schwerer Erkrankung vorübergehend das Amt des Regierungschefs Kubas übernommen hatte, kündigte er zahlreiche Reformen an. Zu seinen ersten Amtshandlungen gehörte die Abschaffung des Verbots des Verkaufs von Computer- und Videotechnik, Kubaner durften ab sofort Mobilfunkverträge abschließen und auch sich in bisher ausschließlich Ausländern vorbehaltenen Hotels einchecken. Nachdem Fidel Castro von seiner schweren Krankheit einigermaßen genesen war und sich verstärkt kommentierend in die aktuelle Politik einmischte, schien die Raulsche Reformpolitik zunächst zum Stillstand gekommen zu sein. Angesichts einer neuerlichen schweren Liquiditätskrise, nach Regierungsangaben ausgelöst durch die weltweite Wirtschafts- und Finanzkrise und durch die für Kuba verheerende Hurrikansaison 2008, die schwere Schäden in Kubas Infrastruktur und Landwirtschaft anrichtete, wurden im September 2010 weiterreichende Wirtschaftsreformen angekündigt, die zum Teil über die Mitte der 1990er Jahre in Kraft gesetzten und später teilweise wieder zurückgenommenen Reformen hinausgingen. Die während der Sonderperiode gegründete und der Armee unterstehenden Unternehmensholding GAESA baute unter Raúls Präsidentschaft ihren Einfluss stetig aus und kontrolliert heute einen Großteil der Devisenwirtschaft Kubas. Von deren Gründung bis zu dessen Tod im Jahr 2022 wurde das Konglomerat von Raúls Ex-Schwiegersohn Luis Alberto Rodríguez López-Calleja geleitet. Sie entzieht sich weitgehend jeglicher staatlicher Kontrolle und verfügt offenbar über erhebliche liquide Devisenreserven, auf die der Staat, trotz schwerer Versorgungskrise und aufgeschobener dringender Investitionen, keinen Zugriff hat oder haben will.
Kuba muss einen Großteil seiner Lebensmittel aus dem Ausland importieren. Die dahinsiechende Landwirtschaft soll mit Hilfe der Verpachtung von Staatsland an Privatbauern, höheren Ankaufspreisen für landwirtschaftliche Produkte sowie Dezentralisierung der Entscheidungswege wieder auf Vordermann gebracht werden.
Wegen eines riesigen Arbeitskräfteüberhangs in den Staatsbetrieben wurde eine kurzfristige Entlassung von rund 500.000 Staatsbediensteten angekündigt, die später jedoch entschärft wurde. Um die zu Entlassenden aufzufangen, wurde gleichzeitig eine Liste von 181 Berufen aufgestellt, in denen sich Kubaner selbständig machen können. Neu war vor allem die Möglichkeit, auch nicht zur Familie gehörende Arbeitnehmer anzustellen, für die dann allerdings Sozialabgaben zu entrichten seien. Von Experten wird die Liste der selbständigen Tätigkeiten jedoch als unzureichend kritisiert. Sie beinhaltet weithin nur recht einfache Tätigkeiten wie Taxifahrer, Schuhputzer etc. Sie fordern eine Ausweitung der Liste auf akademische Berufe.
Wesentliches Ziel der Reformen ist es, die zahlreich vorhandenen überzähligen Arbeitskräfte im Staatssektor nicht in die Arbeitslosigkeit zu entlassen, sondern stattdessen in der staatlich reglementierten Privatwirtschaft unterzubringen, wobei auch weiterhin der Staat der größte Arbeitgeber bleiben soll. Durch die Zulassung von Angestellten außerhalb von schon seit den 1990er Jahren erlaubten Familienmitgliedern entsteht jedoch auch ein neues Verhältnis Arbeitgeber/Arbeitnehmer, das im sozialistischen Kuba bisher verpönt war. Des Weiteren sollen die ausufernden Ausgaben für die Sozialsysteme gesenkt werden, die soziale Sicherheit dabei jedoch beibehalten werden, beispielsweise indem die pauschale Subventionierung von Waren über die Libreta weiter eingeschränkt und stattdessen eine Subventionierung nach Bedürftigkeit eingeführt werden soll. Staatsunternehmen soll mehr Autonomie bei unternehmerischen Entscheidungen gewährt werden. Steigende Arbeitsproduktivität soll zu steigenden Löhnen führen. Sie sollen vom jeweiligen Betriebsergebnis abhängig sein dürfen.
Bis Ende 2011 stieg die Zahl der selbständigen „Cuentapropistas“ von ursprünglich rund 100.000 auf über 362.355. Mehr als 87 % von ihnen sind Mitglied einer Gewerkschaft. Im Juni 2011 waren einer Umfrage von Freedom House zufolge 41 % der Befragten der Ansicht, Kuba mache Fortschritte (Dezember 2010: 15 %). Auch würden 30 % der Befragten ihre eigene und die ökonomische Situation ihrer Familie mit „Gut“ bewerten (Dezember 2010: 11 %).
In einer Ministerratssitzung am 1. Juli 2011 wurde der vereinfachte Kauf/Verkauf von Immobilien und nach 1959 produzierten Autos angekündigt. Ausländer und Einheimische sollen in Zukunft gleichbehandelt werden. Der vereinfachte Gebrauchtwagenhandel wurde Ende September 2011 vom Ministerrat beschlossen und trat am 1. Oktober 2011 in Kraft.
Am 10. November 2011 wurde erstmals seit der Revolution auch der private Handel mit Wohnungen zugelassen. Neu ist zudem die Möglichkeit der Vergabe von Kleinkrediten an Privatpersonen, wie Selbständige und private Kleinbauern.
Das für 2011 Anfang Dezember geschätzte Wirtschaftswachstum blieb mit 2,7 Prozent hinter den von der Regierung mit 3,0 Prozent gesteckten Erwartungen zurück. Es war das zweitschlechteste Wachstum in ganz Lateinamerika.
Das Gesamtinvestitionsvolumen in die Volkswirtschaft hat sich 2011 erstmals seit 2008 wieder erhöht und ist im Vergleich zum Vorjahr um 2,2 % angestiegen. Die Brutto-Einnahmen aus dem Tourismus erhöhten sich um 26 %, die Brutto-Deviseneinnahmen um 40 %.

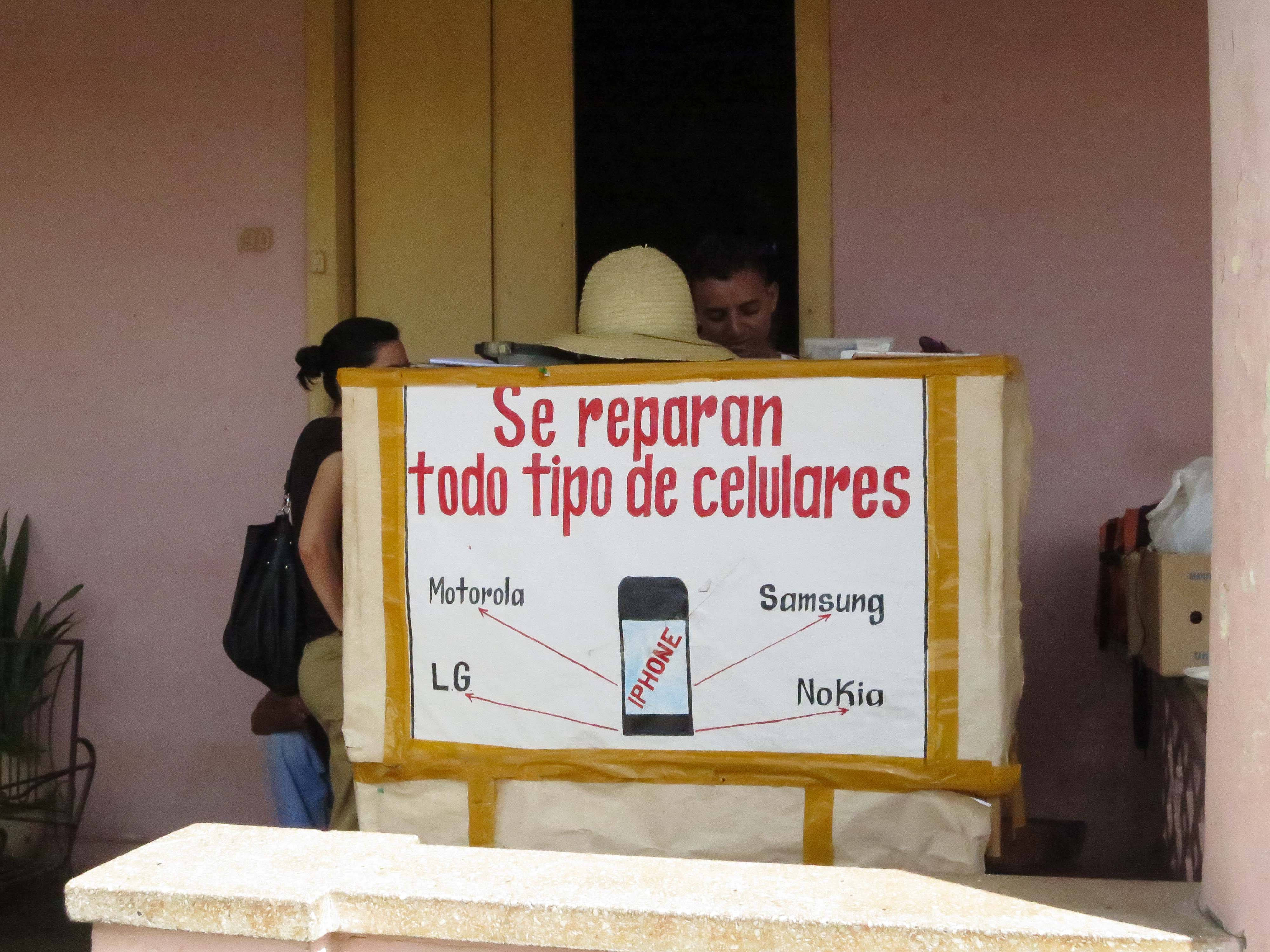
Private Handywerkstatt in Kuba (Viñales, Juli 2012)

Für 2012 war geplant, Regierungsfirmen die Möglichkeit zu geben, die Dienste privater Unternehmen (z. B. Transport und Reinigung) in Anspruch zu nehmen. Die Preise für Baumaterial wurden im Rahmen der 8. Sitzung des Parlaments Ende Dezember 2011, bei der die Abgeordneten über die Lage der Wirtschaft informiert wurden und den Plan für 2012 beschlossen, um 20 bis 30 % reduziert, um private Sanierungen zu erleichtern. Zudem werden Subventionen für Baumaterial gezielt ärmeren Familien und Opfern von Naturkatastrophen bereitgestellt. Bereits am ersten Tag wurden über 1300 von 5000 Anträgen im ganzen Land bewilligt. Bis Februar wurden an über 7000 Personen Kredite im Wert von insgesamt 20 Millionen Peso ausgegeben. Außerdem besteht seit dem 15. Januar die Möglichkeit, bereits laufende Kredite in das neue System zu überführen. In der Folgezeit hat sich die Verfügbarkeit von Baumaterialien merklich verbessert. Seit Januar kann die Regierung leer stehende Gebäude an private Dienstleister vermieten. Die Preise für Speiseöl und Mayonnaise wurden ebenfalls reduziert, um die privaten Imbissbuden zu unterstützen.
Während die Gesamtzahl der neuen selbständigen Betriebe wuchs, mussten rund 25 Prozent ihr Geschäft wieder aufgeben, was laut dem kubanischen Ökonomen Omar Everleny Perez jedoch eine sehr geringe Rate sei.
Die landwirtschaftliche Produktion wuchs 2011 um 8,7 %. Der Bausektor wuchs um 12,9 %, die herstellende Industrie um 3,2 %. Als Folge erhöhten Präsenz privaten Kleingewerbes auf den Straßen Kubas hat die Bedeutung des Peso Nacional wieder zugenommen.
Im Jahr 2012 war die Versorgungskrise aus den Jahren um 2008 überwunden. Die Atmosphäre war laut dem Spiegel-Korrespondenten Jens Glüsing „offener und entspannter“, der wirtschaftliche Aufschwung sei überall zu spüren.
Ende Februar 2012 wurde das Super-Ministerium für Basisindustrie (MINBAS) in zwei neue Ministerien, eins für Industrie und eins für Energie und Bergbau aufgespalten. Letzterem untersteht unter anderem der für den Exportmarkt wichtige Nickelbergbau sowie die Ölbohrungen und -förderung im Golf von Mexiko. Im Mai 2012 gab es in Kuba 1618 private Restaurants bei einer Gesamtzahl von 8450 Restaurants im Land.
Ende März wurde von der Regierung eine offizielle Arbeitslosenquote von 2,5 % gemeldet. Allerdings schätzen einzelne regierungsnahe Gewerkschafter die tatsächliche Erwerbslosenquote auf mehr als 25 Prozent. Zur weiteren Durchführung der Trennung von Staat und Unternehmen soll auch das Informations- und Kommunikationsministerium einer Umstrukturierung unterzogen werden.
Seit September 2012 erhalten die UBPCs keine Subventionen mehr vom Staat. Seit 1. Dezember 2012 können staatliche Restaurants und Cafeterias von selbständig Beschäftigten zunächst für zehn Jahre gepachtet werden. Zunächst komme die Neuregelung in 200 ausgewählten Betrieben mit einem bis fünf Angestellten zum Einsatz und solle dann schrittweise auf 1183 gastronomische Betriebe im ganzen Land ausgedehnt werden, was 14 % aller Betriebe in diesem Sektor entspricht.
Am 11. Dezember trat in Kuba ein neues Genossenschaftsgesetz in Kraft, das die Bildung von zunächst 200 Genossenschaften im nicht-landwirtschaftlichen Bereich vorsieht, darunter Bereiche wie Transport, Baugewerbe, Fischfang, Gastronomie sowie Hausdienstleistungen. Auch die Herstellung von Baumaterialien soll von Genossenschaften ausgeführt werden können. Ihre Produktionsmittel beziehen die Genossenschaften durch Pacht und Miete vom Staat, dabei werden sie jedoch im Unterschied zu dessen eigenen Betrieben als selbständige Rechtssubjektive aufgefasst und durch ihre Mitglieder autonom verwaltet. Die Wirtschaft wuchs gemäß offizieller Zahlen im Jahr 2012 um 3 %.

### Amtszeit von Díaz-Canel
Mit Beginn des Jahres 2021 wurde der Peso convertible als offizielle Parallelwährung zum Peso cubano abgeschafft. Die Reform wurde mit einer Lohn- und Preisreform verbunden. Dieser wurde 1994 als nationale Entsprechung zum im Land kursierenden US-Dollar eingeführt. Ab 2004 hatte er diesen im offiziellen Zahlungsverkehr vollkommen ersetzt. Ab dem zweiten Halbjahr 2020 wurden jedoch als Ersatz zu den Läden, in denen man in Pesos convertibles bezahlen musste und ein besseres Warenangebot zu den Läden, die lediglich die „einfachen“ Pesos akzeptierten, die so genannten MLC-Läden eingeführt. MLC steht für moneda libremente convertible. Dort kann man nur mit ausländischen Kreditkarten oder mit nationalen Debitkarten, die in frei konvertierbarer Währung aufgeladen wurden, einkaufen. Die Währung der „MLC“ ist nicht explizit definiert. Das Guthaben auf den Debitkarten entspricht jedoch dem US-Dollar. Ebenso werden ausländische Kreditkarten belastet. Da es für Kubaner ohne Auslandskontakte keinerlei Möglichkeit gibt, legal an Devisen zu kommen, um in den MLC-Geschäften einkaufen zu können, existiert ein Schwarzmarkt für den Tausch von Bargeld von kubanischer Währung in Devisen, dessen Kurs deutlich höher ist, als der offizielle Tauschkurs, zum Stand Januar 2021, von 1:24. Um diesen, laut Sprachregelung der Regierung, illegalen Devisenhandel auszutrocknen, wurden mit Wirkung zum 4. August 2022 neue Ankaufskurse für Devisen festgelegt. Ausländische Devisen werden demnach von natürlichen Personen im Äquivalent zum Kurs von 1:120 zum US-Dollar von Banken aufgekauft.
Generell leidet Kuba seit der Corona-Pandemie unter einer schweren Wirtschaftskrise, die durch mangelhafte Versorgung mit Grundnahrungsmitteln durch den Staat, regelmäßigen Stromabschaltungen über mehrere Stunden aufgrund maroder Kraftwerke und Mangel an Brennstoff für selbige sowie hoher Inflation, die insbesondere denjenigen Teil der Bevölkerung trifft, der nicht von Geldsendungen aus dem Ausland profitiert. Ende Februar musste man sogar das UN-Welternährungsprogramm, welches schon in Kuba tätig ist, zwecks der Lieferung von Milchpulver für Kinder um Hilfe bitten. Kubas Investitionen konzentrierten sich beispielsweise im Jahr 2023 dennoch hauptsächlich im Tourismus, worin etwas mehr als ein Drittel sämtlicher Investitionsausgaben flossen. Die ebenfalls stark kriselnden Sektoren Bildung, Gesundheit und Landwirtschaft erhielten zusammengenommen nur rund ein Fünftel dessen.
Die aktuelle Wirtschaftskrise gilt inzwischen als schlimmer als die sogenannte Spezialperiode in den 1990ern. Die kubanische Regierung wähnte sich Mitte 2024 in einer Art Kriegswirtschaft und kündigte eine Reihe von Maßnahmen an, dieser zu begegnen. Dazu sollen unter anderem Haushaltskürzungen und stärkere Preiskontrollen gehören. Letzteres richten sich vor allem gegen die privaten klein- und mittelständischen Firmen, die zwar für Angebot sorgen, welches der Staat nicht in der Lage ist zu bieten, dies jedoch zu entsprechend hohen Preisen.

### Embargo
Am 7. Februar 1962 wurde durch die USA ein Handels-, Wirtschafts- und Finanzembargo gegen Kuba verhängt, nachdem die kubanische Regierung Eigentum von Bürgern und Unternehmen der Vereinigten Staaten, darunter der United Fruit Company und der ITT, enteignet hatte.
Von Präsident Jimmy Carter Ende der 1970er Jahre kurzzeitig ausgesetzt, ist es seitdem in Kraft. Im Jahr 1992 wurde das Embargo mit dem Torricelli Act verschärft. Der Helms-Burton Act goss das Embargo, das bis dahin in der Entscheidungsgewalt des jeweiligen US-Präsidenten lag, in Gesetzeskraft und erlaubte zusätzlich die extraterritoriale Anwendung von US-Recht. So können Exilkubaner ausländische Firmen vor US-Gerichten wegen Investition in ihr von der kubanischen Regierung enteigneten Eigentum verklagen, obwohl sie zum damaligen Zeitpunkt noch keine US-Bürger waren. Außerdem werden exakte Bedingungen für den Transformationsprozess einer möglichen Nach-Castro-Ära festgelegt.
Die Schadenshöhe durch das Embargo, wie sie von der kubanischen Regierung angegeben wird, wird von Experten bezweifelt. Kubas wirtschaftliche Probleme seien in erster Linie inneren Entwicklungsblockaden geschuldet. Das Embargo stärke das Regime, da sie für das Versagen der eigenen Wirtschaftspolitik externe Faktoren wie die Blockade verantwortlich machen können. Auch andere lateinamerikanische Staaten haben, obwohl sie in den Genuss uneingeschränkten Handels mit den USA kamen, keine entsprechende Wirtschaftsperformance hingelegt.
Es gibt jedoch einige Ausnahmen vom Embargo. So dürfen landwirtschaftliche Produkte gegen Vorausbezahlung nach Kuba exportiert werden. Auch medizinische Produkte dürfen exportiert werden. Jedoch sind hier die Auflagen deutlich strenger. So muss sichergestellt sein, dass die Produkte nicht zur Folter, zum Re-Export oder die kubanische biotechnologische Industrie verwendet wird.
Im Jahr 2012 wurde ein Wirtschaftsexpertengremium der Initiative on Global Markets an der University of Chicago Booth School of Business gefragt, ob sie zustimmen oder nicht zustimmen, dass „Kubas geringes Wachstum des Pro-Kopf-Einkommens – 1,2 Prozent pro Jahr seit 1960 – mehr mit Kubas eigener Wirtschaftspolitik zu tun hat, als mit dem US-Embargo für Handel und Tourismus.“  Die Umfrage ergab, dass 49 Prozent der Wirtschaftsexperten der Aussage „voll und ganz zustimmen“, weitere 49 % „zustimmen“, 1 % „unsicher“ waren und 0 % der Aussage „nicht zustimmen“ oder „überhaupt nicht zustimmen“.

## Wirtschaftspolitik

### Selbständigkeit
Nach dem Verbot sämtlicher privater Handwerksbetriebe im Jahre 1968 wurden im September 1993 im Zuge der Wirtschaftskrise während der Sonderperiode erstmals wieder 117 selbständige Berufe – in Kuba „trabajo por cuenta propia“ (Arbeit auf eigene Rechnung) genannt – zugelassen und eröffneten einen kleinen wirtschaftlichen Freiraum für die kubanische Bevölkerung. Der Regierung ermöglichte diese Maßnahme, die offene und verdeckte Arbeitslosigkeit im Lande zu reduzieren. Der Staat war offensichtlich nicht mehr in der Lage, der immer schlimmer werdenden Mangelwirtschaft und Versorgungskrise ohne den Rückgriff auf private Eigeninitiative Herr zu werden.
Im Juni 1995 wurde die Zahl der möglichen Betätigungsfelder auf über 180 erhöht. Die neuen Selbständigen belebten das zeitweise äußerst triste Straßenbild in den Städten, vor allem in Havanna, deutlich. Vorher war selbständige Arbeit sozial diskreditiert und wurde als am Rande der Legalität empfunden. So gingen 1989 lediglich 0,7 Prozent der Erwerbstätigen offiziell einer selbständigen Tätigkeit nach. 1995 waren es schon fünf Prozent. Preise konnten die neuen Selbständigen frei nach Angebot und Nachfrage festlegen. Jedoch behielt sich die Regierung vor, gegen nicht näher definierte exzessive Preise sowie Spekulanten- und Parasitentum auf Kosten des Gemeinwohls vorzugehen.
Die Versorgungslage und die Konsummöglichkeiten hatten sich durch die Öffnung für die Bevölkerung stark verbessert. Andererseits konnten die Möglichkeiten der neuen Privaten nicht vollständig genutzt werden. Restriktive Gesetze, geringe Rechtssicherheit, Behördenwillkür, geringe Mobilität der Bevölkerung und andere Hindernisse waren einige der Ursachen. Außerdem standen einem relativ geringem Angebot eine hohe Nachfrage gegenüber, was zu hohen Preisen führte. Diese wiederum konnten sich nur Kubaner mit regelmäßigem Deviseneinkommen leisten, beispielsweise durch Überweisungen ihrer im Ausland lebenden Verwandten. Demzufolge erzielten die neuen Selbständigen ein relativ hohes Einkommen. Ein Selbständiger verdiente nicht selten an einem einzigen Tag das, was ein Staatsangestellter in einem Monat erhielt. Dies steht im Übrigen im krassen Gegensatz zu anderen lateinamerikanischen Ländern, wo einfache Händler oder Anbieter einfacher Dienstleistungen nicht zur Einkommensoberschicht gezählt werden können, sondern im Gegenteil häufig ein niedrigeres Einkommen als die Lohnabhängigen erzielen. Diese Situation lässt auch die qualifizierten Berufe ausbluten, kann man doch als Selbständiger ein Vielfaches dessen verdienen, als was man als Lehrer oder Arzt im Staatsdienst bekommt.
Nachdem Kubas Regierung seit Ende der 1990er Jahre versucht hatte, die neu entstandene Privatwirtschaft angesichts neuer Mäzene wie Venezuelas Präsident Hugo Chávez, wieder drastisch einzuschränken, sah sich die Regierung unter Raúl Castro, der 2006 die Regierungsgeschäfte von seinem erkrankten Bruder Fidel übernahm, angesichts der chronisch lahmenden Wirtschaft, verschärft durch die weltweite Wirtschafts- und Finanzkrise ab 2007 und einer für Kuba verheerenden Hurrikansaison im Jahre 2008 gezwungen, eine neue Initiative für die Selbständigkeit zu starten. Mit einer Liste von 181 Berufen, die von Experten für unzureichend gehalten wird, da sie weitgehend nur einfache Tätigkeiten enthält, soll geplanten Massenentlassungen aus dem Staatssektor entgegengewirkt werden. Meist wurden jedoch nur bisher illegal ausgeübte Tätigkeiten legalisiert. Neu ist, dass die „Ich-AGs“ auch Angestellte beschäftigen dürfen und nicht wie vorher ausschließlich von den Inhabern und deren Familienangehörigen betrieben werden müssen. 2013 wurden 18 weitere Geschäftsfelder für private Kleinunternehmen genehmigt, womit die Gesamtzahl auf rund 200 stieg. Dazu gehört nun auch der „Agent für Privatimmobilien“ für die Vermittlung des Privatverkaufs von Wohnungen und Immobilien.
Um „gesellschaftliche Deformationen“ durch den wachsenden Wohlstand der neuen Selbständigen zu vermeiden und auch um Konkurrenz zu staatlichen Geschäften zu minimieren, versucht der Staat, die private Geschäftstätigkeit zu beschränken. So wurden privaten Verkäufern von Agrarprodukten sowie Kleidungsverkäufern verboten, importierte Waren zu verkaufen. Insbesondere bei letzterer Gruppe ist es üblich, sich von Auslandsreisenden informell preiswerte Kleidung mitbringen zu lassen und sie dann in Kuba mit entsprechendem Aufpreis zu verkaufen. Gleichzeitig verbot man im November 2013 private Computerspieleclubs und Kleinkinos. Das sei laut offizieller Mitteilung der Regierung „nie genehmigt worden“. Insbesondere das Angebot von 3D-Filmen stieß in der Bevölkerung auf großes Interesse, da staatlicherseits nichts Vergleichbares geboten wurde. Demzufolge stieß dieses Verbot nicht nur bei der einfachen Bevölkerung, sondern auch bei staatsnahen kubanischen Bloggern auf Kritik.
Mitte 2013 gab es in Kuba knapp 430.000 eingetragene Selbständige.

### Genossenschaften
Am 11. Dezember 2011 trat in Kuba ein neues Genossenschaftsgesetz in Kraft. Im Rahmen eines Pilotprojekts wurden 200 Genossenschaften im nicht-landwirtschaftlichen Bereich gebildet, diese arbeiten in Bereichen wie Transport, Baugewerbe, Fischfang, Gastronomie sowie Hausdienstleistungen. Auch Baumaterialien sollen von Genossenschaften hergestellt werden können, was bedeutet, dass neben Dienstleistungen auch produktive Tätigkeiten auf diesen Sektor entfallen. Die Genossenschaften können sich auch direkt aus den Belegschaften der ehemaligen staatlichen Betriebe bilden.
Ihre Produktionsmittel beziehen die Genossenschaften durch Pacht und Miete vom Staat, dabei werden sie jedoch im Unterschied zu dessen eigenen Betrieben als selbständige Rechtssubjektive aufgefasst und durch ihre Mitglieder verwaltet. Kooperativen ersten Grades können von drei oder weniger natürlichen Personen gebildet werden, Kooperativen zweiten Grades können aus zwei oder mehreren Kooperativen des ersten Grades gebildet werden. Alle Mitglieder der Genossenschaft verfügen dem Gesetz nach über dieselben Rechte am Eigentum der Kooperative sowie über dasselbe Stimmrecht. Die Profite werden von den Mitgliedern selbst verwaltet und verteilt.
Die Genossenschaften müssen seit 2013 Steuern bezahlen. Die Einnahmen aus der Vermietung lokaler Immobilien werden direkt an die Provinzregierungen entrichtet. Die Steuern auf Gewinn der Genossenschaften sind niedriger als die der selbständig Beschäftigten.
Der US-amerikanische Analyst Richard Fineberg sieht darin eine Öffnung der Türen für soziale Innovationen, weil damit ein neuer Wirtschaftssektor geschaffen werde der weder kapitalistisch noch sozialistisch sei. Stattdessen sei dieser demokratisch, produktiv und funktioniere auf Graswurzelebene.

### Steuerpolitik
Nach der Revolution von 1959 brauchten die Kubaner keine Einkommensteuer zu bezahlen, da in ihren Gehältern schon sämtliche Steuern berücksichtigt waren. Die ab 1993 wieder zugelassene Selbständigkeit erforderte jedoch den Aufbau einer Steuerverwaltung. Zunächst brauchten die neuen Selbständigen nur vergleichsweise niedrige Steuern abzuführen, jedoch wurden ab 1996 progressive Gewinnsteuern eingeführt. Auch Angestellte mit Devisen-Einkommen, beispielsweise im Tourismussektor, mussten nun Steuern bezahlen.
Für die „neuen Selbständigen“ ist die Steuerpolitik, die seit 2011 für sie gültig ist, uneinheitlich. Während einige ihrer Steuerpflicht problemlos nachkommen können und trotzdem ausreichend verdienen, haben andere große Probleme, auch nur die für ihre Selbständigkeit geforderten Grundsteuern aufzubringen. Im Januar 2012 hat das Informationsministerium eine Software für die Selbständigen veröffentlicht, die ihnen helfen soll, ihre Steuerausgaben zu berechnen und ihre Geschäfte zu verwalten.

### Währungspolitik
| Aktuelle Wechselkurse |
| --- |
| Offiziell: 1 USD = 24 CUP; 100 CUP = 4,167 USD 1 EUR = 28,05 CUP; 100 CUP = 3,5649 EUR 1 CHF = 29,78 CUP; 100 CUP = 4,4242 CHF 1 USD = 1 MLC Offizielle Kurse für die Bevölkerung (nur Ankauf): (Stand: 12. August 2025) 1 USD = 110,40 CUP; – 1 EUR = 136,47 CUP; – 1 CHF = 144,69 CUP; – Informell: (Stand: 13. August 2025) 1 EUR = 450,00 CUP = 2,25 MLC; 100 CUP = 0,22 EUR 1 USD = 400,00 CUP = 2,00 MLC; 100 CUP = 0,25 USD 1 MLC = 200,00 CUP; 100 CUP = 0,50 MLC |

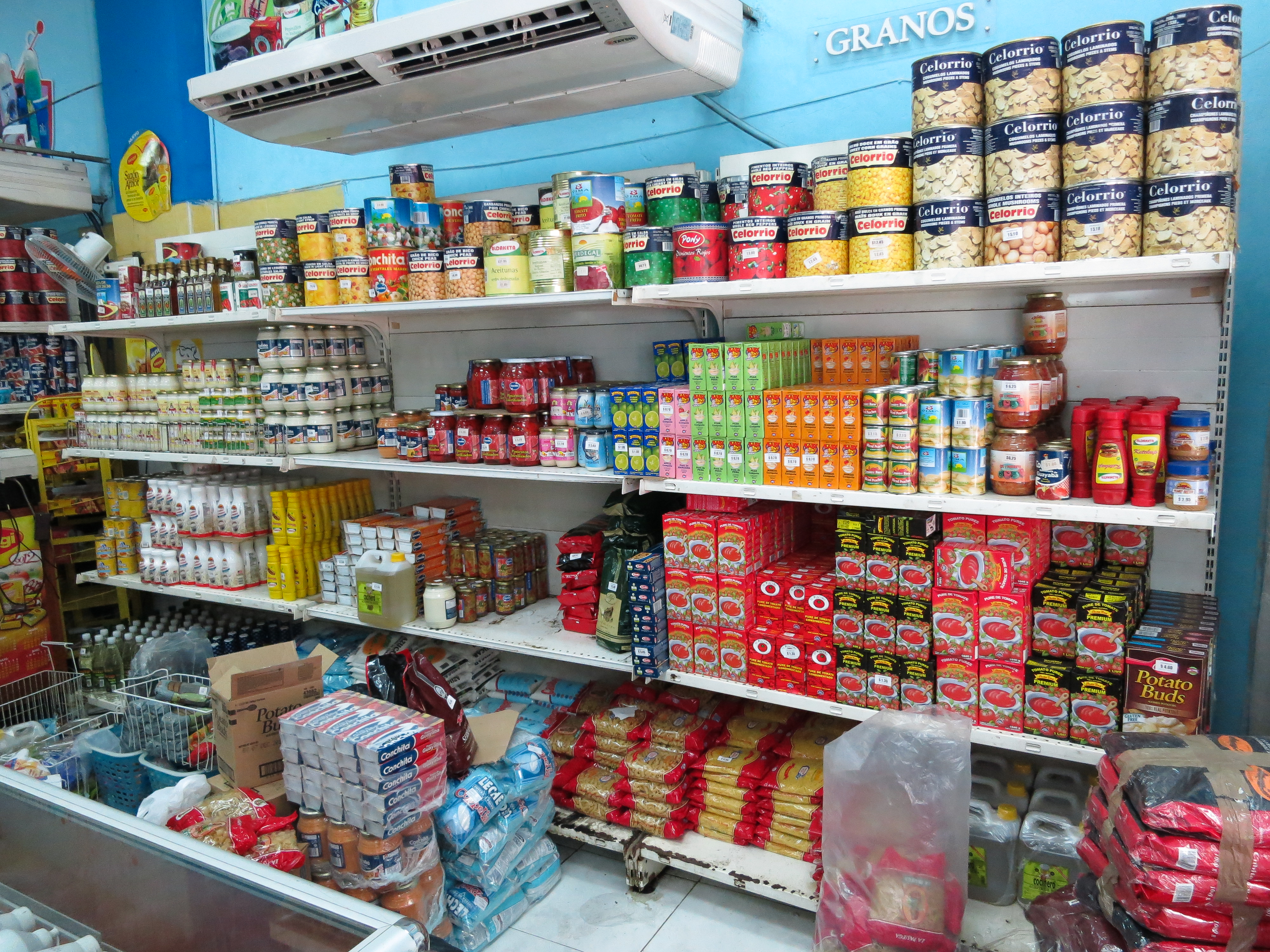
Lebensmittelgeschäft in Havanna, in dem mit Pesos Convertibles (CUC) bezahlt wird (2012)

1993, auf dem Höhepunkt der Versorgungskrise, legalisierte die kubanische Regierung den seit 1960 verbotenen Besitz und die Nutzung des US-Dollars, der bis dahin zwar offiziell verboten, aber bereits zur gängigen Stütze des im Zuge von Warenknappheit und Peso-Inflation rasant gewachsenen Schwarzmarkts geworden war. Von nun an, bis zum Jahre 2004, wurde der Dollar schrittweise zum wichtigsten Zahlungsmittel. Die harte Währung gelangte einerseits durch internationale Touristen ins Land, für die Kuba sich nun verstärkt öffnete, und andererseits durch inzwischen genehmigte, an Verwandte auf der Insel fließende Geldsendungen aus den USA und anderen Ländern – die bis 2012 auf geschätzte 2,6 Milliarden Dollar pro Jahr anwuchsen. Für einen möglichst umfassenden Zugriff richtete die Regierung im ganzen Land staatsbetriebene „Läden zur Abschöpfung von Devisen“ ein („tiendas recaudadoras de divisas“, TRD), in denen über das staatliche Importmonopol eingeführte Waren mit hohem Aufschlag angeboten werden. Bereits seit Ende der 1970er Jahre hatten erste, nur für Ausländer und Auslandskubaner zugelassene „Dollargeschäfte“ existiert, die sogenannten „diplotiendas“, vergleichbar mit den Intershops in der DDR und anderen kommunistischen Staaten, in denen ursprünglich als Luxus eingestufte Lebensmittel, Haushaltswaren und Bekleidung angeboten wurden. Die zum größten Teil staatlich subventionierten Güter des Grundbedarfs wurden dagegen weiterhin in den traditionellen Geschäften für Pesos verkauft. Die Kaufkraft des Pesos und die Warenauswahl in Peso-Läden nahmen jedoch im Verlauf der Wirtschaftskrise dramatisch ab. Dadurch entstand eine seitdem beständig gewachsene Diskrepanz im Lebensstandard der Bevölkerung zwischen denjenigen, die Zugang zu einer der neuen Einkommensquellen haben, und denjenigen, die allenfalls ein durch Inflation stark entwertetes staatliches Einkommen oder gar nur eine ebenfalls in kubanischen Pesos ausgezahlte Altersrente beziehen. Tätigkeiten, bei denen man Gehalt in Dollar oder Trinkgeld von ausländischen Touristen oder Geschäftsleuten beziehen konnte, sind seitdem hoch begehrt. Es wurde normal, dass Ärzte, Ingenieure, Wissenschaftler und andere Berufsgruppen nun auf einmal in Restaurants oder als Taxifahrer arbeiteten.
Zur nochmals effektiveren Abschöpfung der im Land zirkulierenden und für staatliche Importe dringend benötigten Devisen entschied die Regierung im Oktober 2004, den US-Dollar als akzeptiertes Zahlungsmittel abzulösen. An dessen Stelle trat der Peso convertible, der, obwohl nicht international gehandelt, an den Dollar gekoppelt ist und bereits 1994 für den inländischen Zahlungsverkehr eingeführt worden war. Um weitere Einnahmen zu erzielen, wurde ein zehnprozentiger Aufschlag für den Umtausch von US-Dollars in Pesos convertibles eingeführt, der aber für andere Währungen nicht fällig wird. Demzufolge sind Touristen geraten, mit anderen Währungen, wie Euro, Schweizer Franken oder Pfund Sterling einzureisen. In einigen Touristengebieten wird auch direkt der Euro als Zahlungsmittel für viele Geschäfte akzeptiert.
Die Abschaffung des Doppelwährungssystems wurde als offizielles Politikziel im Rahmen der „Lineamientos“ (Richtlinien) der als „Erneuerung des sozialistischen Systems“ bezeichneten Wirtschaftsreformen im April 2011 auf dem VI. Parteitag der Kommunistischen Partei Kubas beschlossen. Im Juli 2013 bekräftigte Präsident Raúl Castro die Absicht der Regierung, das System der Parallelwährungen abzuschaffen, das er als „eines der größten Hindernisse für den Fortschritt“ bezeichnete. Im Oktober 2013 vermeldeten die Staatsmedien, die Regierung habe einen Zeitplan zur schrittweisen Zusammenführung der beiden Parallelwährungen beschlossen, ohne dass jedoch konkrete Angaben zum zeitlichen Ablauf oder zu Einzelheiten der geplanten Maßnahmen gemacht wurden. Die Regierung versprach, im Gegensatz zu von verschiedenen europäischen Staaten im Rahmen der Eurokrise getroffenen Einschnitten werde ihre Politik für die Bevölkerung keine „Schocktherapie“ oder Schutzlosigkeit bedeuten. In der ersten Phase des Prozesses wird laut der Ankündigung zunächst der Bereich der Unternehmen von Veränderungen betroffen sein, die Bedingungen für eine Effizienzsteigerung, für eine bessere Messbarkeit wirtschaftlicher Leistungen, sowie Anreize für die Exportwirtschaft und die Importsubstituierung schaffen sollen. Erste Maßnahmen in diesem Bereich waren die höhere Beteiligung der Unternehmen an Exporterlösen, indem vom Staat für im Außenhandel erzielte Gewinne nun bis zu zwölf anstatt bisher nur einem kubanischen Peso pro US-Dollar an die Unternehmen weitergegeben wurden. Erst im späteren Verlauf des jetzt beschlossenen Zeitplans sollen Maßnahmen der Währungsumstellung auch natürliche Personen betreffen.
Am 1. Januar 2021 wurde die Vereinigung der beiden kubanischen Pesos tatsächlich vollzogen. Der Peso Convertible wurde offiziell abgeschafft. Guthaben und Bargeld wurden im Verhältnis 1:24 in Pesos Cubanos getauscht. Gleichzeitig war dies der neue, und alte, offizielle feste Wechselkurs zum US-Dollar. Einher ging dies mit einer Lohn- und Preisreform. Allerdings wurde im Herbst 2020 eine neue Basis für ein Zwei-Klassen-Währungssystems geschaffen. Es entstanden sogenannte MLC-Läden, in dem man nur bargeldlos mit Kreditkarte oder kubanischer MLC-Karte bezahlen kann. MLC steht dabei für Moneda Libremente Convertible (frei konvertierbare Währung) und hat den offiziellen Nennwert eines US-Dollars. Diese können im Inland nur mit ausländischen Devisen oder per Überweisung aus dem Ausland aufgeladen werden. Ein Tausch von Pesos cubanos in MLC ist offiziell nicht möglich. Auch die Möglichkeit von Bareinzahlungen in US-Dollar wurde im Juni 2021 „vorläufig“, wie es hieß, suspendiert. Im Prinzip sind die neuen Läden, in denen bei weitem nicht nur Luxuswaren, sondern auch Waren des täglichen Bedarfs angeboten werden, auch aus heimischer Produktion, die es in Läden für einheimische Währung nicht gibt, nur für Kubaner zugänglich, die Unterstützung aus dem Ausland bekommen. Daneben hat sich jedoch ein blühender Schwarzmarkt entwickelt, in dem Divisen-Bargeld zu deutlich höherem Kurs als dem offiziellen in Pesos getauscht, Überweisungen von einem MLC-Konto auf ein anderes transferiert oder MLC-Waren werden auf der Straße mit hohem Preisaufschlag wiederverkauft werden. Im Oktober 2021 war der virtuelle „MLC-Dollar“ auf der Straße rund drei Mal soviel wert, wie der offizielle Bank-Tauschkurs, Tendenz steigend. Auch in privaten Restaurants und Cafeterias sind die Preise um bis zu 500 % angestiegen. Deren Betreiber müssen ihre Waren in MLC einkaufen, sie jedoch in nationaler Währung anbieten. Zum 4. August 2022 wurden neue Ankaufskurse für Devisen festgelegt. Ausländische Devisen werden demnach von natürlichen Personen im Äquivalent zum Kurs von 1:120 zum US-Dollar von Banken aufgekauft. Der einseitige Ankauf ohne das Angebots eines Verkaufs von Devisen berge laut dem Wirtschaftswissenschaftler Pavel Vidal die große Gefahr einer hohen Inflation, da der Staat dies mit der Ausgabe neuer Pesos finanzieren dürfte.

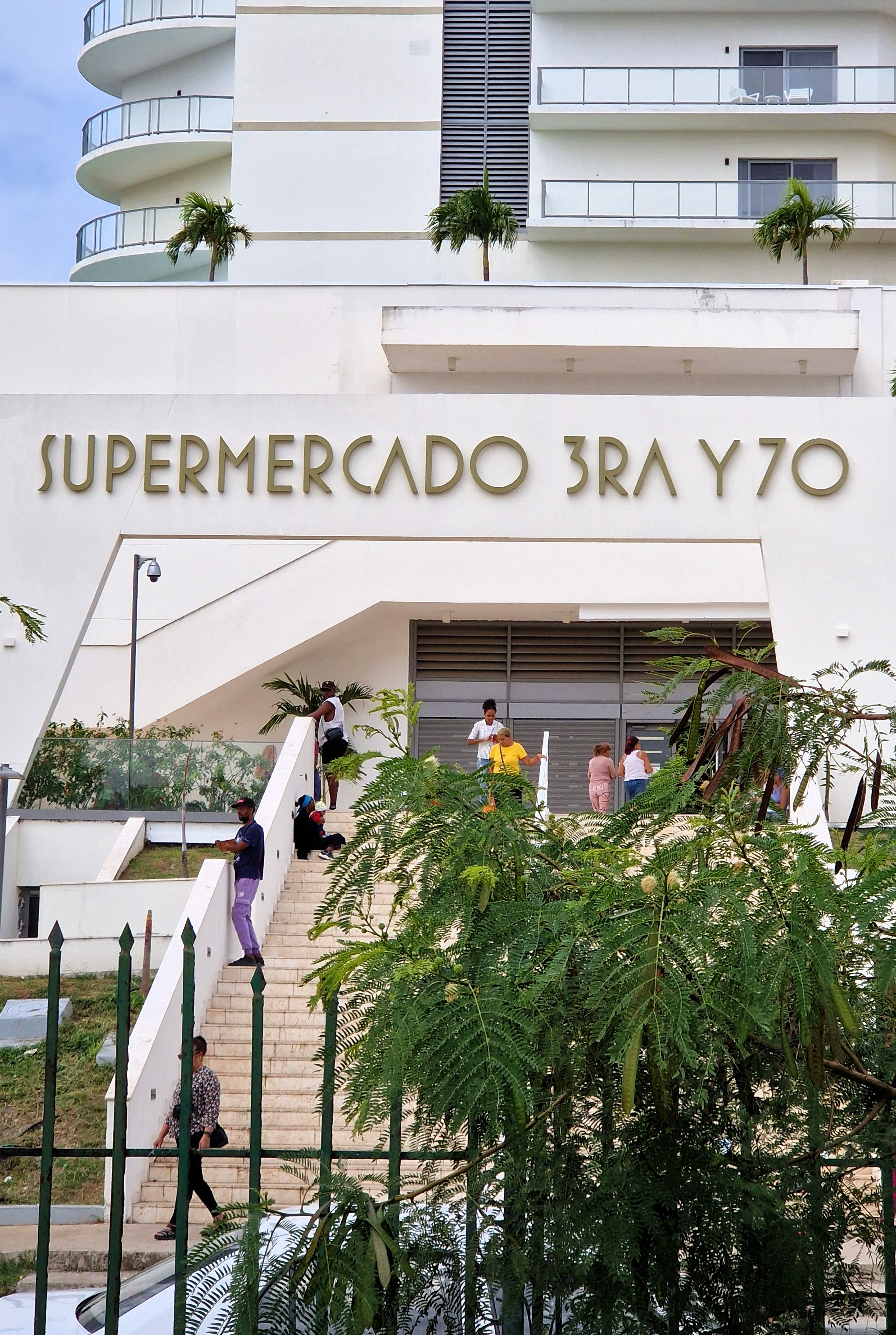
Supermarkt 3ra y 70 in Miramar, Havanna. Erster ausschließlich Devisen akzeptierender Supermarkt in Kuba in den 2000er Jahren.

Ende 2024 merkte Premierminister Manuel Marrero während einer Rede vor dem zweimal jährlich tagenden Parlament an, dass man die sogenannte Dollarisierung des Landes zurückfahren wolle. Aufgrund der aktuellen Krise der Wirtschaft sei man aber temporär gezwungen, dem US-Dollar noch mehr Bedeutung einzuräumen. Außerdem wolle man, um dem informellen Tauschmarkt das Wasser abzugraben, den Wechselkurs des einheimischen Pesos flexibilsieren und tagesaktuell festzulegen. Einen Zeitpunkt für diese Maßnahme nannte er nicht. Einer der wesentlichen Schritte ist die zunehmende Dollarisierung des Einzelhandels. So ist geplant, im ganzen Land Geschäfte zu eröffnen, in denen man ausschließlich in ausländischen Devisen bezahlen kann. Den Anfang machte im Januar 2025 der Supermercado 3ra y 70 in Havannas Stadtteil Miramar. Als Bargeld wird der US-Dollar akzeptiert. Auch eine neue, mit Devisen aufladbare Prepaidkarte, Tarjeta Clásica (klassische Karte) genannt, kann zur Bezahlung benutzt werden. Die weitverbreiteten MLC-Karten funktionieren jedoch dort nicht.

### Wirtschaftliche Freiheit
Auf dem Index der ökonomischen Freiheit wurde Kuba im Jahr 2011 auf Platz 177 von 179 untersuchten Nationen gelistet. Die Studie stellt fest, dass typische Importgüter Lebensmittel, Treibstoffe, Kleidung und Maschinerie waren. Exportiert wurden hauptsächlich Nickel, Zigarren, sowie vom Staat gesponserte Arbeitskräfte, für welche die Regierung ein Vielfaches des normalen Gehalts einnahm. Aufgrund fehlender Investitionen ist Kubas Zuckerindustrie nicht mehr profitabel. Die Insel wurde auch hier zu einem Importeur. Venezuela liefert derzeit bis zu 80.000 Barrel Öl täglich zu sehr günstigen Konditionen. Kuba selbst fördert in kleinem Umfang qualitativ schlechtes und schwefelhaltiges Erdöl. Die Hilfe Venezuelas erlaubte jedoch der kubanischen Regierung, einen Großteil der kleinen marktwirtschaftlichen Reformen, wie zum Beispiel Genehmigungen zur Selbständigkeit als Imbissverkäufer oder als Fahrradreparateur, wieder rückgängig zu machen. Dies änderte sich jedoch wieder mit dem VI. Parteitag der PCC im April 2011.

## Einzelne Wirtschaftszweige

### Tourismus

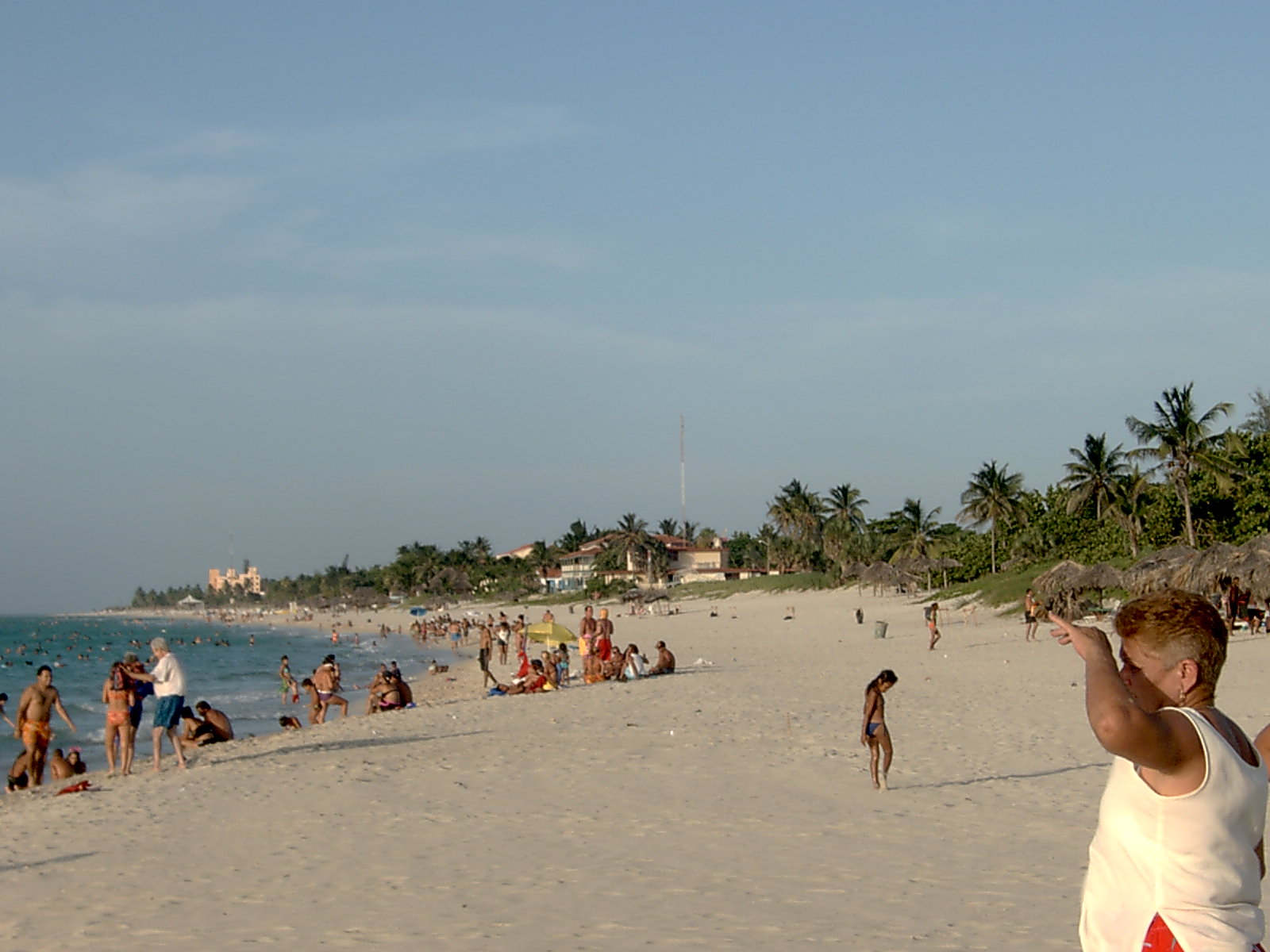
Strand in Varadero

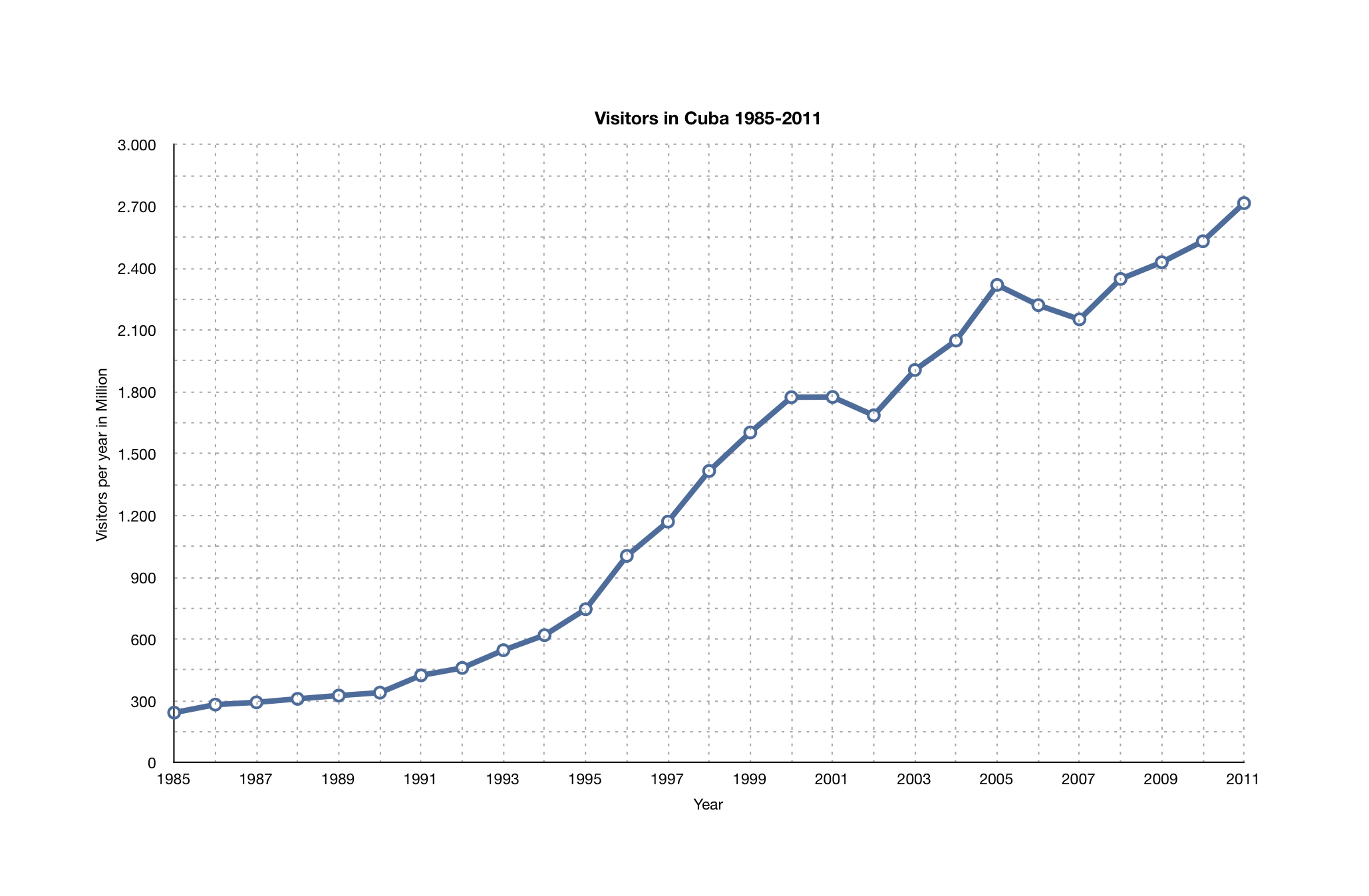
Besucher in Kuba, 1985–2011

Vor der Revolution im Jahre 1959 war Kuba, insbesondere Havanna, das Vergnügungszentrum für US-Amerikaner und die kubanische Oberschicht. Mafia und Prostitution blühten. Ab 1959 brach der internationale Tourismus vollständig zusammen. Man baute zunächst nationalen, „sozialistischen“ Tourismus auf. Ausländische Touristen kamen in nennenswerter Anzahl erst wieder in den 1980er Jahren auf die Insel. Damals kamen jährlich 200.000 bis 300.000 Besucher auf die Insel.
Mit dem Zusammenbruch des Ostblocks um 1990 kam dem Tourismus eine völlig neue und zentrale Rolle als Devisenbringer zu. Die Anzahl der Touristen stieg ab 1991 kontinuierlich an und erreichte 1996 erstmals die Millionenmarke. 90 Prozent kamen zu Erholungszwecken und lediglich ein Prozent waren Geschäftsreisende. Mitte der 1990er Jahre überflügelte der Tourismus die Bedeutung des Zuckers, welcher lange Zeit als Hauptquelle für Deviseneinnahmen die Hauptstütze der kubanischen Ökonomie war. Der Tourismus nimmt eine Hauptrolle im Entwicklungsplan der Regierung ein. Ein hoher Repräsentant der Regierung nannte ihn sogar das „Herz der Wirtschaft“. Kuba verwendete große Ressourcen, um neue Touristeneinrichtungen zu schaffen und historische Strukturen zu erneuern, um sie im Tourismusbereich zu verwenden. 1999 besuchten laut offiziellen kubanischen Schätzungen rund 1,6 Millionen Touristen Kuba und sorgten für einen Bruttoumsatz von rund 1,9 Milliarden Dollar. Bis 2011 stieg die Zahl der Touristen auf über 2,7 Millionen Besucher an. Die Bruttoeinnahmen aus dem Tourismus lagen in diesem Jahr, wie auch in den Vorjahren, jedoch noch unter denen des Jahres 2005.
Überhaupt ist der Tourismus bisher wenig in die kubanische Binnenwirtschaft eingebunden. So war es den Hotelbetreibern beispielsweise strikt verboten, benötigte Lebensmittel auf lokalen Bauernmärkten zu kaufen. Der Einkauf musste über zentrale staatliche Stellen erfolgen. Allein zwei Drittel der Bruttoeinnahmen werden benötigt, um das Angebot zu sichern. Die dazu notwendigen Güter müssen zum größten Teil gegen Devisen aus dem Ausland importiert werden. Den Rest des Gewinnes muss sich der Staat mit den ausländischen Investoren teilen. Mehreinnahmen erzielte man ausschließlich durch höhere Touristenzahlen, also abermals durch typisch sozialistisches extensives Wachstum. Eine Verbesserung der Dienstleistungen oder Senkung der Kosten fand nicht statt. Dieses Problem hat auch die kubanische Führung erkannt und versucht mit entsprechenden Maßnahmen gegenzusteuern. So ist es seit 2011 den Bauern erlaubt, ihre Produktion direkt an die Hotels zu verkaufen.
Der starke Anstieg des Tourismus hatte weitreichende ökonomische und soziale Auswirkungen im Land und erzeugte eine neue Zwei-Klassen-Ökonomie sowie die Förderung einer Art Touristenapartheid, wie die Trennung der Touristen von der Bevölkerung auch genannt wird. Die Situation war außerdem erschwert durch den Einfluss des US-Dollars auf die kubanische Wirtschaft in den 1990er Jahren, welcher die Basis für eine Parallelökonomie bildete; auf der einen Seite die des Dollars – der Touristenwährung – und auf der anderen Seite die des Pesos. Knappe Importgüter (wie etwa Toilettenpapier oder Smartphones) und auch selbst einige einheimische Produkte, wie zum Beispiel Rum und Kaffee konnten praktisch nur noch in Dollar-Läden erworben werden, oder heutzutage nur mit der Ersatz-Devisenwährung Peso convertible (CUC). Dies hat zur Folge, dass Kubaner, welche nur Tätigkeiten in der Pesowirtschaft abseits des Tourismussektors und der Touristenströme ausüb(t)en, wirtschaftlich benachteiligt waren und sind. Diejenigen mit Dollareinkommen (oder CUC-Einkommen) aus Tourismusdienstleistungen begannen dagegen komfortabler zu leben. Prostitution und Sextourismus lebten wieder auf. Zahlreiche Kubaner versuchten auf halb- oder illegalem Wege Geschäfte mit Touristen zu machen, was in Kuba Jineterismo genannt wird. Dies vergrößerte die Kluft zwischen den verschiedenen Lebensstandards und stand im Widerspruch zu den sozialistischen Grundsätzen der kubanischen Gesellschaft.

### Landwirtschaft

#### Geschichtliches

##### Landwirtschaft vor und erste Jahre nach der Revolution
Historisch gesehen ist die Landwirtschaft Kubas einer der wesentlichen Wirtschaftsfaktoren. Schon seit Beginn der Kolonialisierung spielten Tabak, Zucker und Kaffee eine wesentliche Rolle in Kubas Exportwirtschaft. Bis Mitte/Ende des 19. Jahrhunderts war sie durch Sklavenhalterwirtschaft gekennzeichnet. Auch nach der Unabhängigkeit war es in der ersten Hälfte des 20. Jahrhunderts nicht gelungen, sich von diesen Strukturen zu lösen.
In zwei Agrarreformen wurden 1959 zuerst die Großgrundbesitzer und 1963 dann auch die mittelständischen Bauern enteignet. Letzteres gilt als gravierender Fehler, wurden hier doch nicht nur „revolutionsfeindliche Elemente“ enteignet, sondern auch allgemein die bäuerliche Produktions- und Handelsstruktur zerstört. Die enteigneten Flächen wurden jedoch nicht an Neubauern verteilt, sondern gingen in Staatsbesitz. Es herrschte das Motto „Je mehr Staatseigentum, desto mehr Sozialismus“. 1963 befanden sich 70 Prozent der landwirtschaftlichen Flächen in Staatsbesitz und diejenigen, die diese Flächen bearbeiteten, waren abhängige Lohnarbeiter. Rund ein Viertel der Flächen blieb weiterhin in Privatbesitz. Eine Zwangskollektivierung wie in anderen sozialistischen Ländern gab es in Kuba nicht.
Die staatlichen Flächen wurden hochgradig mechanisiert bearbeitet. Es erfolgte ein starker Einsatz von Pestiziden. Damit einhergehend wurden die landwirtschaftlichen Tätigkeiten stark humanisiert, was eine deutliche Abnahme der körperlich schweren Arbeit bedeutete. Während staatliche Landwirtschaftsbetriebe eine Fläche von bis zu 28.000 Hektar bewirtschafteten, nahm der Anteil der Privatbauern stetig ab.
Mit dem intensiven Einsatz von Maschinen, Düngemitteln, Pestiziden usw. orientierte man sich eher an hochkapitalistischen US-Großfarmen als an sowjetischer Produktionsweise. Jedoch traten auch bald typisch sozialistische Probleme zutage. Produktionssteigerungen konnten nur durch eine extensive Ausweitung der landwirtschaftlichen Produktion erreicht werden. Man musste immer mehr Kapital investieren, um das gleiche Ergebnis zu erreichen. Die Landwirtschaft entwickelte sich zunehmend zu einem Subventionsgrab. Erst Anfang der 1980er Jahre wurden wieder vorrevolutionäre Produktionsdaten erreicht. Kuba blieb damit hinter lateinamerikanischen Vergleichsdaten zurück. So lag im Reisanbau beispielsweise im Jahr 2000 die Produktivität um 25 Prozent niedriger als in der Dominikanischen Republik. Dabei flossen zwischen 1960 und 1990 rund ein Viertel aller Investitionen in die Landwirtschaft. Die Schwäche versuchte man durch stärkere Importe von Lebensmitteln zu kompensieren, was, um die dazu benötigten Devisen zu erwirtschaften, zu einem noch stärkeren Ausbau des Zuckerrohranbaus, Kubas Hauptdevisenbringer, führte. 1989 trugen nur noch 43 Prozent der Agrarproduktion zur nationalen Eigenversorgung bei.
Insgesamt ist es der kubanischen Landwirtschaft nach der Revolution nicht gelungen, historische Abhängigkeiten zu lindern. Sowohl die produktive als auch konsumtive Abhängigkeit von Importen war erhalten geblieben. Weiter verschärft hatte sich der Arbeitskräftemangel in der Landwirtschaft. Die Landbevölkerung betrug im Jahr 1990 nur noch 25 Prozent am Anteil der Gesamtbevölkerung.
In der Viehzucht versuchte man sich an der Züchtung eines tropentauglichen Hochleistungsrindes. Dazu versuchte man das heimische Zebu-Rind mit dem aus der Sowjetunion importierten Holstein-Rind zu kreuzen. Dieser Versuch erwies sich als gigantischer Fehlschlag, der sich noch heute negativ auf die Fleisch- und Milchproduktion Kubas auswirkt.

##### Nach dem Zusammenbruch des Ostblocks bis zum Ende der Amtszeit Fidel Castros

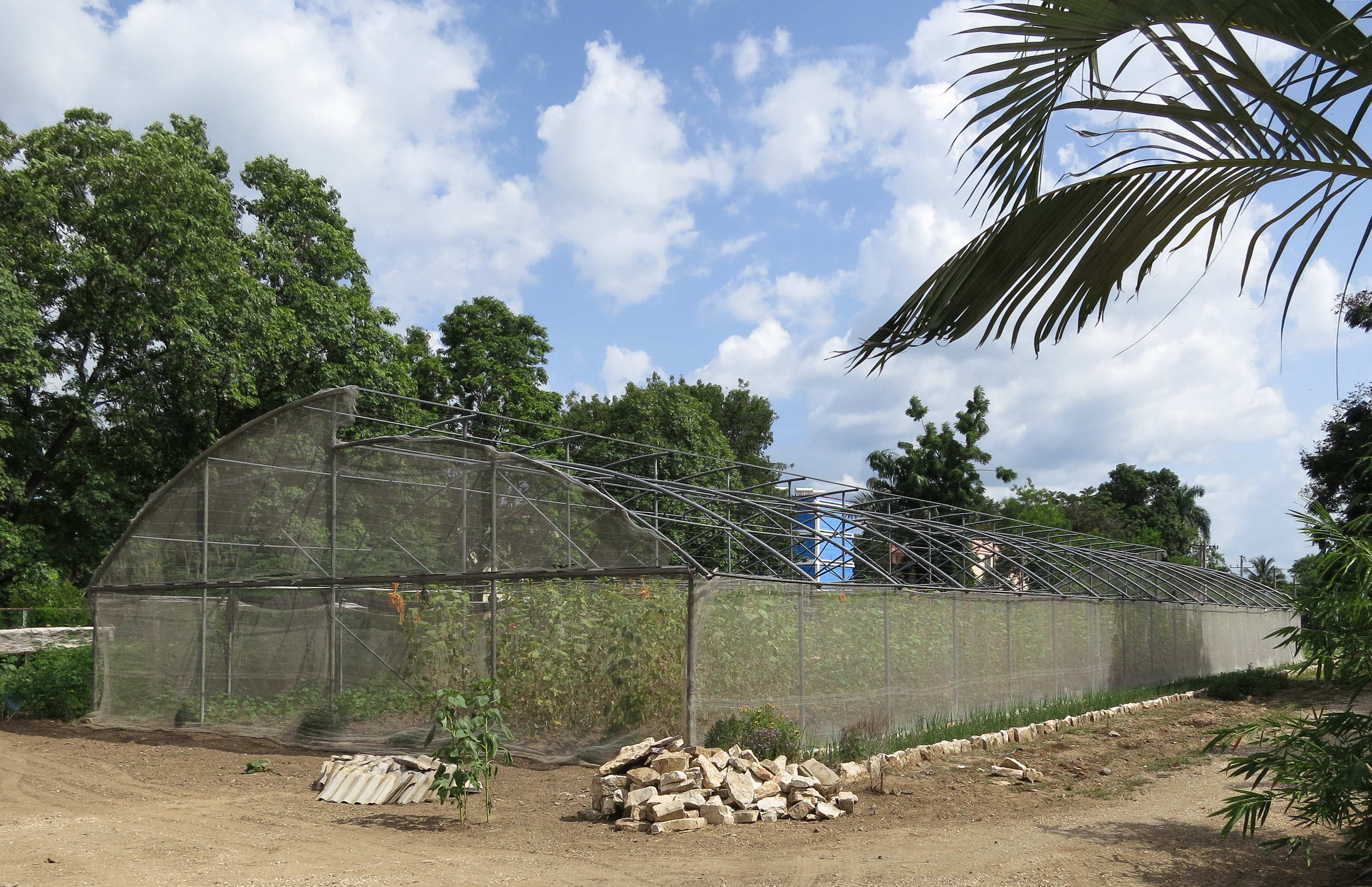
Urbane Landwirtschaft (hier in Bayamo) dient seit der Sonderperiode zur Verbesserung der Versorgungslage der Bevölkerung.

Nach dem Zusammenbruch des Ostblocks Anfang der 1990er Jahre musste sich die kubanische Landwirtschaft völlig neu orientieren. Lehren aus dem bisherigen Versagen wurden jedoch nicht gezogen. Statt die Agrarwirtschaft zu dezentralisieren, wurden zahlreiche, rund 10.000 zwischen 1989 und 1993, bisher private kleinbäuerliche Betriebe aufgekauft und verstaatlicht. Der neu aufgelegte „plan alimentario“ (Ernährungsplan) sah vor, Importverluste durch verstärkten Einsatz von Arbeitskräften und neue Techniken auszugleichen. Dieser Plan schlug gründlich fehl. Die für eine mechanisierte Bearbeitung ausgelegten riesigen Flächen waren mit den neu zur Verfügung stehenden geringen Mitteln, sie waren bis 1992 auf ein Fünftel des Vorkrisenwertes abgesunken, nicht mehr effizient zu bewirtschaften.
Allein die Transportverluste – Verlust bzw. Verrottung während des Transports – betrugen rund ein Drittel. Ein weiteres Drittel wurde für den Schwarzmarkt abgezweigt.
Im September 1993 kam es zu einer weiteren Agrarreform. Die Anbauflächen wurden in kleinere Einheiten aufgeteilt und selbstverwalteten Genossenschaften, sogenannten „Unidades Básicas de Producción Cooperativa“ (UBPC), unbefristet verpachtet. Ziel war vor allem eine Erhöhung der Produktivität, Öffnung für neue Produzenten, Erhöhung des Lebensstandards auf dem Land und Anpassung der Betriebsgrößen an die gesunkenen ressourcentechnischen Möglichkeiten. Die Lebensmittelproduktion wollte man signifikant erhöhen. Die Mitglieder der Kooperativen wurden formal Eigentümer der von ihnen bewirtschafteten Ländereien. Sie erhielten Selbstbestimmungsrecht über den Kauf von Produktionsmitteln sowie für personelle Entscheidungen. In der Realität war es jedoch ein Hybridsystem aus Staatsbetrieb und selbständiger Kooperative. Der Staat behielt sich ein Interventionsrecht. Nach nicht genau festgelegten Kriterien konnte der Staat aufgrund von der Regierung festgelegter Interessen die Auflösung einer UBPC beschließen. Außerdem hatte der Staat ein Weisungsrecht über die anzubauenden Agrokulturen und behielt sein Preismonopol. Bis zum Oktober 1994 mussten die Kooperativen ihre gesamte Ernte zu Niedrigstpreisen an staatliche Abnehmer verkaufen. Danach verbesserte sich die Situation leicht: Mit der Wiedereinführung der 1986 verbotenen Bauernmärkte hatte man die Möglichkeit, Überschussproduktion über dem Plan dort zu freien Preisen zu verkaufen.
Wegen der ständigen staatlichen Interventionen und de facto nicht vorhandenen unternehmerischen Freiheiten entwickelten sich die UBPCs unbefriedigend. Noch Ende 1999 konnte über die Hälfte der Kooperativen nicht kostendeckend produzieren und war auf Subventionen oder Bankkredite angewiesen. Auf der einen Seite standen beispielsweise hohe Preise für Ersatzbeschaffungen von Produktionsmitteln beim Staat sowie staatliche Dienstleistungen, auf der anderen Seite standen die extrem niedrigen staatlichen Abnahmepreise für die Ernte. Außerdem fehltem einem Großteil der eingesetzten Leiter der Kooperativen die nötigen betriebswirtschaftlichen Kenntnisse zur Leitung eines solchen landwirtschaftlichen Betriebes. Ebenso wenig konnte städtische Bevölkerung – Kuba weist einen hohen Urbanisierungsgrad auf – für die Arbeit in der Landwirtschaft gewonnen werden.

##### Nach dem Amtsantritt Raúl Castros
In Kuba lagen 2008 51 Prozent des kultivierbaren Bodens brach oder wurden mangelhaft bewirtschaftet. Zahlreiche bürokratische Hemmnisse der staatlich gelenkten Planwirtschaft und der allgegenwärtige Mangel an Ersatzteilen und Treibstoff machen den Landwirten das Leben schwer. Dabei könnte die Eigendeckung des Lebensmittelbedarfs erhebliche Freisetzung der bisher durch Lebensmittelimporte gebundenen Devisenmittel bewirken. Die kubanische Landwirtschaft gilt heute „als die wahrscheinlich unproduktivste der Region“. 2010 betrug die Importquote zwischen 70 und 80 Prozent der in Kuba verbrauchten Lebensmittel.
Raúl Castro erklärte die Erhöhung der landwirtschaftlichen Produktion zur Hauptaufgabe. Um das brach liegende Potential zu nutzen, beschloss die Regierung, bisher ungenutztes Land an Privatbauern zu verpachten. Zum Zeitpunkt des VI. Parteikongresses der Kommunistischen Partei im April 2011 waren rund 1,1 Millionen Hektar, gut ein Sechstel der gesamten landwirtschaftlichen Nutzfläche, an 143.000 Personen und wenige Genossenschaften vergeben worden. Im Februar 2012 waren es bereits 1,6 Millionen Hektar. Die Anzahl der in der Landwirtschaft beschäftigten Menschen hat sich von 250.000 auf 420.000 erhöht. Die gesamte landwirtschaftlich nutzbare Fläche in Kuba beträgt 6,6 Millionen Hektar, von denen 3,0 Millionen kultiviert werden.
Es bleiben jedoch erhebliche strukturelle Probleme, die den kurzfristigen Erfolg dieser Maßnahmen zweifelhaft erscheinen lassen. Zum einen fehlt den Neubauern die Langfristperspektive. Die Pachtverträge laufen lediglich über einen Zeitraum von zehn Jahren. Es fehlen außerdem Märkte zum Erwerb von Produktionsmitteln wie Dünger, Herbizide, Transportmitteln und Zuchttieren. Daneben fehlt es an Knowhow, 70 Prozent der Neubauern hatte keinerlei Erfahrung in der landwirtschaftlichen Produktion, sowie an Kapital für Investitionen.
Nach Willen der kubanischen Regierung soll die Landwirtschaft auch nicht durch eine höhere Mechanisierung produktiver gemacht werden, denn dazu bedürfte es teurer Importe entsprechender Landmaschinen und Ersatzteile sowie Treibstoffe, stattdessen setzt man auf klassische Zugtiere wie Ochsen, die jedoch ebenfalls nicht im gewünschten Maße zur Verfügung stehen.
Seit Ende 2011 haben private Kleinbauern die Möglichkeit, Kredite bei staatlichen Banken in Anspruch zu nehmen. Außerdem dürfen staatliche und genossenschaftliche Agrarbetriebe ihre Produkte ohne staatlichen Zwischenhändler direkt an touristische Einrichtungen wie Hotels verkaufen. Die Preise hierfür können zwischen den Parteien frei ausgehandelt werden.
Sowohl kubanische Experten als auch Privatbauern halten die von der Regierung bisher ergriffenen Maßnahmen für unzureichend, um die Landwirtschaft nachhaltig aus der Krise zu verhelfen. Statt punktueller Maßnahmen müssten strukturelle Reformen geschehen. So sei beispielsweise nicht einzusehen, warum nur Staatsbetriebe ihre Anbauprodukte direkt an Hotels verkaufen dürften, Privatbauern jedoch nicht. Des Weiteren wird das staatliche Verteilungsmonopol als ineffektiv kritisiert. Da landwirtschaftliche Produktionsbetriebe rund 80 Prozent ihrer Produktion zu festgelegten Niedrigstpreisen an staatliche Verteiler verkaufen müssen, würden viele Privatbauern meist nur noch für den Eigenbedarf produzieren. Nichtsdestotrotz erzeugen sie auf 24 Prozent der Fläche, die staatsnahen Genossenschaften bewirtschaften rund 70 Prozent, gut 57 Prozent der Nahrungsmittel. Im Dezember 2011 wurde die Erweiterung des Gesetzes aus dem Jahr 2008, das Privatleuten erlaubt, Staatsland für eine gewisse Zeit zu pachten, um darauf Landwirtschaft zu betreiben, vorgenommen und sieht nun vor, dass Landwirte bis zu 67 Hektar Land für 25 Jahre pachten und darauf ihre Wohnhäuser bauen können. Außerdem können Bauern jetzt gewerbliche Konten eröffnen, die ihnen den Handel mit der Regierung erleichtern.
Im Jahr 2011 wuchs die landwirtschaftliche Produktion um 8,7 %. Während die Produktion von Knollen und Wurzeln um 2,5 % zurückging, erhöhte sich die Bananenproduktion um 17,2 %, die Gemüseproduktion um 5,4 %, die Maisproduktion um 9,1 %, die Bohnenproduktion um 66,1 % und die Reisproduktion um 43,7 % im Vergleich zum Vorjahr. Die Produktion von Zitrusfrüchten sank um 23,3 %. Die Fleischproduktion erhöhte sich um 6 %. Insgesamt wurden im Jahr 2011 in Kuba 459.700 Tonnen Reis, 248.900 Tonnen Mais sowie 72.900 Tonnen Bohnen geerntet. Der Plan für die urbane Landwirtschaft wurde im Jahr 2011 mit 105 % übererfüllt. Es wurden 1.052.000 Tonnen Gemüse geerntet. Für 2012 ist eine Produktion von 1.055.000 Tonnen geplant. Dennoch produziert Kubas Landwirtschaft trotz aller Liberalisierung auch 2012 weniger Lebensmittel selbst, als noch fünf Jahre zuvor, 2007. Lediglich der Anbau von Reis und von Bohnen konnte gegenüber diesem Jahr signifikant gesteigert werden. Die Verbraucherpreise für Lebensmittel stiegen 2011 um 20 Prozent.
Im August 2012 wurde mit Brasilien ein 200 Millionen US-Dollar schweres Kreditabkommen geschlossen. In drei Tranchen soll 2012 und 2013 der Kredit ausgezahlt werden und dient dazu, landwirtschaftliche Gerätschaften aus Brasilien zu erwerben, um in Kuba die Nahrungsmittelversorgung aus heimischer Produktion zu verbessern.
Im September gleichen Jahres wurde eine größere Eigenständigkeit der Agrargenossenschaften (UBPCs) beschlossen. Gleichzeitig müssen diese Betriebe in Zukunft auf staatliche Subventionen verzichten, was wohl das Aus für einen großen Teil dieser häufig unwirtschaftlich arbeitenden Betriebe bedeuten dürfte. Im Jahr 1994 existierten noch 2519 dieser Kooperativen, bis zum Jahr 2012 ist die Zahl auf 1989 abgesunken. Zu diesem Zeitpunkt bearbeiteten sie gut 1,77 Millionen Hektar, was 28 Prozent der landwirtschaftlich genutzten Fläche Kubas entspricht. 23 Prozent der von den Genossenschaften verwalteten Fläche lag brach. 57 Prozent der Betriebe hätten ökonomische Schwierigkeiten und 16 Prozent seien nahezu nicht mehr überlebensfähig.

##### Situation unter Präsident Díaz-Canel
Unter der Präsidentschaft von Miguel Díaz-Canel, seit 2018 im Amt, nahm die landwirtschaftliche Produktion stetig ab. Sie fiel zwischen den Jahren 2019 und 2023 um 35 Prozent. So erreichte beispielsweise die Zuckerente im Erntejahr 2022/2023 nur noch 350.000 Tonnen, bei mehr als 400.000 Tonnen Eigenkonsum der Bevölkerung. Statt tatsächliche Strukturreformen durchzuführen, nahm die Importabhängigkeit bei Lebensmitteln weiter zu und lag 2024 bei mehr als zwei Milliarden US-Dollar. Auch führte die Lebensmittelknappheit zu einer Verteuerung der Waren auf den Bauernmärkten und damit zu einer verschärften Inflation.

#### Einzelne Anbauprodukte

##### Zucker

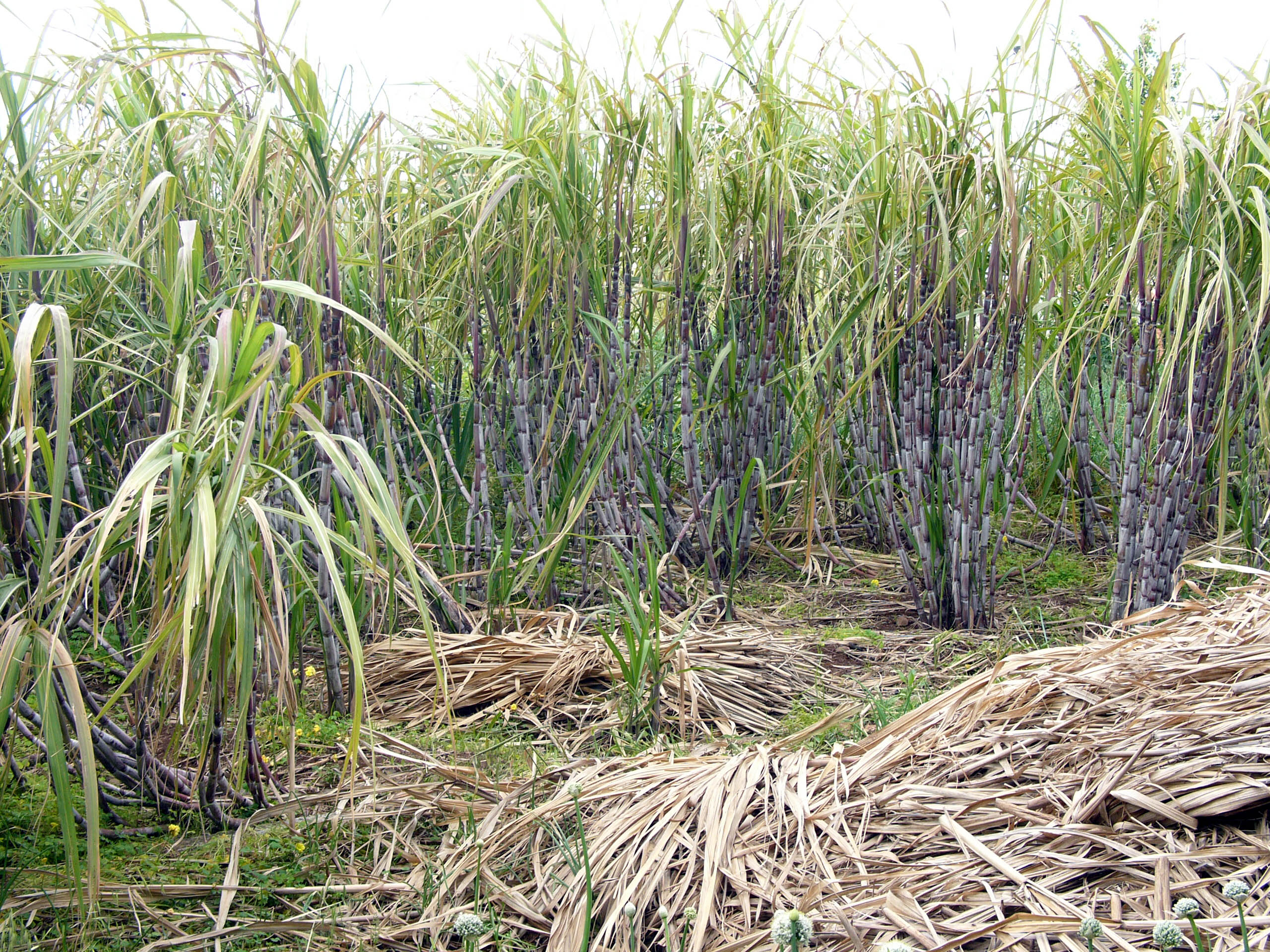
Zuckerplantage

Früher war Kuba weltweit der wichtigste Zuckerproduzent und -exporteur. 1989 wurden über acht Millionen Tonnen Zucker produziert. Diese Menge fiel jedoch auf circa 3,5 Millionen Tonnen in den Jahren 1994 und 1995, ein Negativrekord. Insbesondere auf Grund chronischer Unterfinanzierung sowie Naturkatastrophen nahm Kubas Zuckerproduktion dramatisch ab. Im Jahr 2002 wurden mehr als die Hälfte der Zuckermühlen geschlossen. Deren Zahl sank von 155 auf 61. Auch 60 Prozent der bisher für den Zuckerrohr bestimmten Anbaufläche wurden anderen landwirtschaftlichen Kulturen zugeordnet. Kubas Zuckerproduktion von 1,1 Millionen Tonnen (2010) war die niedrigste seit dem Jahr 1905.
Ende September 2011 wurde von Kubas Ministerrat die Auflösung des 1964 geschaffenen Zuckerministeriums beschlossen, dessen Aufgaben eine neue staatliche Holding übernehmen soll. Auch sollen weitere fünf unrentable der bis dahin 61 Zuckerfabriken („centrales“) schließen. Diese Maßnahmen sollen dazu beitragen, den defizitären Zuckersektor wieder profitabel zu machen und damit Exporterlöse in Devisen zu erzielen. Anfang 2012 wurde die Zuckerindustrie für ausländische Direktinvestitionen geöffnet. Mit der brasilianischen Firma Odebrecht wurde ein Vertrag darüber geschlossen, dass diese für zehn Jahre die Zuckerfabrik „5 de Septiembre“ bei Cienfuegos führen soll. In der Saison 2010–2011 stiegen die Erträge erstmals seit Jahren wieder auf 1,2 Millionen Tonnen. In der Saison 2011/12 konnten die Erträge um 17 % auf 1,4 Millionen Tonnen gesteigert werden. In den darauffolgenden Jahren nahm die Ernte jedoch stetig ab und lag im Erntezeitraum 2022/2023 bei nur noch 350.000 Tonnen. Geplant waren 455.000 Tonnen und der jährliche Durchschnittskonsum der kubanischen Bevölkerung liegt bei mehr als 400.000 Tonnen. Das Ziel, die verbliebenen Centrales zu sanieren, wurde nie umgesetzt. Stattdessen wurden sie ihrem weiteren Verfall preisgegeben. Der 2024/2025 erzielte Zuckerertrag fiel auf weniger als 150.000 Tonnen.

##### Tabak

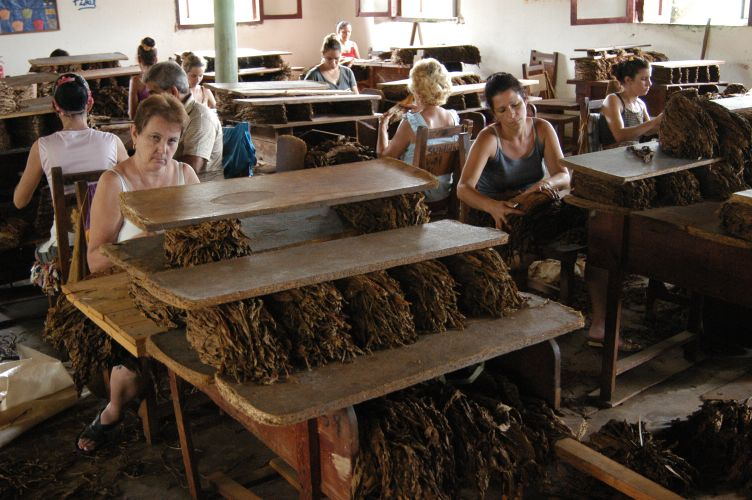
Zigarrenproduktion in Kuba

Kuba hat nach Griechenland die zweitgrößte Anbaufläche für Tabak und dabei den weltweit geringsten Ertrag pro Fläche. Im Jahr 2011 wurde Tabak auf einer Fläche von 16.400 Hektar angebaut. Die Tabakproduktion in Kuba ist seit den späten 1990er Jahren ungefähr gleich geblieben. Kubanische Zigarren sind weltberühmt, und fast die gesamte Produktion wird exportiert. Das Zentrum der kubanischen Tabakproduktion ist die Provinz Pinar del Río. Tabak war 2000 nach Zucker und Tourismus die drittgrößte Devisenquelle für Kuba. Das Volumen der kubanischen Zigarrenexporte wuchs 2011 um 9 % im Vergleich zum Vorjahr und betrug 401 Mio. US$. Die beiden Hauptsorten an Tabak, die in Kuba gepflanzt werden, sind Corojo und Criollo.

##### Knollenfrüchte und Kochbananen
Unter die im kubanischen Spanisch mit „Vianda“ bezeichnete Kategorie fallen energiehaltige Anbauprodukte, wie Yuca, Malanga, Kartoffeln und Kochbananen. Insgesamt werden für den Anbau dieser Produkte 229.900 Hektar verwandt (2010).
Auf 89.000 Hektar wird Yuca angebaut (2010). Sie stammt aus der lateinamerikanischen Region und wird fast in jedem Land der Region angebaut. Kuba ist der zweitgrößte Produzent in der Karibik mit einer Jahresproduktion von 399.400 Tonnen (2010). Im Jahr 1999 war die Produktion pro Hektar die niedrigste aller Karibikstaaten, hat sich seitdem aber von 2,5 auf 4,24 Tonnen pro Hektar gesteigert (2010). Der größte Teil der Yucaproduktion ist für den direkten Verbrauch im Haushalt ohne Weiterverarbeitung bestimmt. Ein kleiner Teil der Yucaernte wird in einer in Florida (Zentralkuba) gelegenen Fabrik zu Sorbitol verarbeitet.
Der Pro-Kopf-Verbrauch an Kartoffeln beträgt 25 kg pro Jahr. Sie werden hauptsächlich in Form von Pommes frites gegessen. Die Anbaufläche beträgt 6300 Hektar und der Ertrag 167.300 Tonnen, hauptsächlich der Sorte Désirée. Die Anbauflächen liegen vor allem im Westen Kubas. Saatkartoffeln werden teilweise lokal erzeugt, teilweise (ca. 40.000 t pro Jahr) aus Kanada und den Niederlanden importiert.
Inzwischen baut Kuba auch mit Hilfe brasilianischer Experten Soja an.

##### Reis

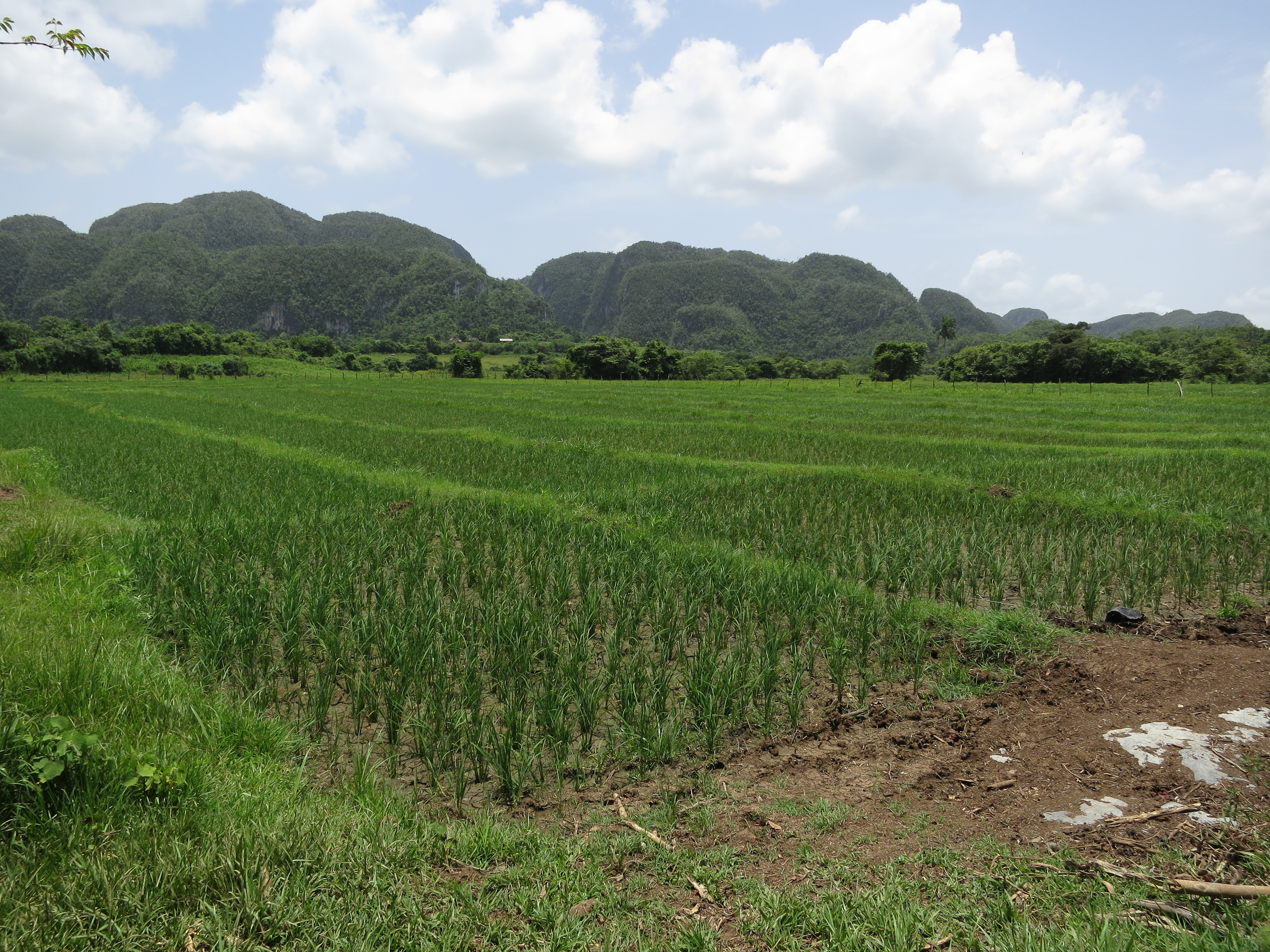
Reisfelder in der Nähe von Viñales.

Reis wird hauptsächlich an der Westküste angebaut. Dort sind zwei Ernten im Jahr üblich. Die Mehrzahl der Reisfarmen sind in staatlichem Besitz oder gehören Genossenschaften. Im Jahr 2011 wurde auf einer Fläche von 177.500 Hektar Reis angebaut, der Ertrag betrug 459.700 Tonnen. Kuba ist ein großer Reisimporteur; die Importe erreichen über 400.000 t pro Jahr, was etwa 60 % des Bedarfs entspricht. Die Reisproduktion ist limitiert durch den Mangel an Wasser, Kunstdünger und moderner Landwirtschaftstechnologie. Die Erntemenge pro Hektar liegt unter dem Durchschnitt der Länder Lateinamerikas und der Karibik.
Im Jahr 2011 haben Kuba und Vietnam ein Programm zum Technologietransfer abgeschlossen, durch das bis 2015 eine Steigerung der Reisernte um jährlich 14 % erreicht werden soll. Für diesen Zweck werden 100 Hektar Land in Pinar del Río vorbereitet. Eine Forschungsstation in dieser Provinz experimentiert hierzu mit 13 verschiedenen Reissorten. Insgesamt werden 100.000 Hektar Land für das Projekt verwandt. Derzeit sind die in Kuba gezüchteten Sorten Inca LP5 und Inca LP7 vorherrschend. Innerhalb dieses Projekts wurde 2011 ein Ertrag von 4,7 Tonnen pro Hektar erreicht.

##### Zitrusfrüchte
60 % der Produktion entfallen auf Orangen, 36 % auf Grapefruit. In der Zitrusproduktion wurde 1991 die erste ausländische Investition in Kubas Landwirtschaft offiziell registriert: die Beteiligung einer israelischen Firma an einer Produktions- und Verarbeitungsanlage in Jagüey Grande, circa 140 km östlich von Havanna. Die Produkte werden hauptsächlich in Europa unter dem Namen „Cubanita“ vertrieben.
Im Jahr 2011 wurden auf 1600 Hektar Zitrusfrüchte angebaut, der Ertrag betrug 237.300 Tonnen.

##### Kaffee
Kaffee wird vor allem auf den Bergen und Hügeln der ostkubanischen Provinzen Santiago de Cuba und Guantánamo angebaut. In der Saison 2011/12 wurden in Kuba 7100 Tonnen Kaffeebohnen geerntet und damit 24 % mehr als im Vorjahr, als man mit 6000 Tonnen die historisch niedrigste Kaffeeernte verzeichnete. 85 % der Bohnen sind offiziellen Angaben zufolge von hoher Qualität.
1959, im Jahr der Revolution lag die Kaffeeproduktion noch bei rund 60.000 Tonnen. Seit diesem Zeitpunkt ist sie stetig zurückgegangen. Analysten schätzen, dass zehn bis zwanzig Prozent der Ernte, trotz Anhebung der Abnahmepreise in den letzten Jahren, nicht in offiziellen Kanälen landet, sondern für den Schwarzmarkt abgezweigt wird, wo weit höhere Preise erzielt werden können. Zwischen 2010 und 2011 musste Kuba 18.000 Tonnen Kaffee für den internen Verbrauch importieren. Zum subventionierten Verkauf über die Libreta wird Kaffee derzeit mit „Chícharos“, einer kubanischen Erbsenart, gemischt.

### Energiewirtschaft

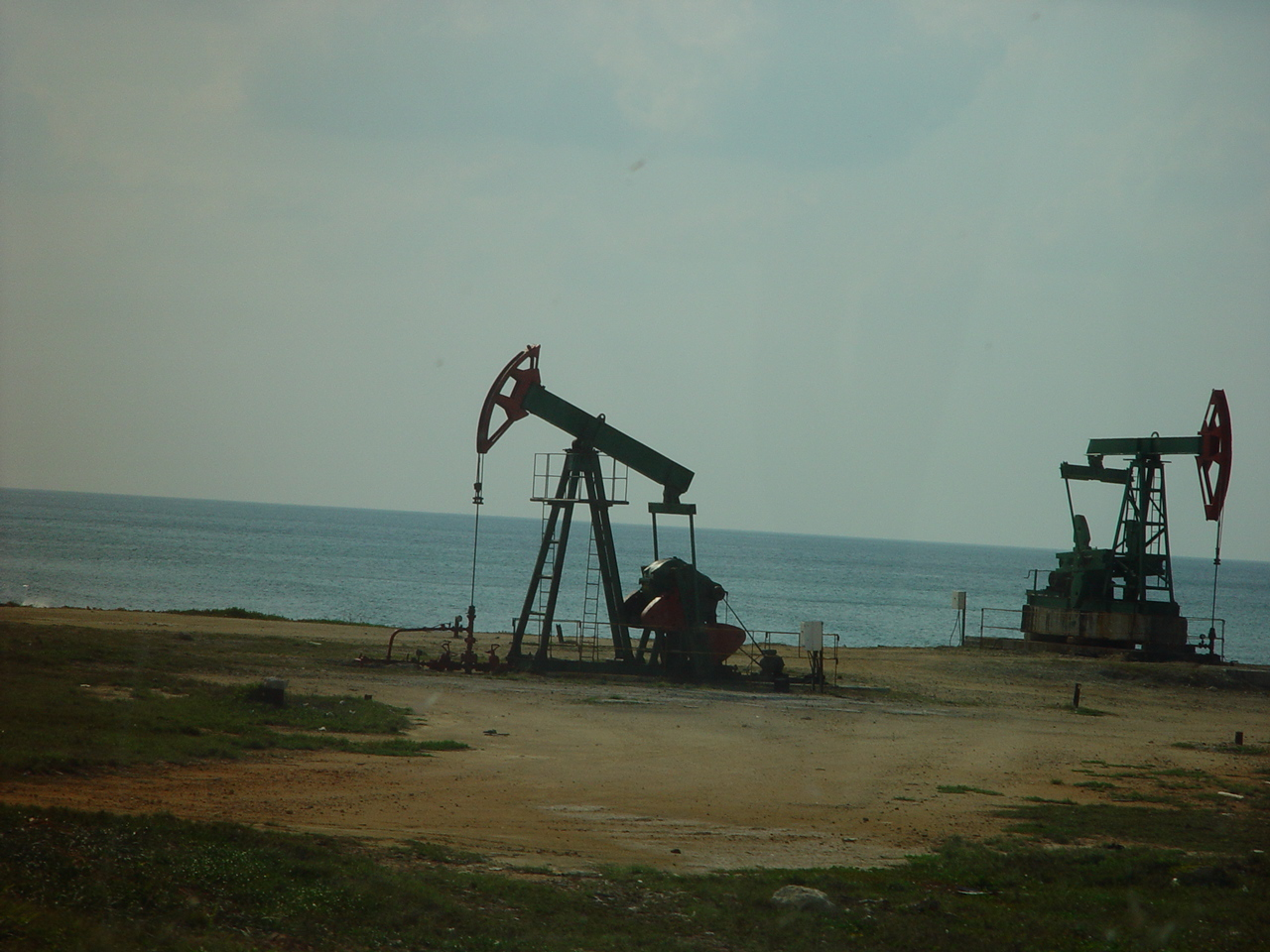
Ölförderung bei Boca De Jaruco

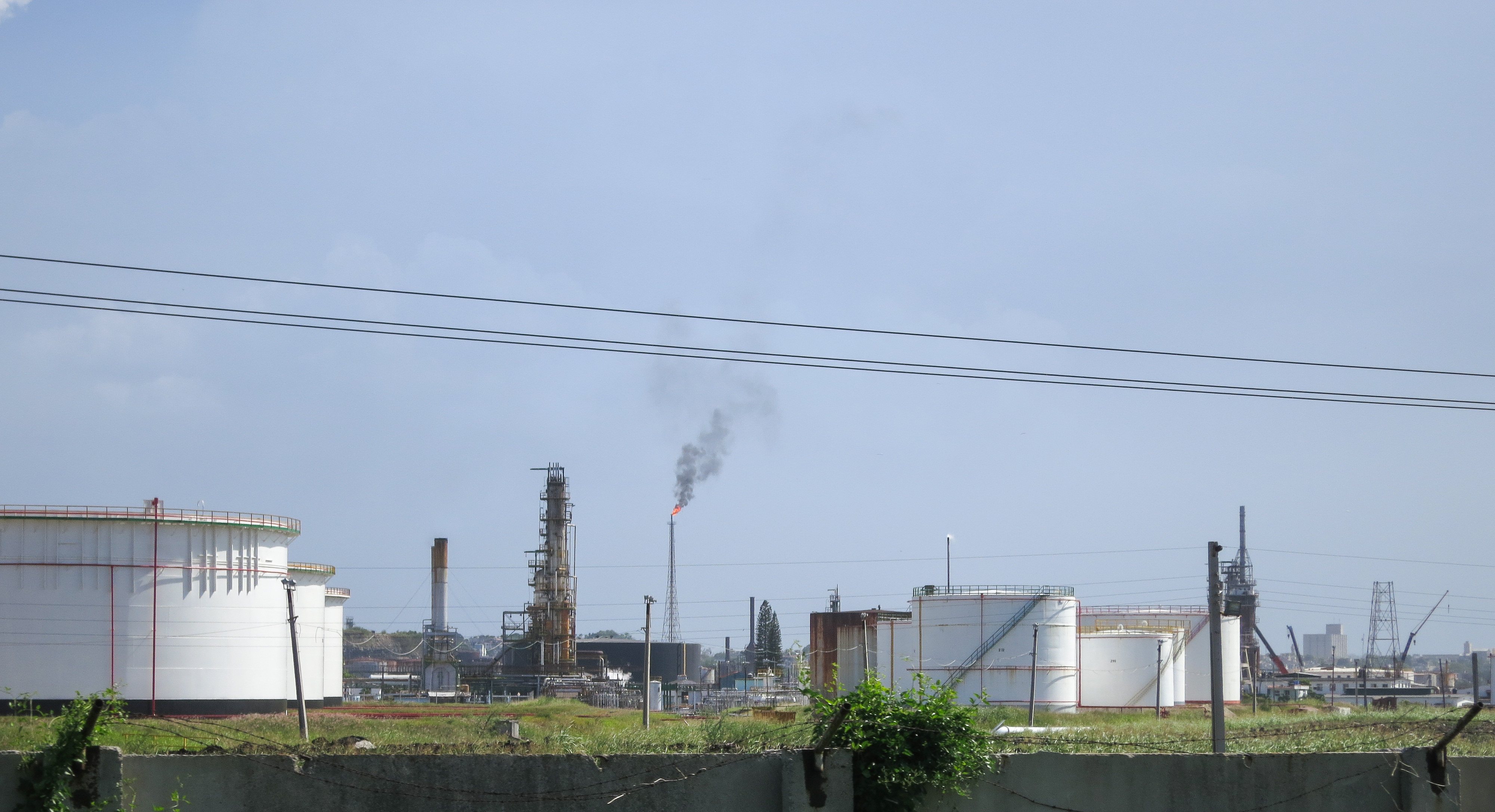
Raffinerie in Regla (Havanna).

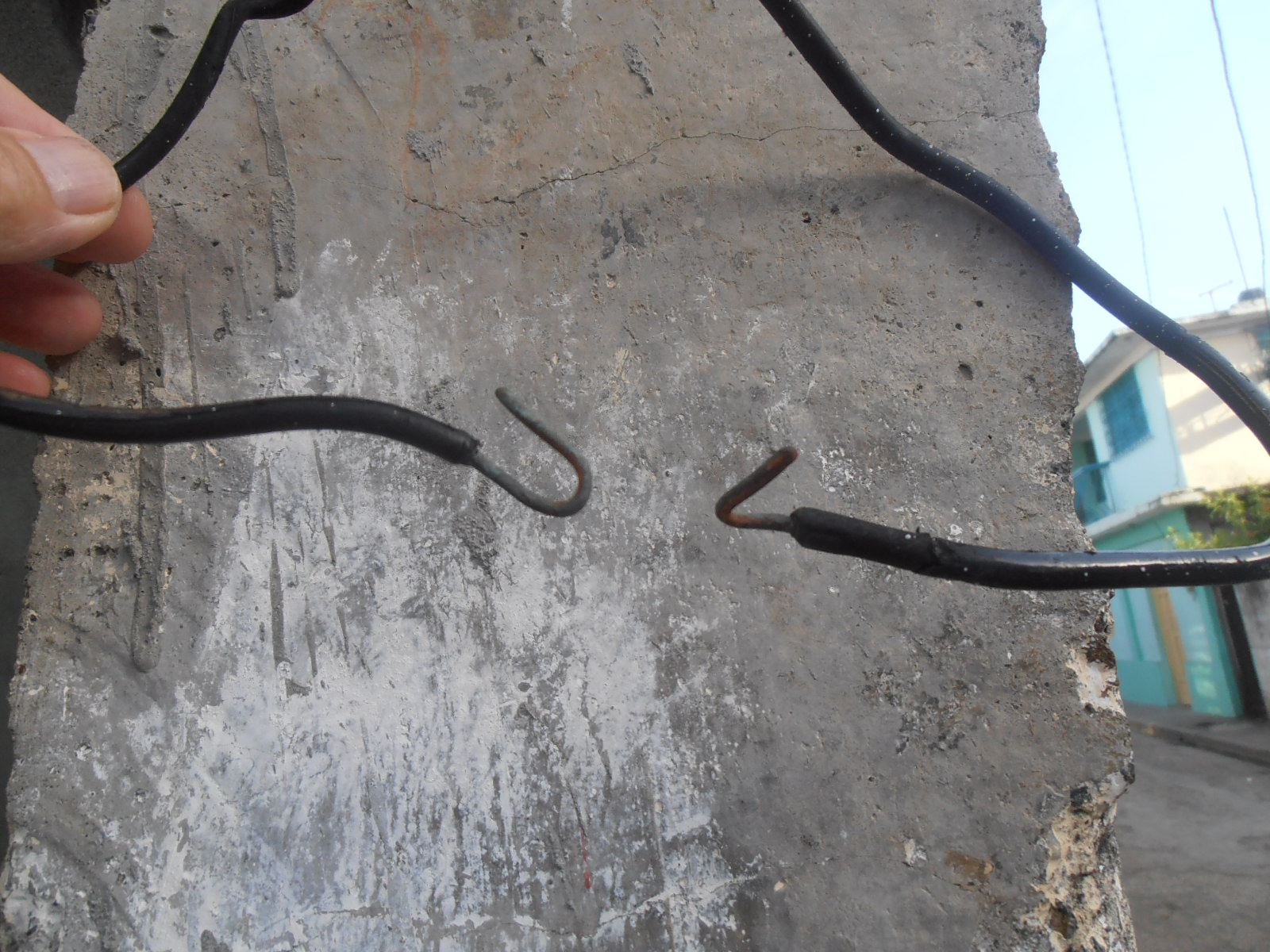
Schalter für die Straßenbeleuchtung in Baracoa. Zentrale Schaltstellen für die Beleuchtung existieren oft nicht, so dass die Laternen durch das Verbinden der Kabelenden einzeln eingeschaltet werden müssen.

Obwohl ein Großteil der zur Energieerzeugung benötigten Brennstoffe importiert werden müssen, ist Kuba auf Grund mangelnder Effizienz ein Land mit einem sehr hohen Energieverbrauch. Ende der 1980er Jahre war der Pro-Kopf-Energieverbrauch Kubas der vierthöchste Lateinamerikas und lag beispielsweise doppelt so hoch wie in den USA oder dreimal so hoch wie in Frankreich. In den 1990er Krisenjahren ist der Verbrauch um ein weiteres Viertel gestiegen.
Bis 1990 war das Land fast vollständig abhängig von den Ölimporten aus der Sowjetunion. Das Ausbleiben der Lieferungen nach dem Zerfall der Sowjetunion stürzte die Energieerzeugung in Kuba in eine Krise. Mittlerweile verfügt das Land über zwölf eigene Förderanlagen. Im Jahr 2009 deckte Kuba etwa die Hälfte seines Erdölbedarfs selbst. Neue Erdöllagerstätten, unter anderem im Golf von Mexiko, werden mit kanadischen und chinesischen Firmen erschlossen; Unternehmen aus Spanien, Norwegen, Indien, Malaysia, Vietnam und Venezuela erhielten Konzessionen. Der ausländische Investitionsumfang beträgt etwa 1,5 Mrd. US-Dollar. 2012 fanden die bisher aufwändigsten Probebohrungen statt, die verschiedenen ausländischen Partner konnten dabei keine kommerziell verwertbaren Vorkommen ausfindig machen. Die 1995 stillgelegte Erdölraffinerie „Camilo Cienfuegos“ in der Stadt Cienfuegos an der Südküste wurde 2007 mit Hilfe Venezuelas wieder in Betrieb genommen.
Kuba begann in den 1980er Jahren ein erstes Programm zur Nutzung erneuerbarer Energiequellen, deren Bedeutung in der Phase der größten Wirtschaftskrise in den 1990er Jahren stieg. Infolge der großzügigen Öllieferungen aus Venezuela wendete sich jedoch die Bilanz wieder zugunsten fossiler Energieträger. 2012 lag der Anteil erneuerbarer Energiequellen an der Stromerzeugung bei nur 3,8 %, einem auch im regionalen Vergleich sehr geringen Wert.
Ende 2017 verfügte Kuba über 34 Photovoltaikparks mit einer installierten Leistung von knapp 90 MW. Im Jahr 2024 wurde die Bereitstellung von weiteren 92 Anlagen mit jeweils 21 GW Leistung bis zum Jahr 2028 angekündigt. Allein 2025 sollen 55 Anlagen ans Netz gehen. Ob und wie Kuba diese Investitionen angesichts er prekären Finanzlage stemmen kann, bleibt jedoch unklar. Das erste dieser neuen Solarkraftwerke ging im Februar 2025 ans Netz. Das Energiedproduktionsdefizit betrug zu dieser Zeit bis zu 57 % oder 1870 Megawatt zu Tagesspitzenzeiten.
Photovoltaik wird vor allem genutzt, um in abgelegenen Gebieten eine dezentrale Stromversorgung z. B. für Gesundheitszentren und Schulen sicherzustellen. 2011 hat Kuba mehr Elektrizität bei geringerem Kraftstoffverbrauch erzeugt als in den Jahren zuvor. Außerdem wurde ein Plan für die Wartung und Wiederherstellung des Stromnetzes entworfen, um die Verfügbarkeit von Strom zu verbessern und Stromausfälle zu verhindern. 92.000 Stromnetzwerke wurden installiert, so konnten 20.000 Niedervoltgebiete abgeschaltet werden. Außerdem wurden 75.000 neue Anschlüsse installiert sowie ein neues Bezahlsystem für den staatlichen Sektor eingeführt. 2012 produzierte Kuba 18.431,5 GWh elektrische Energie.

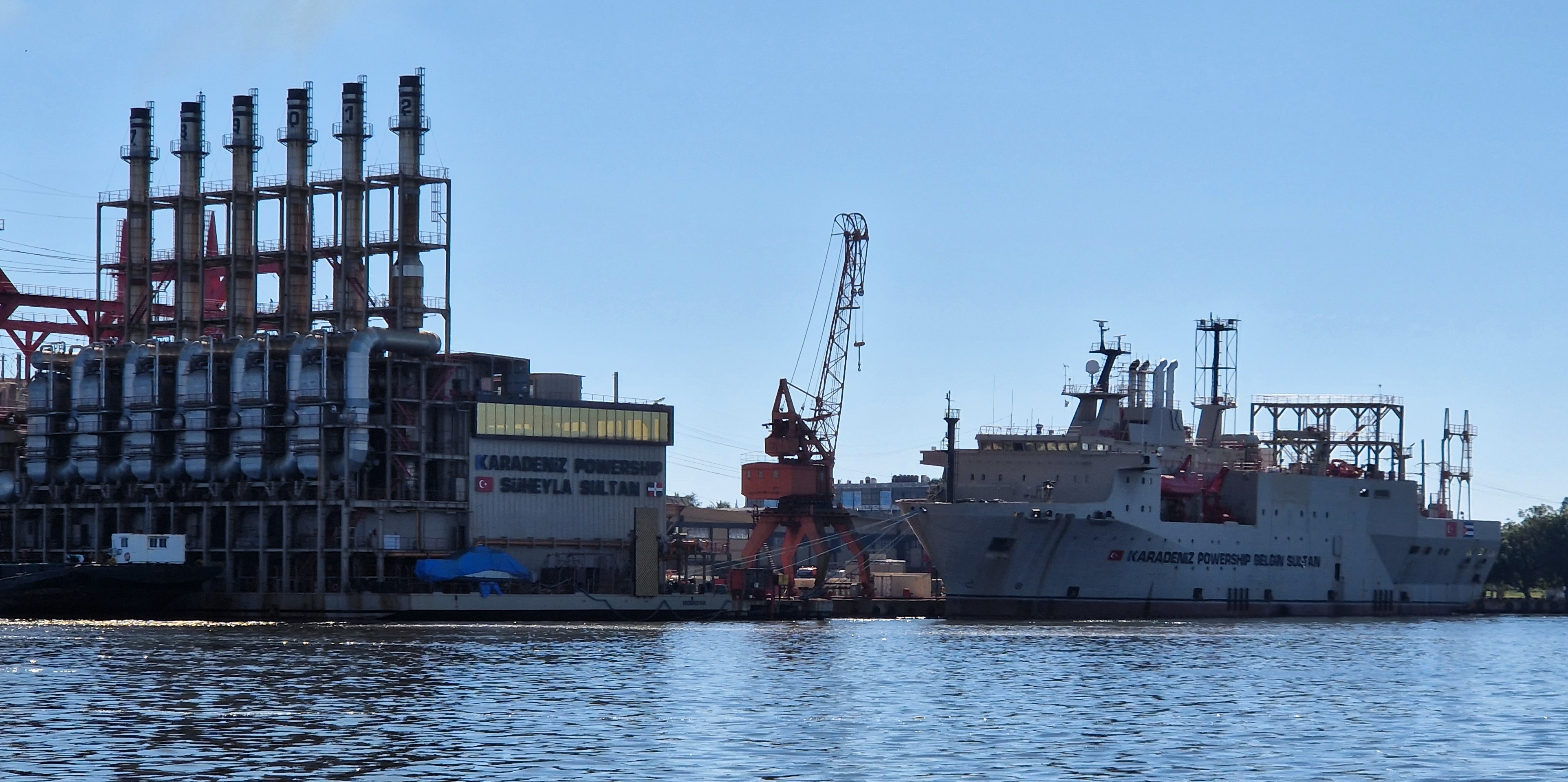
Symbol der Energiekrise: Eines von zwei in der Bucht von Havanna stationierten türkischen Karpowership-Kraftwerksschiffen (Januar 2025)

Da die Modernisierung der Energieerzeugung nicht vorankommt und bei bestehenden Anlagen die Wartungsintervalle missachtet wurden, kommt es in Kuba, insbesondere seit 2021 und vor allem in den Sommermonaten, wo aufgrund der hohen Temperaturen besonders viele Klimaanlagen laufen, zu vermehrten Stromabschaltungen für große Teile der Bevölkerung, mehrmals am Tag für teilweise mehrere Stunden. Seitens der Regierung wird zugegeben, dass es keine kurzfristige Lösung dafür gebe. Ein Brand in einem Großtanklager für Rohöl und Brennstoffe in Matanzas im August 2022 verschärfte die Lage noch einmal deutlich. Im Oktober 2024 verursachte ein ungeplanter Ausfall des thermoelaktrischen Kraftwerks Antonio Guiteras zu einem landesweiten Stromausfall, der mehr als zwei Tage andauerte.

#### Kernenergie

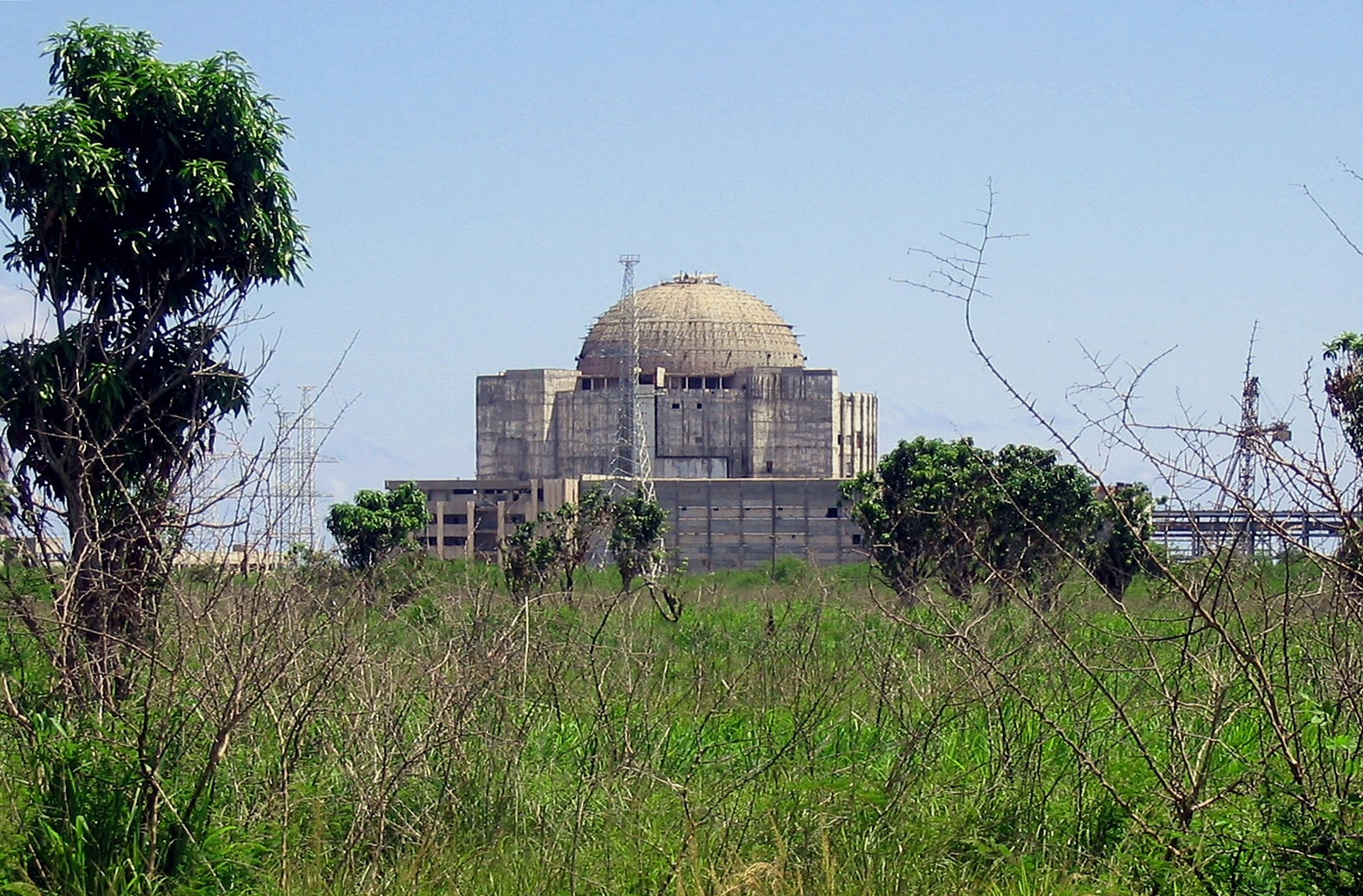
Kernkraftwerk Juraguá

Mehrere Projekte wurden begonnen, z. B. das Kernkraftwerk Juraguá, aber keines dieser Kraftwerke wurde in Betrieb genommen.

#### Statistik

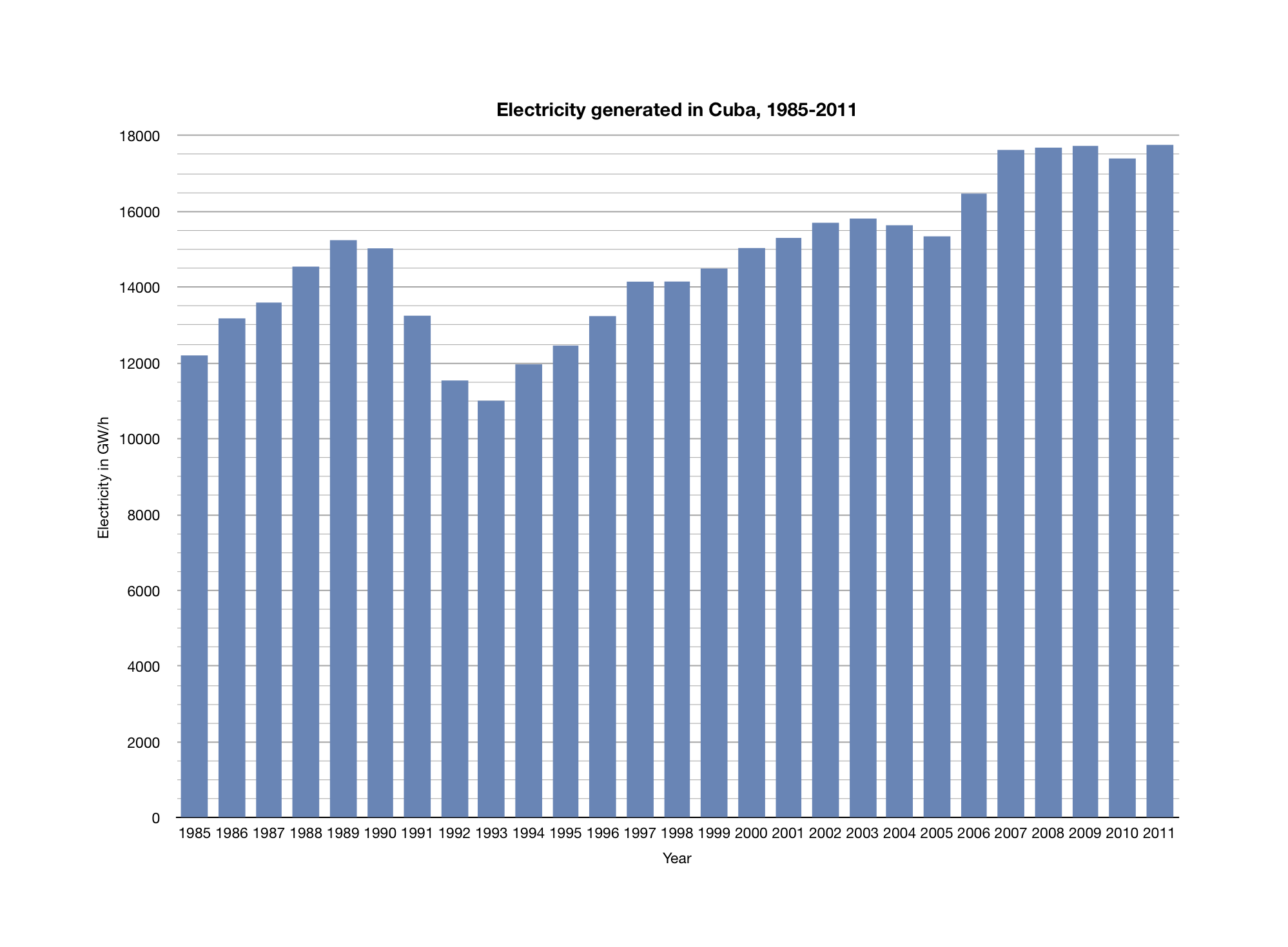
In Kuba erzeugte Elektrizität, 1985–2011

- Elektrizität – Produktion: 17.754,1 GWh (2011)
- Elektrizität – installierte Kraftwerkskapazität: 5.913,9 Megawatt (2011)[204]
- Elektrizität – Bruttoproduktion nach Quelle (2011):[205]
  - fossile Brennstoffe: 87,8 % (14.771,8 GWh)
    - davon Energiegeneratoren (Diesel oder Benzin): 24,8 % (3.659,1 GWh)

  - Gasturbinen: 11,6 % (2.055 GWh)
  - Erneuerbare Energien: 0,7 % (117,7 GWh)
    - davon Wasserkraft: 84,3 % (99,2 GWh)
    - davon Solar und Wind: 15,7 % (18,5 GWh)

- Primärenergieproduktion – Produktion nach Quelle (2010):[206]
  - Erdöl: 3.024.800 Tonnen
  - Erdgas: 1.072.500 m³
  - Wasserkraft: 96,6 GWh
  - Holz: 114.100 m³
  - Zuckerrohrprodukte: 3.488.400 Tonnen
    - davon Bagasse: 3.027.300 Tonnen

- Sekundärenergieproduktion – Produktion nach Quelle (2010):[207]
  - fossile Brennstoffe: 5.003.200 Tonnen
  - Holzkohle: 67.700 Tonnen
  - denaturierter Alkohol: 187.900 hl
  - weiterverarbeitetes Gas: 210.200 m³

- Anteil Primärenergie- zu Sekundärenergieproduktion: 47,6 % / 52,4 % (2011)[208]

- Grad der Elektrifizierung: 97,7 % (2011)[209]

- Elektrizität – Verbrauch: 17.396 GWh (2010)[210][211]
  - Privathaushalte: 6667 GWh
  - Industrie: 4612 GWh
  - Landwirtschaft: 278 GWh
  - Transportsektor: 251 GWh
  - Handel: 241 GWh
  - Bausektor: 73 GWh
  - andere: 2505 GWh
  - Verluste: 2768 GWh

- Elektrizität – Export: 0 kWh (2012)
- Elektrizität – Import: 0 kWh (2012)

### Industrie

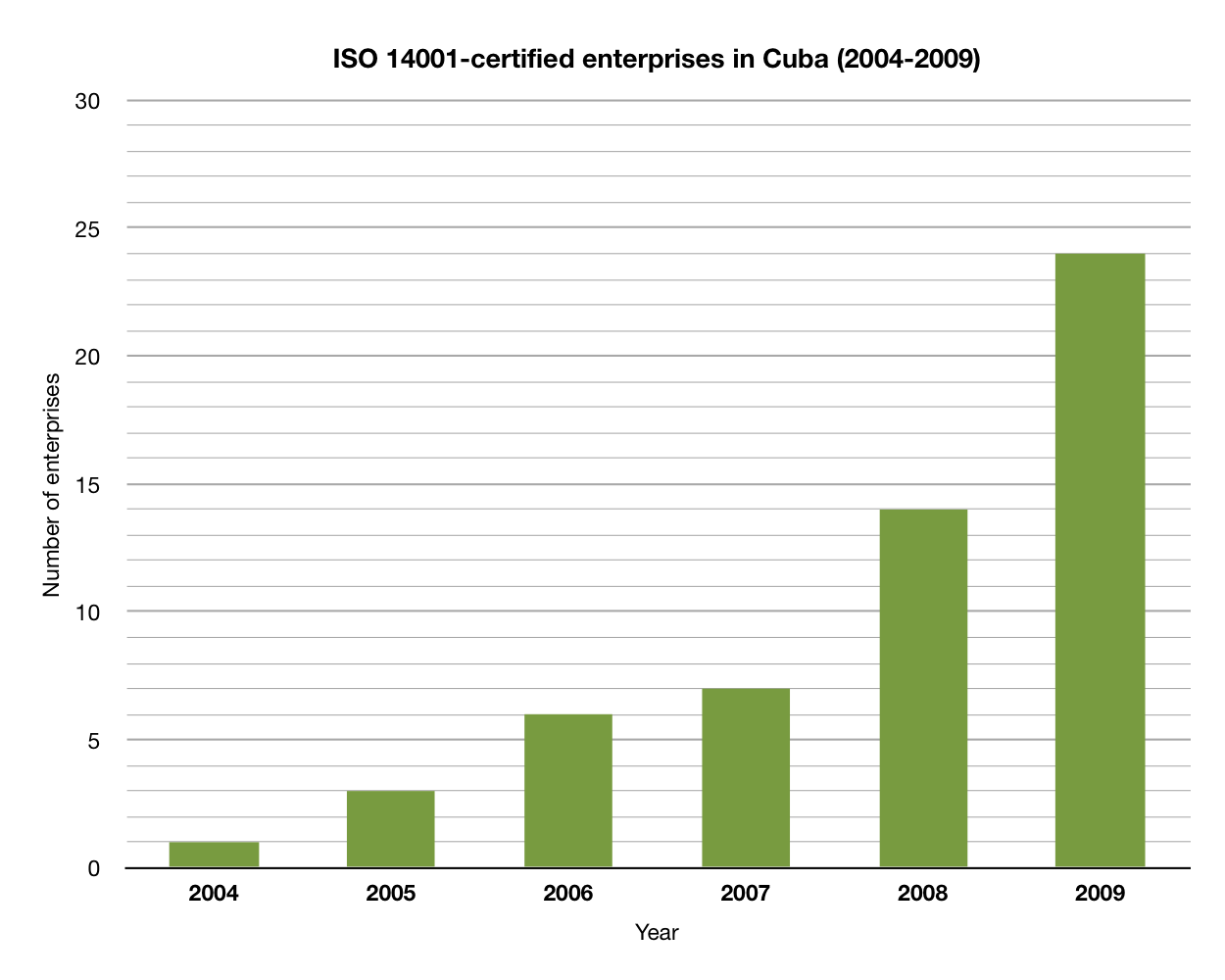
Nach ISO 14001 zertifizierte Unternehmen in Kuba (2004–2009)

Derzeit boomt Kubas Industrie für biotechnologische und pharmazeutische Produkte, mit denen sie eine der Führenden auf dem Weltmarkt ist und deren Bedeutung für die kubanische Wirtschaft wächst. Unter anderem werden Impfstoffe gegen verschiedene virale oder bakterielle Krankheitserreger exportiert und versprochen, Anti-Krebs-Medikamente ausführlichen klinischen Tests zu unterziehen.
Kubanische Impfstoffe werden u. a. nach Russland, China, Indien, Pakistan und lateinamerikanische Länder geliefert.

### Internationaler Handel
Größte Handelspartner Kubas im Exportbereich sind China mit einem Anteil von 25,7 %, Kanada (20,3 %), Spanien (6,8 %) und die Niederlande (4,5 %). Die wichtigsten Exportgüter sind Zucker, Nickel, Tabak, Fisch, pharmazeutische Produkte, Zitrusfrüchte und Kaffee. Das Exportvolumen betrug 2010 geschätzte 3,311 Milliarden US-Dollar.
Rund sechs Milliarden Dollar im Jahr nahm Kuba durch seine im Ausland eingesetzten Ärzte ein, welche vom Staat von ihrem vergleichsweise bescheidenen Lohn bis zur Rückkehr nach Kuba nur die Hälfte im Ausland erhalten. Zahlen, welche 2010 für Venezuela genannt wurden, sprachen von 8000 Euro pro Arzt, welche Venezuela monatlich überweise, wovon der Arzt weniger als 300 Dollar bekäme, die zudem zum größeren Teil in Kuba blieben und erst nach der Rückkehr nach Kuba zur Verfügung stünden.
Die wichtigsten importierten Produkte sind Öl, Nahrungsmittel, Fahrzeuge und Maschinen sowie deren Zubehör und Chemieerzeugnisse und kamen hauptsächlich aus Venezuela mit 30,5 % Anteil, China (15,5 %), Spanien (8,3 %) und den USA (6,9 %). Das Gesamtimportvolumen betrug im Jahre 2010 geschätzte 10,25 Milliarden Dollar.

#### Beziehungen zu Venezuela
Venezuela liefert auf Grund einer Vereinbarung zwischen beiden Ländern günstiges Öl und Kuba stellt im Ausgleich dafür Ärzte für sogenannte „Missionen“ bereit. Kuba ist das Land mit der weltweit nach Italien zweithöchsten Anzahl von Ärzten pro Kopf der Bevölkerung.
Kuba begleicht Teile der Rechnungen im Tauschhandel mit Arztleistungen sowie dem Einsatz von Lehrern und anderen Experten statt mit Geld. 2011 hatten die verbilligten Öllieferungen aus Venezuela, die bis zu zwei Drittel des kubanischen Bedarfs ausmachten, einen Subventionswert von rund 3,5 Milliarden US-Dollar. Ab 2005 waren bis 125.000 Barrel pro Tag geliefert worden, dies für 27 Dollar pro Fass.
Experten halten es demzufolge für gefährlich, dass sich Kuba auf eine auch in Zukunft fortwährende Subventionen durch stark verbilligte venezolanische Öllieferungen verlässt. Sie halten es für unwahrscheinlich, dass diese nach einem eventuellen Machtverlust von Gönner Hugo Chávez in Venezuela, ein Szenario, was nach einer im Juni 2011 bekannt gewordenen Krebserkrankung Chávez’ neue Nahrung bekam, von einer neuen Regierung entsprechend fortgesetzt werden würden. Auch andere neue bevorzugte Handelspartner wie China oder Vietnam werden nicht in diese Bresche springen. Stattdessen müsse man sich mehr den USA und den EU-Ländern annähern, denn nur von dort können Entwicklungshilfe und Direktinvestitionen in nennenswertem Umfang kommen.

#### Hafenausbau von Mariel
Bis 2013 sollte der Hafen von Mariel zum größten Containerhafen der Karibik ausgebaut werden. Der Bau erfolgte durch ein Joint-Venture mit dem brasilianischen Unternehmen Odebrecht und dem kubanischen Unternehmen Almacenes Universal S.A. Die Gesamtinvestitionen betrugen 600 Millionen US$.
Die Hafeneinfahrt sollte eine Breite von 700 Metern erhalten, so dass zwei große Containerschiffe gleichzeitig die Einfahrt passieren können. Außerdem wird der Hafen für Schiffe mit bis zu 15 Metern Tiefgang zugänglich sein (der Hafen von Havanna ermöglicht nur 11 Meter Tiefgang). Am Ende der Ausbauarbeiten soll das Terminal eine Kapazität von 850.000 bis 1 Million Container verwalten können (Hafen Havanna: 350.000 Container). Dieser Ausbau soll es Mariel ermöglichen, große Containerschiffe zu empfangen die über den Panamakanal von Asien nach Kuba fahren. Auch soll Mariel optimale Bedingungen für US-amerikanische Container bieten. Das Gebiet soll zur Sonderwirtschaftszone ausgebaut werden. Seit 1. November 2013 gelten in der „Spezialzone zur Entwicklung“ am Industriehafen Mariel besonders günstige Zoll- und Steuerregelungen für ausländische Investoren.
Mariel soll damit den Hafen von Havanna für Frachtaufgaben ablösen, in Zukunft wird dieser nur noch touristisch genutzt werden.
Neben dem potentiellen ökonomischen Nutzen richtet der Hafenausbau auch ökologischen Schaden in der Region an. So wurden mehr als 40.000 m² Mangroven vernichtet.

### Ausländische Investitionen
Seit der Sonderperiode buhlte Kuba aktiv um ausländische Investments. Alle zukünftigen Investoren mussten Joint Ventures mit der kubanischen Regierung bilden. Die einzige Ausnahme dieser Regel bildet Venezuela. Dieses Land darf auf Grund eines Wirtschaftsabkommens zwischen beiden Ländern 100 % an einem Unternehmen halten. Gemäß offiziellen Angaben gab es Anfang des Jahres 1998 insgesamt 332 dieser Gemeinschaftsunternehmen. Investoren wurden durch den Helms-Burton-Act eingeschränkt, der diejenigen, die Geschäfte mit ehemaligem Eigentum von US-Bürgern machen, mit Sanktionen belegt. So wurde im März 1998 15 Vorständen von drei ausländischen Unternehmen die Einreise in die USA verweigert. Mehr als ein Dutzend Firmen zogen sich aus Kuba zurück oder haben ihre Investitionspläne auf Grund dieses Gesetzes geändert.
Obwohl Kuba die verstärkte Anwerbung von ausländischem Kapital anstrebt, führte bisher insbesondere die unzureichende Rechtssicherheit zu deutlichen Rückschlägen. Ende 2009 arbeiteten noch über 258 Joint Ventures auf der Insel, bis zum Jahr 2012 sank die Zahl auf 240. Im selben Zeitraum wurden mehrere ausländische Großinvestoren und Manager verhaftet und teilweise wegen Korruptionsvorwürfen verurteilt, wobei die Verhaftungen in den kubanischen Medien häufig nicht erwähnt wurden.
Um Kapital anzulocken, sollen Exilkubaner Immobilien erwerben und investieren dürfen und dafür Wiedereinbürgerung, doppelte Staatsbürgerschaft und ein dreimonatiges Aufenthaltsrecht erhalten.

### Biotechnologie und Informatik
Anfang der 1970er Jahre entwickelte sich in Kuba eine nennenswerte Computerindustrie. 1970 wurden in Kuba die ersten Kleincomputer hergestellt. Nach dem Eintritt Kubas in den Rat für gegenseitige Wirtschaftshilfe (RGW oder Comecon) wurden entsprechende Anstrengungen gestoppt. Im Rahmen der RGW-Arbeitsteilung war Kuba als typisches Entwicklungsland hauptsächlich für die Rohstoffproduktion vorgesehen. Für die Computerindustrie war Bulgarien verantwortlich. Kuba wurde jahrelang die Aufnahme in das multilaterale RGW-Abkommen zur Förderung der Produktion im elektronischen Bereich verweigert. Diese erfolgte erst 1986.
In der Mitte der 1980er und während der 1990er Jahre entstand ein biotechnologischer Park „polo cientifico del oeste“ (Pol der Wissenschaft des Westens) aus einigen Dutzend Instituten im Westen Havannas, die auf dem Gebiet der humanen, zoologischen und landwirtschaftlichen Biotechnologie forschten. Dieser Technologiepark führte zu verschiedenen patentierten Medikamenten und einem Jahresumsatz von einigen Hundert Millionen US-Dollar. Trotz alledem erwirtschafteten die meisten der Institute einen Negativ-Saldo und waren auf staatliche Subventionen angewiesen. Erfolgreiche Medikamente und Impfstoffe größerer Institutionen, zum Beispiel des Zentrums für Molekularimmologie („Centro de Immunología Molecular“) oder des Zentrums der Ingenieurwissenschaft für Genetik und Biotechnologie („Centro de Ingenería Genética y Biotecnología“), glichen dieses Defizit mehr als aus und machten diese Branche zu einer der wichtigsten der kubanischen Wirtschaft.
In den vergangenen Jahren versuchte die kubanische Regierung den Erfolg im Biotechnologiebereich bei vergleichbaren Investments zu wiederholen, diesmal im Bereich von Technologieparks mit angeschlossener Informatik-Universität. Dazu gehört auch die im Februar 2009 vorgestellte eigene Linux-Distribution namens Nova.

### Wohnungsbau und Stadtplanung
Nach der Revolution war es eines der ersten Maßnahmen der Revolutionäre, die Wohnungsmiete für die kubanische Bevölkerung zu halbieren. Später mussten nur noch symbolische Mietzahlungen geleistet werden. Die wahren Kosten waren Teil des sogenannten „Soziallohns“. Die Wohnraumverteilung erfolgte in der Theorie nach Bedürftigkeit und nicht mehr nach Zahlungsfähigkeit. In der Praxis wurde dies jedoch durch die Bürokratie häufig konterkariert. Auch wurde Wohnraum im sozialistischen Kuba, wie auch in anderen sozialistischen Ländern, zur Mangelware.
Ab 1971 zeichneten „Microbrigadas“ (Mikrobrigaden) für den Wohnungsneubau verantwortlich. Sie sollten neue Wohnungen im Rahmen der Selbsthilfe errichten und wurden von Betrieben gestellt, die nicht ausgelastet waren. Eine weitere Reform betraf das Wohneigentum selbst: 1984 wurden nahezu sämtliche Mietverträge per Mietkauf in verbrieftes Eigentum umgewandelt. Dies hatte zur Folge, dass nun 85 Prozent der Kubaner Wohnungseigentümer waren, andererseits war der Staat nicht mehr für die Instandhaltung des Wohnraums verantwortlich. In den historischen Altstädten von Havanna, Santiago und Trinidad gab es außerdem lokale Entwicklungsbudgets. Sie werden aus lokalen Einnahmen aus dem Tourismus sowie internationaler Zusammenarbeit gespeist. Allgemein bekannt ist die „Oficina del Historidador de la Ciudad de La Habana“. Deren Einnahmen fließen einerseits in den Ausbau touristischer Infrastruktur und die Denkmalpflege, zum anderen in die Wohnraumsanierung und Verbesserung der Infrastruktur für die lokale Bevölkerung.
2012 betrug Kubas Wohnungsbestand 3,93 Millionen Wohneinheiten. Bei einer Bevölkerung von 11,16 Millionen bedeutet dies eine Belegung von durchschnittlich 2,84 (2000: 3,5) Bewohnern pro Wohneinheit. Jedoch gelten insbesondere in der Hauptstadt Havanna zahlreiche Wohnungen als hoffnungslos überbelegt. Das offizielle Wohnungsdefizit wurde mit 600.000 Wohneinheiten angegeben. Zwischen zwei Drittel und drei Viertel der Neubauten wurden durch den Staat realisiert, der Rest entstand in Privatinitiative („construcción por esfuerzo propio“), meist außerhalb der Großstädte wie Havanna oder Santiago, wo noch entsprechendes Bauland zur Verfügung stand.
Nachdem sich die Neubauzahlen Anfang der 1990er Jahre aufgrund der Sonderperiode halbierten, erholten sich die Neubauzahlen ab Mitte der 1990er Jahre wieder und erreichten 1996 Rekordniveau. Erreicht werden konnte dies durch eine neue standardisierte Billigbauweise („vivienda económica“). Diese erwies sich jedoch als wenig haltbar und stark mängelbehaftet, sodass aufgrund dessen diese Methode wieder aufgegeben wurde. Das Bauvolumen sank demzufolge um rund 20 %, während die Qualität gleichzeitig stieg.
Wie in anderen sozialistischen Ländern zu beobachten war, konzentrierte sich auch in Kuba die staatliche Bekämpfung der Wohnungsnot fast ausschließlich auf den Wohnungsneubau. Der Erhalt des Bestandes wurde dagegen stark vernachlässigt. Demzufolge gibt es am Rand einer jeden Stadt Neubausiedlungen in standardisierter Plattenbauweise, während in den Zentren der Städte die Wohnhäuser zerfallen.
Für die Zuteilung von Wohnungen an Bedürftige ist im Regelfall das „Instituto Nacional de la Vivienda“, meist kurz „Vivienda“ genannt, verantwortlich, wobei in zahlreichen Ministerien Wohnungen eigenverantwortlich vergeben werden. Insgesamt werden durch die Vivienda rund ein Viertel der Neubauten verwaltet. Bei den oben erwähnten Mikrobrigaden entscheidet eine Betriebsversammlung über die Wohnungsvergabe, wobei 20 Prozent für den allgemeinen Bedarf an die Gemeinde abgetreten werden müssen.
Der Bezug einer Neubauwohnung stellt für eine kubanische Familie aber eher den Ausnahmefall denn die Regel dar. Der Regelfall war bis 2011 der „Tausch“ von Wohnungen („permuta“). Dabei flossen seit der Dollarisierung im Jahre 1993 teilweise erhebliche Geldsummen unter der Hand, obwohl dies offiziell verboten ist. Im November 2011 wurde den Kubanern der Kauf und Verkauf von Wohnungseigentum untereinander erlaubt. Dabei dürfen bis zu zwei Wohneinheiten erworben werden, eine als reguläre Wohnung und eine als Urlaubssitz. Diese Regelung gilt ebenso für Ausländer mit ständigem Wohnsitz („residencia permanente“) auf der Insel.
Grund und Boden sind und bleiben in der Regel in Staatsbesitz. Seitens des Staates wird ein Nutzungsrecht zu vergleichsweise niedrigen Preisen verkauft, der sich nach der Lage des Gebäudes/Grundstücks richtet. Wurde der Wohnungsbau früher ausschließlich zentral über das Bauministerium geregelt, fanden in den 1990er Jahren zahlreiche Dezentralisierungen statt. Die Zuteilung von subventioniertem Baumaterial, das für Pesos cubanos erworben werden kann, erfolgt über die „Vivienda“. Für im Devisensektor zu erwerbendes Baumaterial gibt es keine Regulierung. Seit Ende Dezember 2011 können auch Bankkredite in Pesos cubanos für den Wohnungsbau aufgenommen werden.

## Statistiken
Kuba berechnet sein Bruttoinlandsprodukt nicht nach international anerkannten Standards, woraufhin das Entwicklungsprogramm der Vereinten Nationen 2010 Kuba auf eine Liste von Staaten setzte, die weniger überprüfbare Statistiken liefern, zu denen unter anderem Nordkorea oder Somalia gehören.
| Jahr                           | 1996   | 1997   | 1998   | 1999   | 2000   | 2001   | 2002   | 2003   | 2004   | 2005   | 2006   | 2007   | 2008   | 2009   | 2010   | 2011   |
| ------------------------------ | ------ | ------ | ------ | ------ | ------ | ------ | ------ | ------ | ------ | ------ | ------ | ------ | ------ | ------ | ------ | ------ |
| zu laufenden Preisen           | 25.017 | 25.366 | 25.736 | 28.365 | 30.565 | 31.682 | 33.590 | 35.901 | 38.203 | 42.644 | 52.743 | 58.604 | 60.806 | 62.279 | 64.220 | 68.234 |
| zu konstanten Preisen von 1997 | 24.679 | 25.365 | 25.406 | 26.978 | 28.574 | 29.484 | 29.904 | 31.039 | 32.830 | 36.507 | 40.912 | 43.883 | 45.689 | 46.352 | 47.459 | 48.745 |

Quelle: Oficina Nacional de Estadísticas

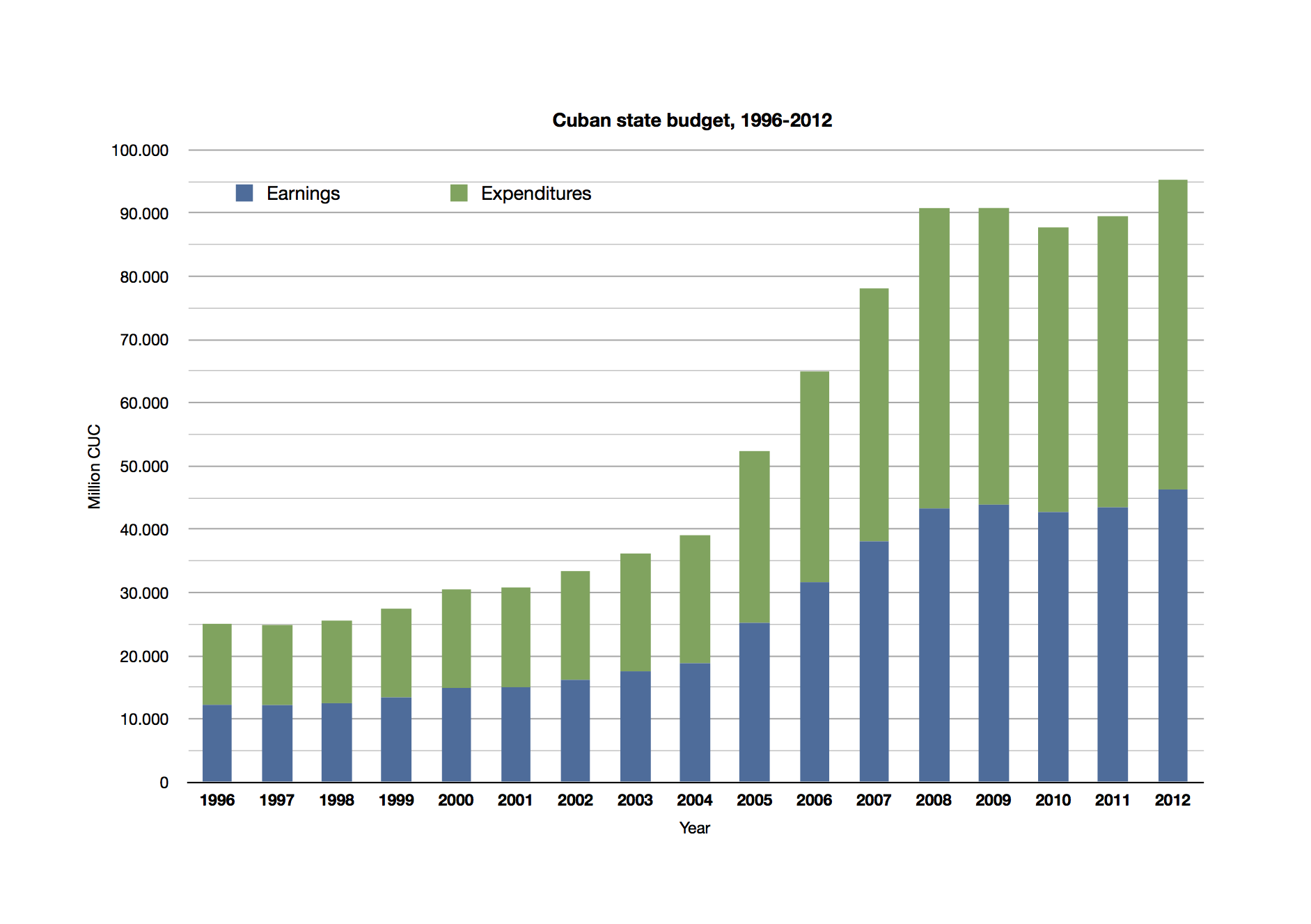
Staatshaushalt Kubas, 1996–2012

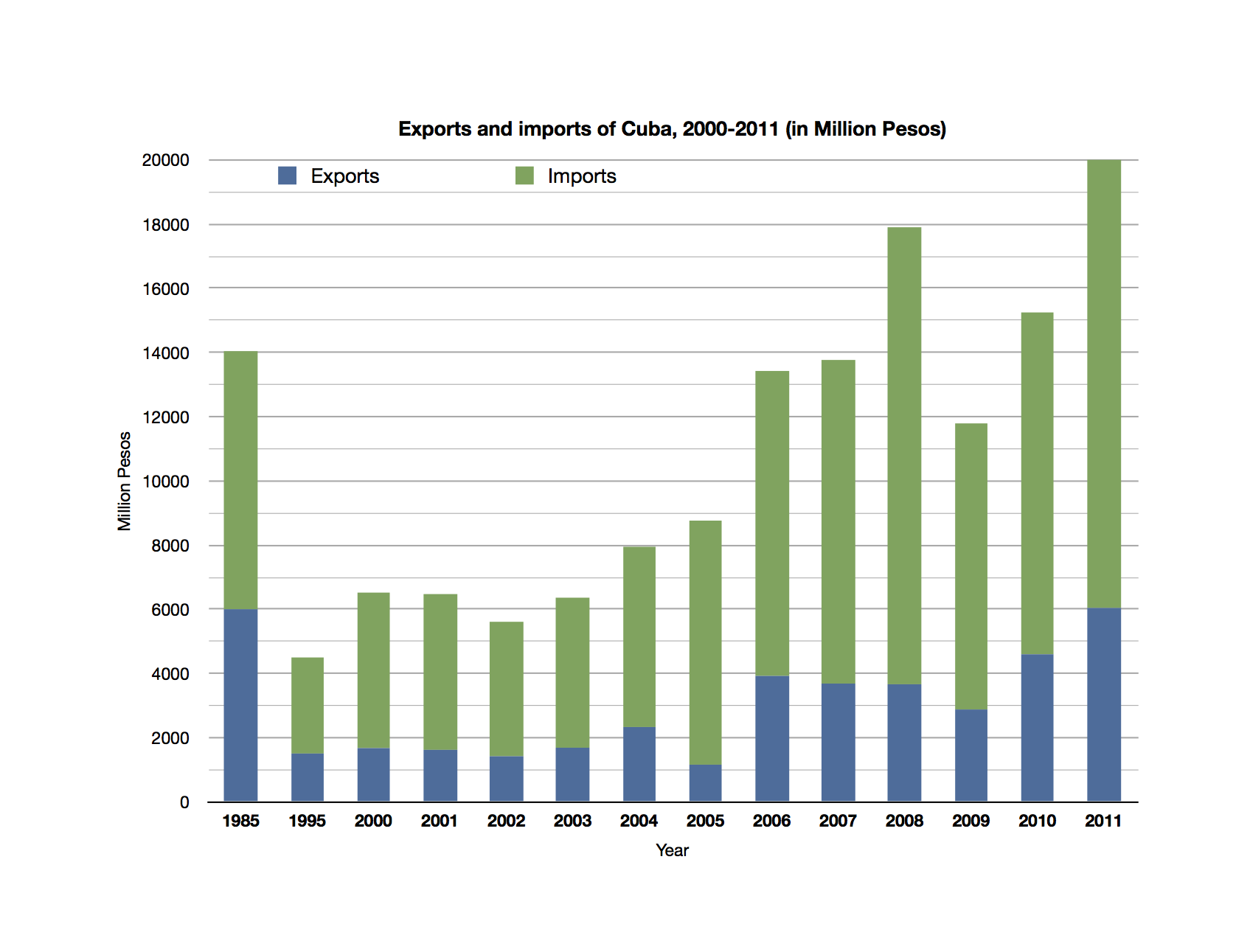
Exporte und Importe Kubas, 2000–2011

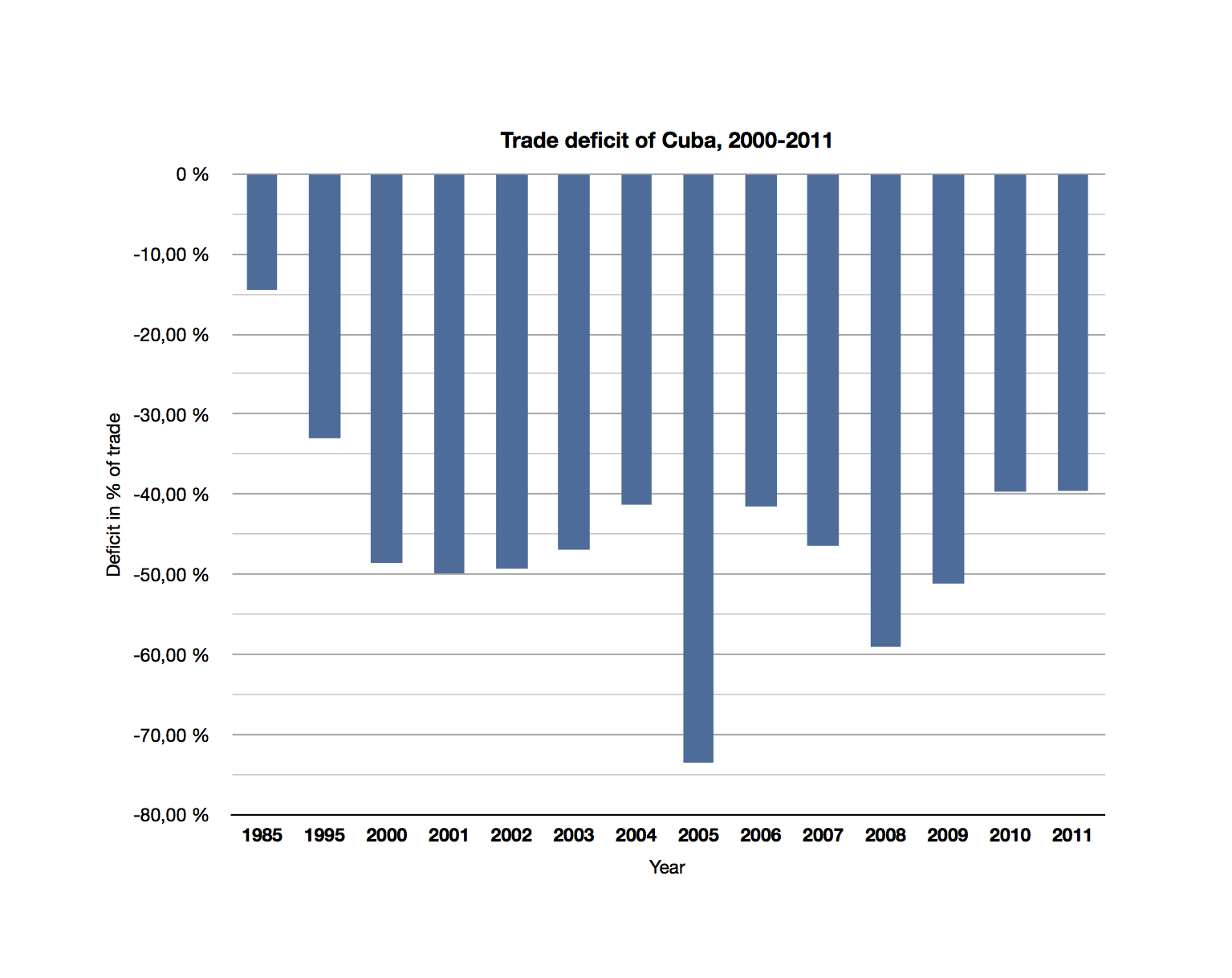
Jährliches Außenhandelsdefizit, 2000–2011

| Jahr                                  | 2005  | 2006  | 2007  | 2008  | 2009  | 2010  | 2011  |
| ------------------------------------- | ----- | ----- | ----- | ----- | ----- | ----- | ----- |
| Landwirtschaft (ohne Zucker)          | 1.580 | 1.461 | 1.747 | 1.757 | 1.815 | 1.722 | 1.756 |
| Fischerei                             | 121   | 137   | 139   | 141   | 79    | 60    | 51    |
| Zuckerindustrie                       | 223   | 201   | 194   | 225   | 222   | 193   | 203   |
| verarbeitende Industrie (ohne Zucker) | 5.043 | 5.311 | 5.849 | 6.134 | 6.196 | 6.294 | 6.456 |
| Bauwesen                              | 2.209 | 3.042 | 2.780 | 2.848 | 2.864 | 2.651 | 2.581 |
| Transport, Lagerung und Kommunikation | 3.245 | 3.542 | 3.767 | 4.019 | 4.118 | 4.224 | 4.297 |
| Einzelhandel                          | 6.710 | 8.679 | 8.654 | 8.363 | 8.374 | 8.537 | 8.957 |
| Hotels und Restaurants                | 1.893 | 1.876 | 1.967 | 2.167 | 2.385 | 2.559 | 2.630 |
| Wissenschaft und Forschung            | 126   | 134   | 147   | 183   | 203   | 218   | 235   |
| Bildungswesen                         | 3.191 | 3.266 | 3.564 | 3.676 | 3.731 | 3.899 | 3.844 |
| Gesundheitswesen                      | 5.051 | 5.664 | 6.850 | 7.722 | 7.984 | 8.432 | 8.579 |
| Kultur und Sport                      | 1.287 | 1.552 | 1.766 | 1.787 | 1.799 | 1.939 | 2.101 |

Quelle: Oficina Nacional de Estadísticas
| Jahr              | 2004   | 2005   | 2006   | 2007   | 2008   | 2009   | 2010   | 2011   | 2012   |
| ----------------- | ------ | ------ | ------ | ------ | ------ | ------ | ------ | ------ | ------ |
| Einnahmen (netto) | 18.822 | 25.211 | 31.633 | 38.095 | 43.293 | 43.595 | 42.723 | 44.861 | 48.635 |
| Ausgaben (netto)  | 20.241 | 27.156 | 33.326 | 39.993 | 47.493 | 46.612 | 45.013 | 46.015 | 51.305 |
| Haushaltssaldo    | −1.419 | −1.945 | −1.694 | −1.898 | −4.200 | −3.016 | −2.290 | −2.566 | −2.670 |

Quelle: Oficina Nacional de Estadísticas
| Exporte       | 642    | 594    | 608    | 690    | 1.050  | 2.952  | 3.989  | 6.002  |         |        |
| Importe       | 515    | 575    | 580    | 866    | 1.311  | 3.113  | 4.630  | 8.037  |         |        |
| Handel gesamt | 1.157  | 1.169  | 1.188  | 1.557  | 2.360  | 6.065  | 8.619  | 14.040 |         |        |
| Handelssaldo  | 127    | 19     | 28     | −176   | −262   | −160   | −642   | −2.035 |         |        |
| Jahr          | 1990   | 1991   | 1992   | 1993   | 1994   | 1995   | 1996   | 1997   | 1998    | 1999   |
| Exporte       | 5.420  | 2.989  | 1.780  | 1.157  | 1.381  | 1.507  | 1.866  | 1.823  | 1.540   | 1.456  |
| Importe       | 7.432  | 4.257  | 2.339  | 2.111  | 2.353  | 2.992  | 3.657  | 4.088  | 4.229   | 4.365  |
| Handel gesamt | 12.852 | 7.246  | 4.119  | 3.268  | 3.734  | 4.499  | 5.523  | 5.911  | 5.768   | 5.822  |
| Handelssaldo  | −2.012 | −1.268 | −559   | −957   | −971   | −1.484 | −1.790 | −2.265 | −2.689  | −2.909 |
| Jahr          | 2000   | 2001   | 2002   | 2003   | 2004   | 2005   | 2006   | 2007   | 2008    | 2009   |
| Exporte       | 1.676  | 1.622  | 1.422  | 1.688  | 2.332  | 1.160  | 3.924  | 3.686  | 3.664   | 2.879  |
| Importe       | 4.843  | 4.851  | 4.188  | 4.673  | 5.615  | 7.604  | 9.498  | 10.079 | 14.234  | 8.910  |
| Handel gesamt | 6.520  | 6.473  | 5.610  | 6.361  | 7.647  | 9.764  | 12.422 | 13.765 | 17.898  | 11.788 |
| Handelssaldo  | −3.167 | −3.229 | −2.766 | −2.985 | −3.283 | −5.445 | −6.573 | −6.394 | −10.570 | −6.030 |
| Jahr          | 2010   | 2011   |        |        |        |        |        |        |         |        |
| Exporte       | 4.598  | 6.041  |        |        |        |        |        |        |         |        |
| Importe       | 10.647 | 13.956 |        |        |        |        |        |        |         |        |
| Handel gesamt | 15.245 | 19.997 |        |        |        |        |        |        |         |        |
| Handelssaldo  | −6.059 | −7.915 |        |        |        |        |        |        |         |        |

Quelle: Oficina Nacional de Estadísticas
| Jahr                  | 2004 | 2005 | 2006 | 2007 | 2008 | 2009 | 2010 | 2011 | 2012 |
| --------------------- | ---- | ---- | ---- | ---- | ---- | ---- | ---- | ---- | ---- |
| Zuckerindustrie       | 33,2 | 17,5 | 15,8 | 15,3 | 18,7 | 18,1 | 15,7 | 16,4 | 20,0 |
| Nicht-Zuckerindustrie | 41,9 | 42,8 | 43,6 | 45,5 | 52   | 50,6 | 49,9 | 53,4 | 54,3 |
| Gesamt                | 40,3 | 38,4 | 38,7 | 40,2 | 46,1 | 44,9 | 43,6 | 46,9 | 48,2 |

Quelle: Oficina Nacional de Estadísticas
| Saison | 2003/04 | 2004/05 | 2005/06 | 2006/07 | 2007/08 | 2008/09 | 2009/10 | 2010/11 |
| ------ | ------- | ------- | ------- | ------- | ------- | ------- | ------- | ------- |
|        | 2486,2  | 1295,2  | 1160,6  | 1205,4  | 1381,6  | 1348,3  | 1168,2  | 1202,9  |

Quelle: Oficina Nacional de Estadísticas
| Jahr             | 2004      | 2005      | 2006      | 2007      | 2008      | 2009      | 2010      | 2011      |
| ---------------- | --------- | --------- | --------- | --------- | --------- | --------- | --------- | --------- |
| Viandas*         | 3.162.000 | 2.575.300 | 2.202.000 | 2.369.500 | 2.150.700 | 2.236.000 | 2.250.000 | 2.280.000 |
| Gemüse           | 4.095.900 | 3.203.500 | 2.672.100 | 2.603.000 | 2.439.300 | 2.548.800 | 2.141.000 | 2.200.000 |
| Getreideprodukte | 887.600   | 730.100   | 739.600   | 808.400   | 761.700   | 868.400   | 778.900   | 920.400   |
| Hülsenfrüchte    | 132.900   | 106.200   | 70.600    | 97.200    | 97.200    | 110.800   | 80.400    | 133.000   |
| Tabak            | 31.700    | 26.000    | 29.700    | 25.600    | 21.500    | 25.200    | 20.500    | 19.900    |
| Zitrusfrüchte    | 801.700   | 554.600   | 373.000   | 469.000   | 391.800   | 418.000   | 345.000   | 246.500   |
| andere Früchte   | 908.000   | 819.000   | 746.500   | 783.800   | 738.500   | 748.000   | 762.000   | 817.000   |
| Kakao            | 1846      | 2067      | 2120      | 1379      | 1100      | 1387      | 1709      | 1510      |

* Unter „Viandas“ fallen beispielsweise Kartoffeln, Yuca und Kochbananen

Quelle: Oficina Nacional de Estadísticas
| Jahr                                 | 2001  | 2002  | 2003  | 2004  | 2005  | 2006  | 2007  | 2008  | 2009  | 2010  | 2011  |
| ------------------------------------ | ----- | ----- | ----- | ----- | ----- | ----- | ----- | ----- | ----- | ----- | ----- |
| Anzahl der Touristen (in Millionen)  | 1,775 | 1,686 | 1.906 | 2.049 | 2.319 | 2.221 | 2.152 | 2.348 | 2.430 | 2.532 | 2.716 |
| Bruttoeinnahmen (in Millionen CUC)   | 1.840 | 1.769 | 1.999 | 2.114 | 2.399 | 2.235 | 2.236 | 2.246 | 2.082 | 2.218 | 2.503 |
| Bruttoeinnahmen pro Tourist (in CUC) | 1.037 | 1.049 | 1.049 | 1.032 | 1.034 | 1.006 | 1.038 | 957   | 857   | 876   | 922   |

Quelle: Oficina Nacional de Estadísticas (2010)
- Auslandsschulden: 20,02 Mrd. US$ (2011); weitere 15–20 Mrd. US$ Schulden bei Russland (Schätzung 2006)
- Devisenreserven: 5,15 Mrd. US$ (2011)
- Wirtschaftshilfe als Empfänger: 87,8 Mio. US$ (Schätzung 2005)